# Calabaza

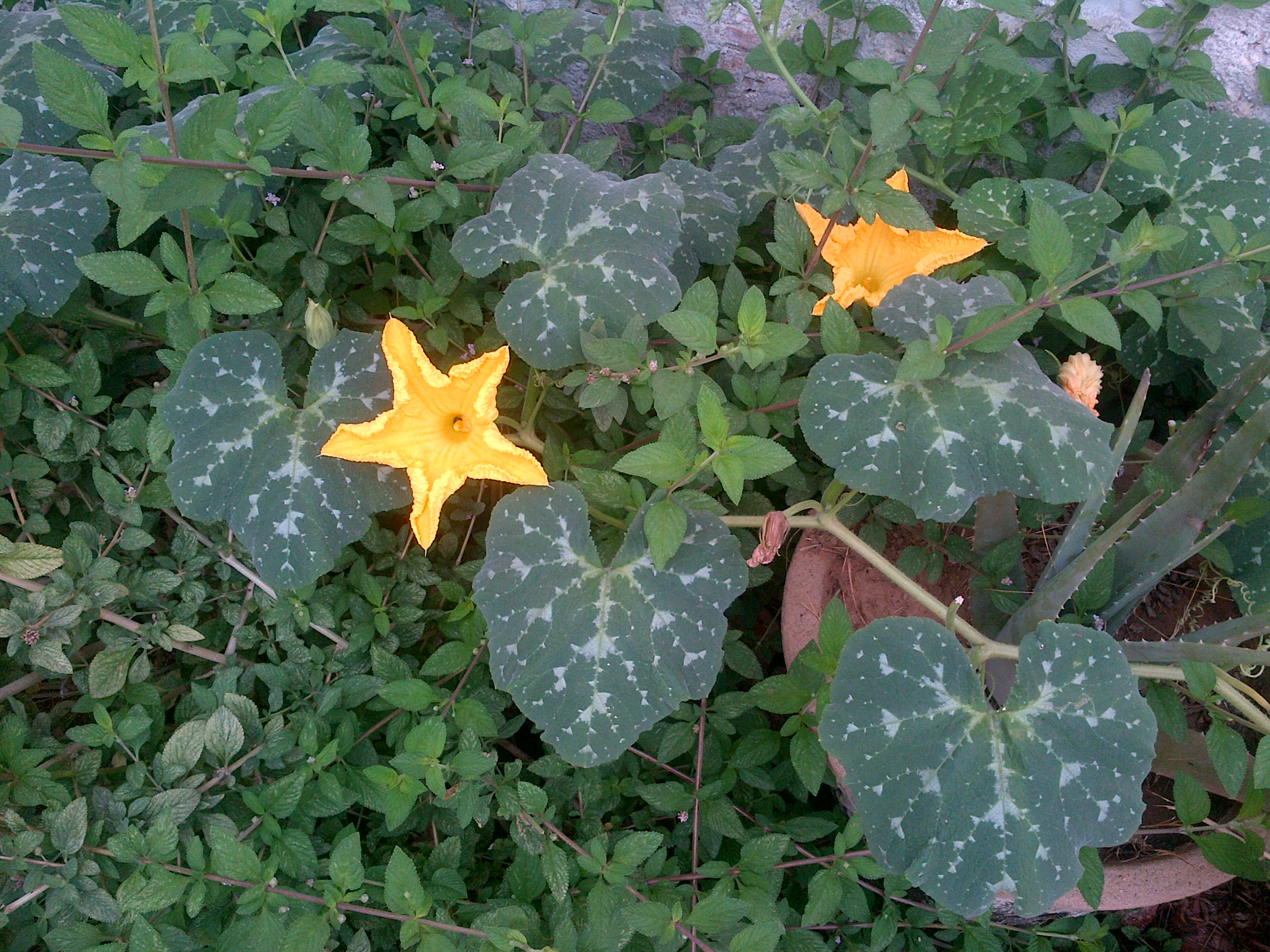
Flor de auyama.

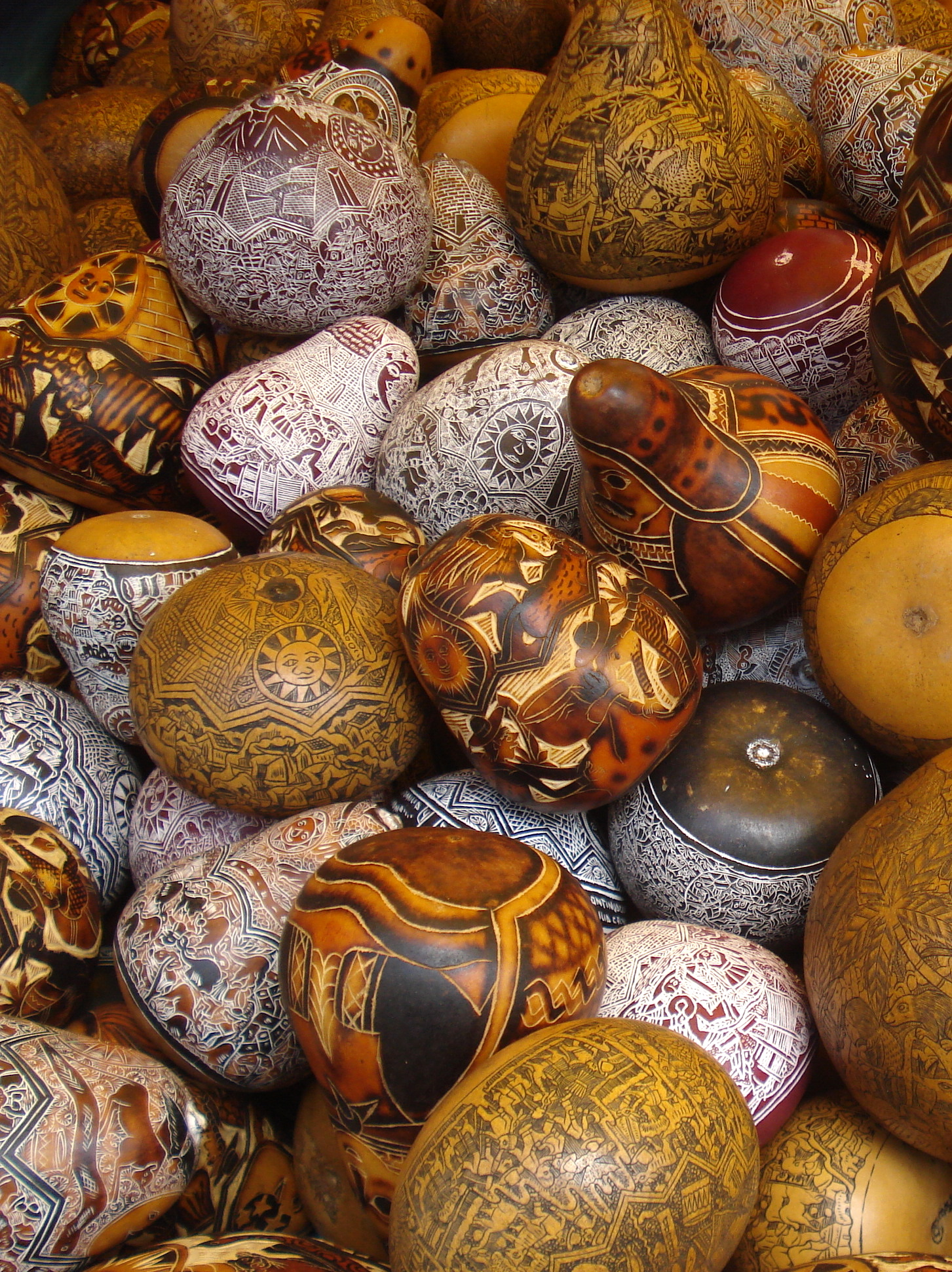
Modelos de mate burilado, artesanía típica peruana sobre ejemplares de lagenaria siceraria.

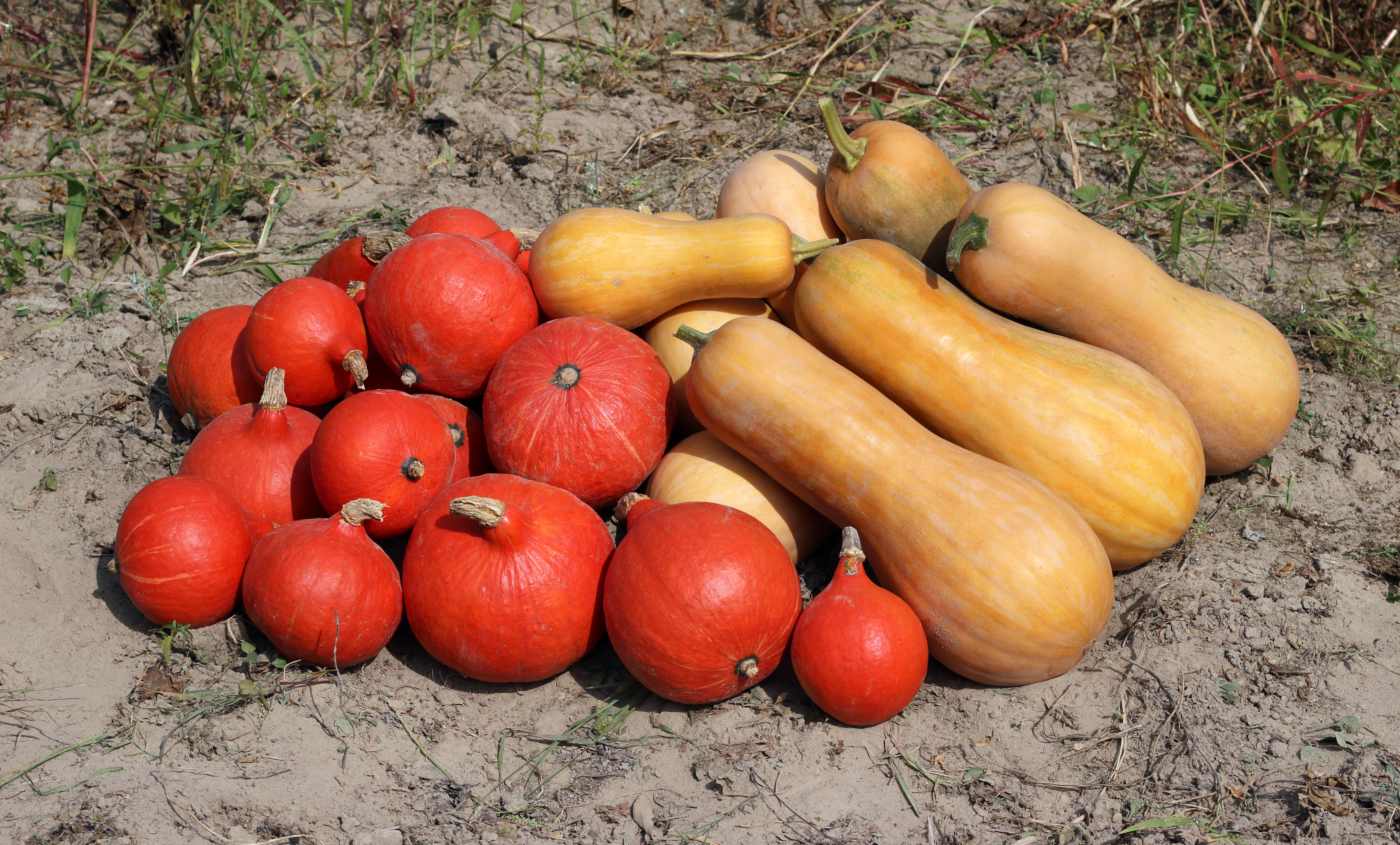
Calabaza

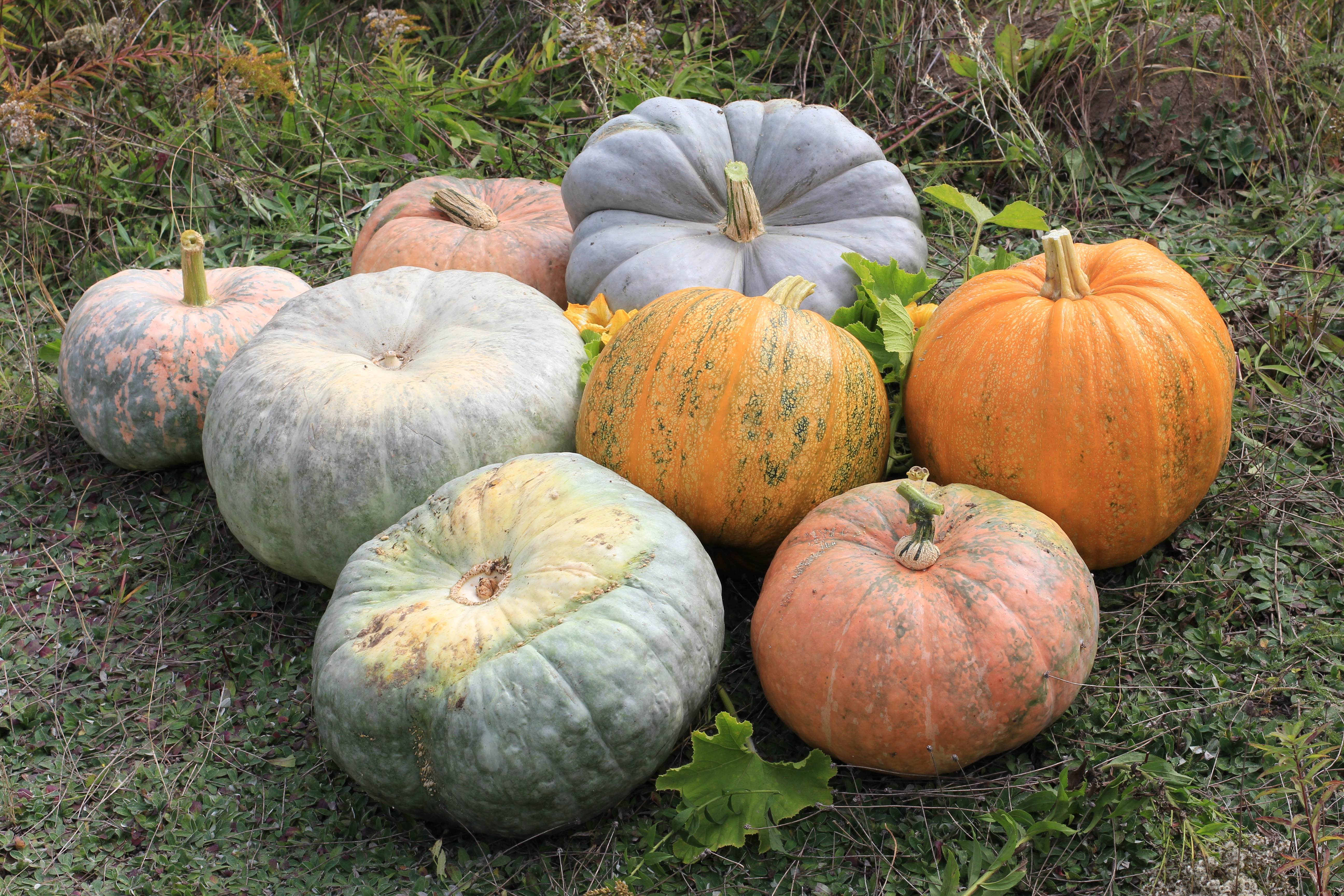
Calabaza

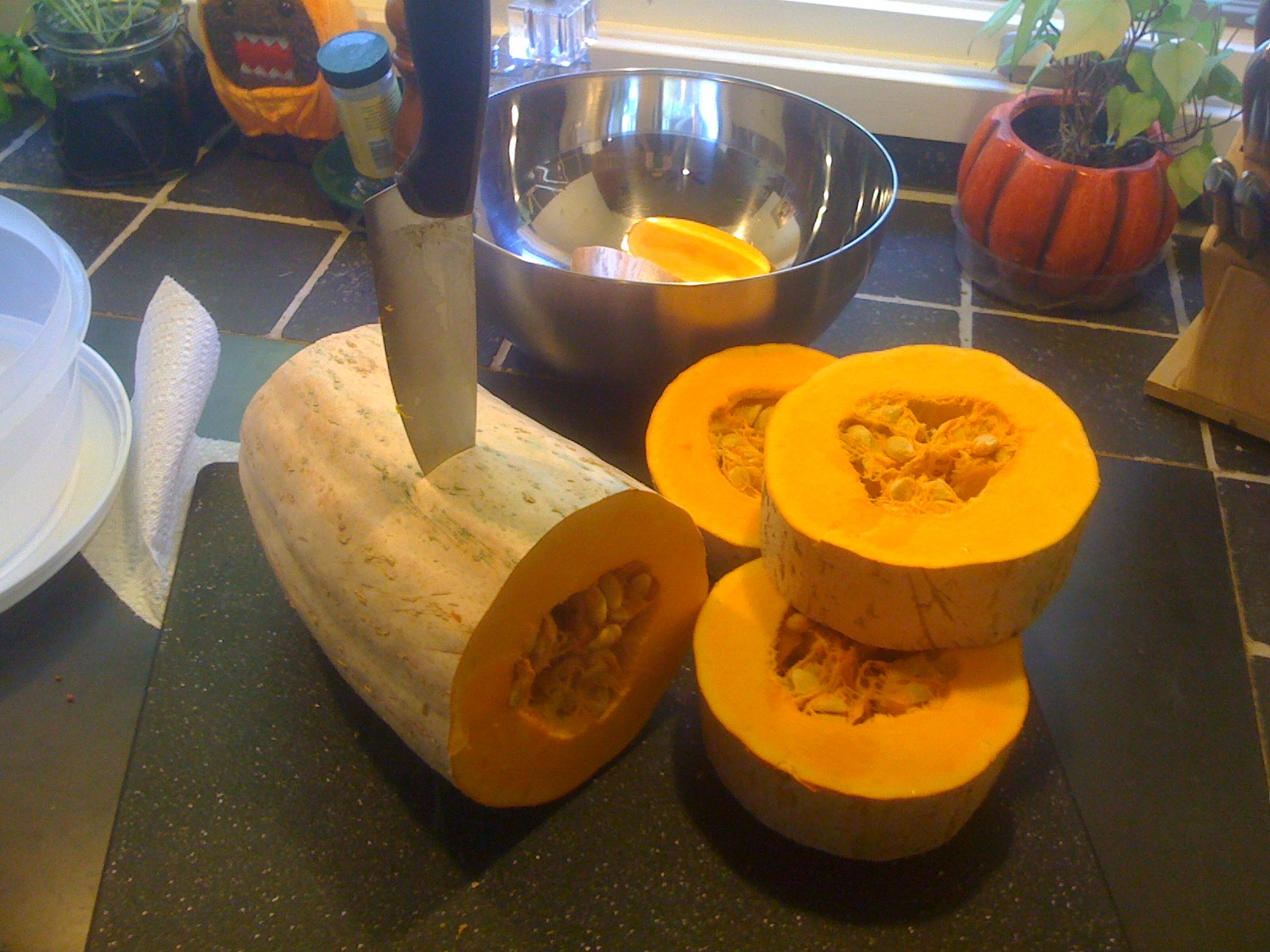
Calabaza

La calabaza o auyama (Pa, RD, Co, Ve) es una baya de cáscara dura. Es el fruto de las cucurbitáceas (del género Cucurbita) y es un fruto de tipo pepónide. Algunos autores también incluyen a los frutos del género Lagenaria, y a los frutos de las plantas de la familia de las bignoniáceas, como los "árboles de calabazas" Crescentia y Amphitecna. Las calabazas se encuentran tanto de manera silvestre como cultivada. Las calabazas, incluidas las silvestres, son de tamaño grande, de más de 5 cm de diámetro. Presentan una gran variedad de formas, tamaños, texturas, sabores y colores. Los frutos se pueden cosechar tanto maduros como inmaduros, dependiendo del uso final que se le de al fruto.
Las diferentes variedades, tanto cultivadas como silvestres, proveen una gran cantidad de usos para las personas. La cáscara de la calabaza, una vez vaciada y curada, se puede utilizar con fines ornamentales, para la fabricación de utensilios y artesanías y de instrumentos musicales. El contenido del fruto maduro se utiliza con fines gastronómicos, tanto para la preparación de platos como para la fabricación de bebidas, incluyendo bebidas alcohólicas. Las semillas son comestibles y se utilizan en platos dulces y salados. Distintas partes del fruto y la planta se utilizan con fines medicinales y cosméticos, como la producción de jabón.
La calabaza está distribuida globalmente, y generalmente se encuentra en regiones cálidas a templadas. Las calabazas fueron inicialmente dispersadas por megamamíferos y roedores. Algunas variedades, como el fruto de la asiática Benincasa hispida, parece haber sufrido eventos de dispersión transoceánica.
El término «calabaza» es de origen hispánico y se usa de manera genérica para definir a una gran variedad de frutos de las cucurbitáceas, como los calabacines, los zapallos, los zucchinis, los zapallitos, el ayote, el pipián, el auyama y el butternut. Varios de estos términos tienen un origen etimológico en voces indígenas.

## Producción mundial
| Principales productores de calabaza (2018) (toneladas) | Principales productores de calabaza (2018) (toneladas) |
| ------------------------------------------------------ | ------------------------------------------------------ |
| China                                                  | 9.200.000                                              |
| India                                                  | 5.569.809                                              |
| Ucrania                                                | 1.338.000                                              |
| Rusia                                                  | 1.189.539                                              |
| México                                                 | 776.073                                                |
| España                                                 | 717.645                                                |
| Estados Unidos                                         | 683.038                                                |
| Turquía                                                | 616.777                                                |
| Italia                                                 | 596.397                                                |
| Malaui                                                 | 480.233                                                |

Fuente

## Definición

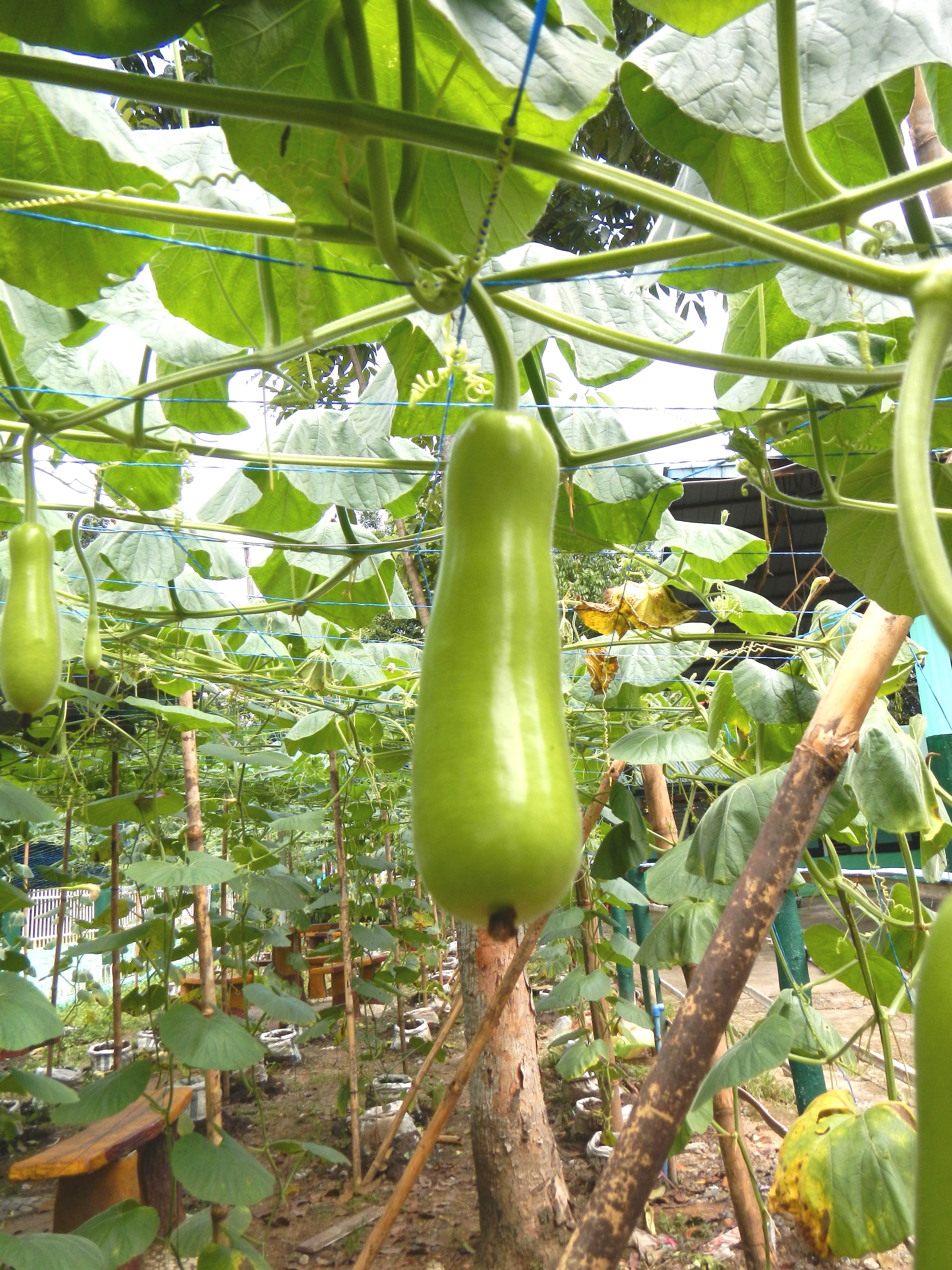
Lagenaria siceraria con hábito guiador.

La definición de calabaza como "baya de cáscara dura" se corresponde con el término botánico anfisarca en sentido amplio, incluyendo tanto a las calabazas con ovario súpero y con ovario ínfero. Otros autores la definen en un sentido más estricto, utilizando el término "calabaza" exclusivamente para las bayas de ovario súpero, como en los frutos de la Aegle y la Feronia. La palabra «ahuyama» o «auyama», es proveniente del caribe auyama y es usada en República Dominicana, Colombia y Venezuela.

## Etimología

### Calabaza
Calabaza (originalmente calabaça) es un nombre de origen hispánico. Se utilizaba para denominar al único género de cucurbitácea cultivado en España, la Lagenaria, cuyo fruto se utilizaba tanto con fines prácticos como alimenticios. Con la conquista de América, los colonizadores españoles extendieron el término para referirse a los géneros Cucurbita y a los "árboles de calabazas" Crescentia y Amphitecna, endémicos de la zona de América Central y desconocidos para los europeos. Al continuar la colonización por la zona amazónica, los europeos extendieron el término al género comestible Sicana, y al pixidio del árbol Lecythis, que no es una calabaza en sentido estricto.
En el mundo oriental, se ha llamado calabaza a Benincasa, la "calabaza china" o "calabaza blanca", una cucurbitácea cultivada que se conserva por uno o dos años. El término se utiliza así en España y se extendió con diferente éxito a los tipos americanos englobados por él, a veces preponderando o conviviendo con los nombres derivados de los nativos.
De manera más contemporánea, el término calabaza se aplica al traducir de manera inexacta los nombres de otras variedades que no poseen nombre en español. Por ejemplo, la definición del término inglés gourd abarca otro tipo de frutos, incluyendo calabazas de menor dureza (como el melón o el pepino). De esta forma, se encuentra frecuentemente traducido como "calabaza de..." a frutos que provienen de regiones donde no se habla español, por ejemplo, África. Estos frutos fueron denominadas gourd en inglés y fueron posteriormente traducidos al español como calabaza.
El término calabaza también sirve para denominar de manera genérica a algunos frutos que no son pepónides. Además del pixidio de Lecythis u "ollita", otros ejemplos incluyen la calabaza espinosa o chayote, el tacaco, el fruto de la Telfairia occidentalis, conocida como "calabaza costillada", el fruto de la Parmentiera, la "calabaza zimarrona" de la Fevillea cordifolia, la "calabacilla salvaje" de Citrullus colocynthis y la "calabaza del abuelo" de Gurania lobata. De manera menos frecuente, se llama a veces calabaza a otras bayas de cáscara dura, como el árbol de los cacaos Theobroma grandiflorum y sus variedades cultivadas, y a los pixidios de Bertholletia, que se utilizan para la fabricación de utensilios y recipientes. Otros ejemplos incluyen a algunos cítricos de cáscara dura, como el hindú Aegle, árboles afines africanos como Aeglopsis, Balsamocitrus y Afraegle, y los Limonia y Feroniella, a cuyos frutos se los conoce como "manzanas de madera" o "manzanas de elefante". También se corresponden el africano Kigelia dispersado por rinocerontes, el antiguo baobab (Adansonia, en África continental, Madagascar y Australia) dipersado por elefantes y babuinos y también comestible,  y sin ser un cítrico el llamado monkey orange, Strychnos, dispersado por monos en África y Asia.

### «Calabacín»
El fruto en los momentos de su desarrollo en que la cáscara todavía es blanda y no permite conservación (es decir, mientras esta esté inmadura), es llamado calabacín, y si no es tóxico, se puede cosechar para consumir cocido como verdura de estación. Así se conoce el término en España, donde el primer "calabacín" que se consumió fue el de Lagenaria siceraria (hoy prácticamente abandonado frente a los de Cucurbita), y así se utiliza también el término en algunas regiones de América (a veces, en América el término derivado calabacita para los frutos inmaduros). La familia de las cucurbitáceas se caracteriza porque sus frutos en las primeras etapas del desarrollo son similares a los calabacines y en algunas especies domesticadas son sustitutos culinarios de los mismos, si bien al madurar pueden ser completamente diferentes de una calabaza; por lo que puede encontrarse extendido el término calabacín para hacer alusión al fruto inmaduro que se consume cocido como verdura de estación en forma similar al primer calabacín conocido en español.

Verduras de tipo Calabacín
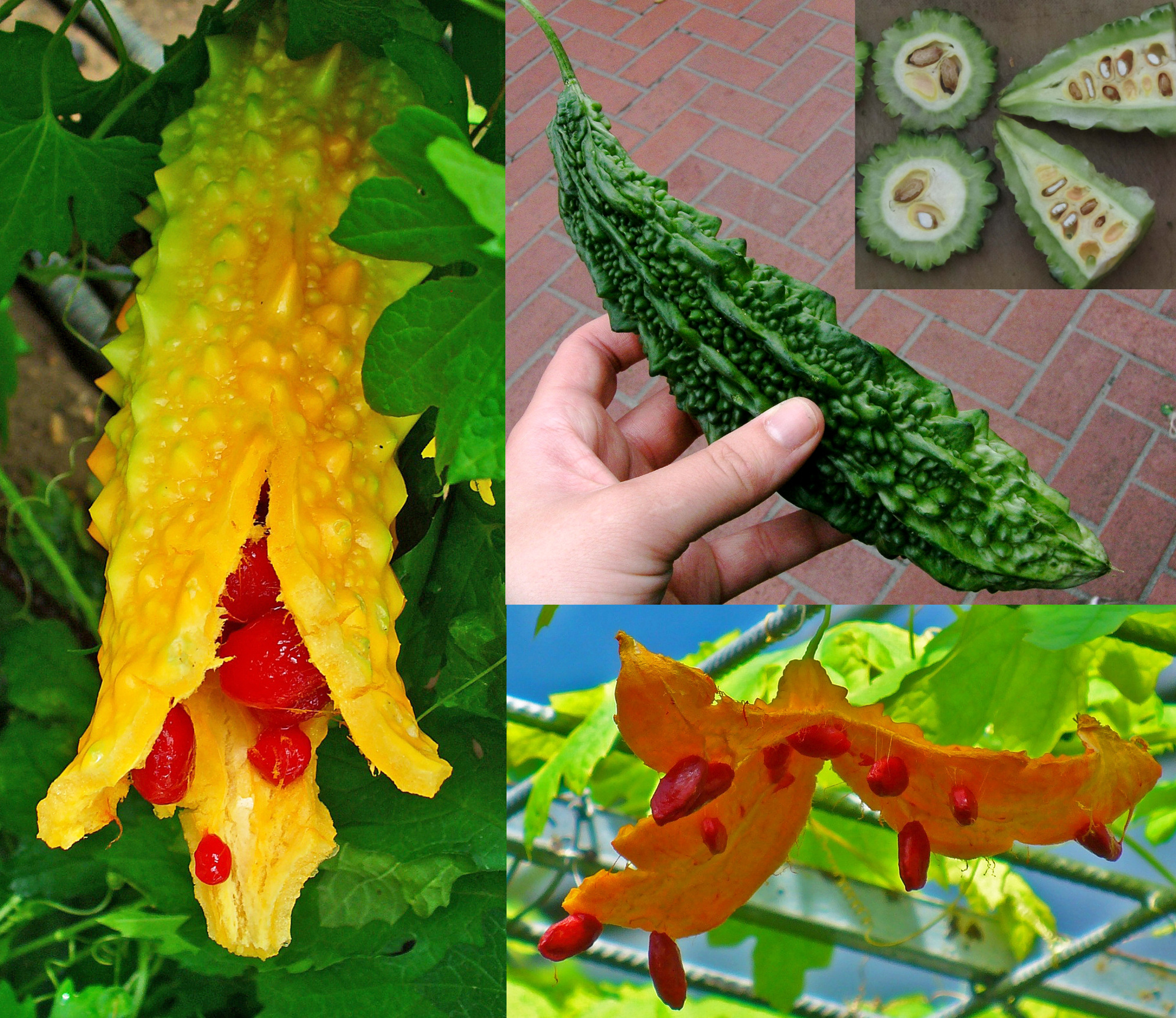
Momordica charantia (foto) y otras especies menores de Momordica.
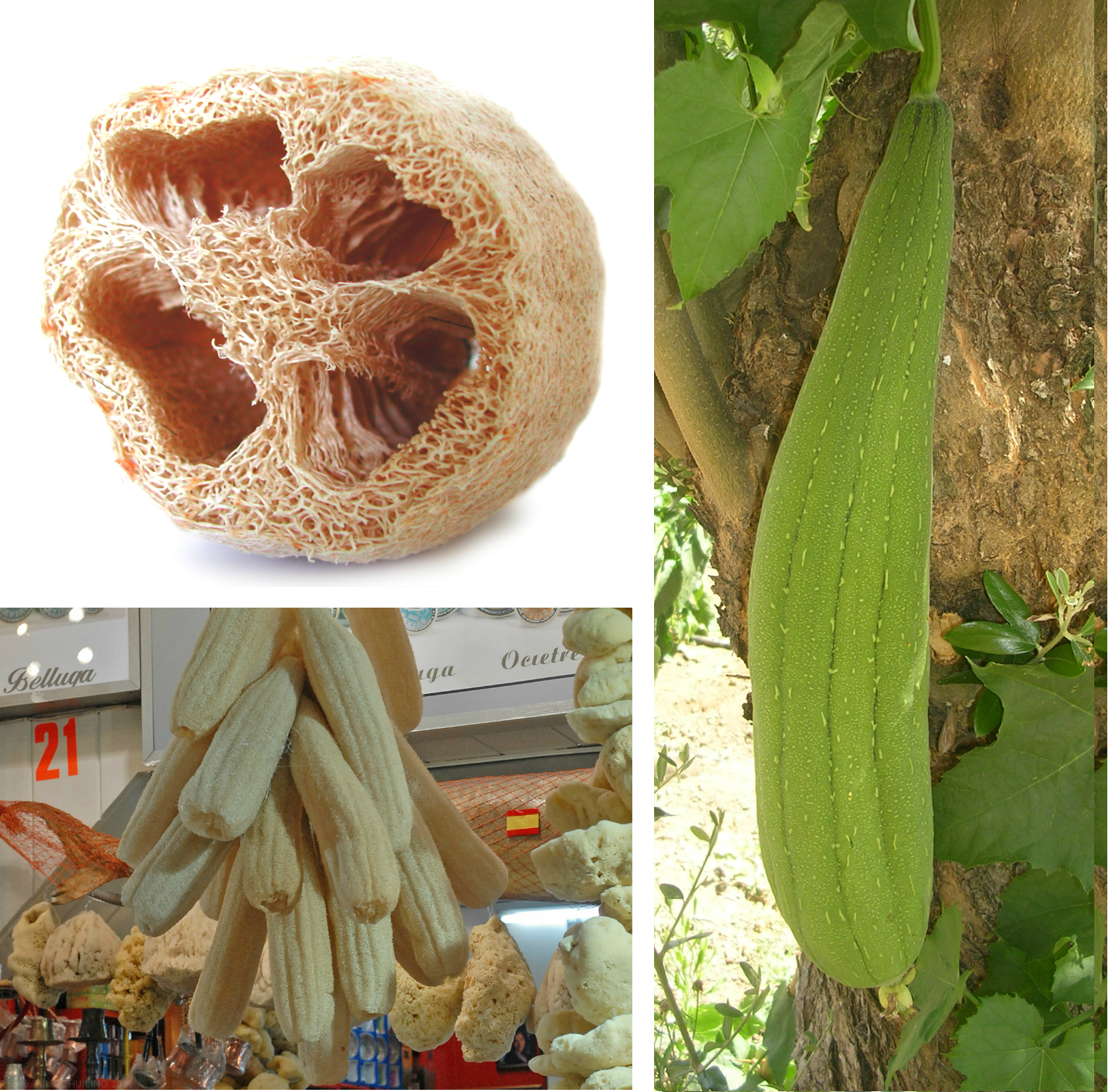
Luffa aegyptiaca.
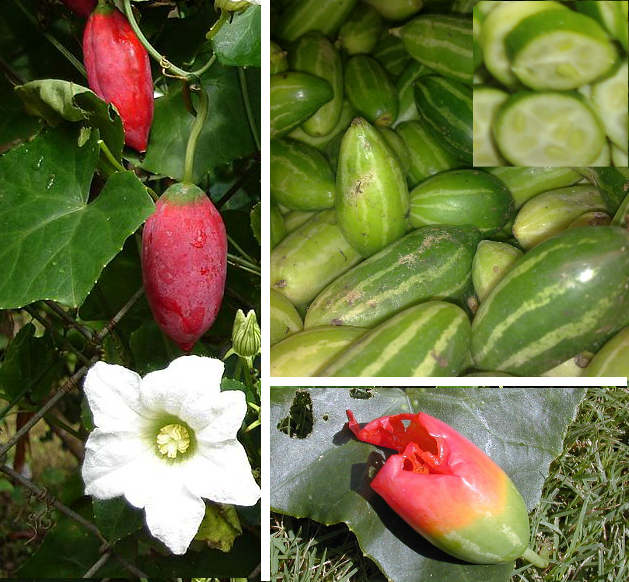
Coccinia grandis.

### Zapallo
En América Latina, el vocablo zapallo es la forma más extendida para denominar a los frutos de las variedades Cucurbita pepo, Cucurbita moschata, Cucurbita maxima, y Cucurbita argyrosperma. El nombre proviene del quechua sapallu.
Este nombre es utilizado en Perú, Panamá suroccidente de Colombia, Ecuador, Bolivia, Paraguay, Chile, Argentina y Uruguay. El uso del término zapallo incluye a la región geográfica original de la especie Cucurbita maxima domesticada en Argentina (quizás originalmente el quechua sapallu se refería solo a esta especie) y cuyos cultivos tradicionales llegaron precolombinamente quizás hasta Perú, e incluye parte de la distribución precolombina de Cucurbita moschata que se domesticó en la zona del Caribe hace 8000 o 9000 años, y aparentemente en forma precolombina ya había llegado a Perú o a la Argentina.

Al fruto inmaduro de cáscara blanda de la Cucurbita maxima se lo llama zapallito. El término está restringido a la región donde se conocía el consumo de Cucurbita maxima de esa forma, que incluye Argentina, Paraguay, Bolivia y Perú.  En Costa Rica utilizan indistintamente zapallo o zapallito para las variedades de Cucurbita pepo que se consumen inmaduras. 

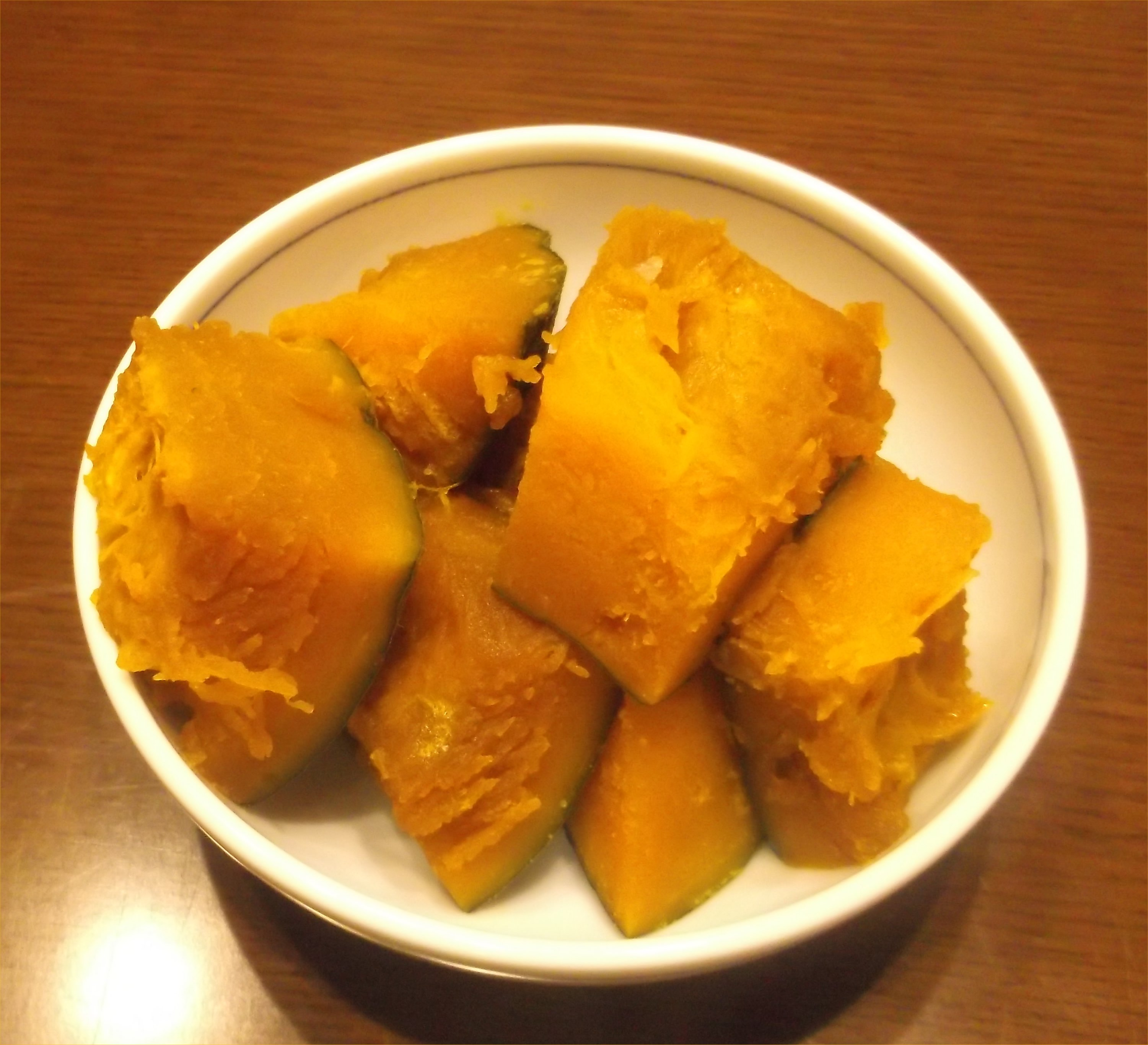
Zapallo hervido para puré.

### Ahuyama o Auyama
En República Dominicana y el noroccidente de Sudamérica (norte y centro de Colombia y Venezuela) se usa el nombre auyama (en el norte de Colombia también ahuyama), voz caribe dada a los frutos que maduros poseen pulpa con el sabor y los usos culinarios del zapallo recién descrito, aunque aparentemente no tienen un correspondiente diminutivo para referirse a los frutos inmaduros de cáscara blanda. En la región, la única especie que se cultiva es Cucurbita moschata, aparentemente domesticada en alguna isla del Caribe donde es la única especie que tolera sus condiciones de clima tan cálido y torrentoso. Al noreste de Colombia, se consumen sus frutos preferentemente maduros pero también inmaduros. Aparentemente la especie se dispersó con el nombre caribe por los españoles desde Cuba y República Dominicana hasta Venezuela y el noroccidente de Colombia, en este último se aceptan las ortografías "auyama" y "ahuyama". La especie ya parecía haberse dispersado hasta Perú, o quizás hasta la Argentina, donde parece haber tomado nombres locales. En Colombia parece haber una división de nombres ya que se utiliza el término "zapallo" en el sudoeste desde antiguo, y puede ser que prefieran "zapallo" para los cultivos conocidos de Cucurbita maxima y "ahuyama" para las variedades tradicionales de Cucurbita moschata, las traídas del resto de América y que en años recientes se están adaptando a la región parecen adoptar el nombre zapallo. En la región pueden llamar a las variedades para consumir inmaduras de Cucurbita pepo "calabacines", sus cultivos son de importación reciente.

### Pipián
El nombre indígena pipián se usa para las variedades de Cucurbita argyrosperma en países donde se cultiva de forma precolombina: algunas regiones de México, Guatemala, El Salvador, Nicaragua y Costa Rica (en Honduras clima y relieve no lo permiten), donde el mismo nombre se usa para el fruto inmaduro, para el fruto maduro, y para las semillas molidas, como para las salsas sobre la base de ellas (y también llaman "pipián" a todas las salsas sobre la base de semillas molidas, es decir, también a las de semillas de Cucurbita moschata y de Cucurbita pepo que se cultivan en la región y cuya pulpa sí se consume). El fruto maduro en general no llega al mercado, ya que la pulpa no suele consumirse, es de mala calidad y en algunos casos no se aconseja ni para alimento de ganado; si el horticultor lo deja madurar, es para extraer las semillas y vender solo las semillas, que es el uso preferido en México. El uso preferido en los demás países (Guatemala, El Salvador, Nicaragua y Costa Rica) es el consumo del fruto inmaduro, que es a lo que "pipián" alude, y que puede convivir en la región con variedades inmaduras de Cucurbita pepo y de Cucurbita moschata, a las que se puede asignar otros nombres o no. Se lo puede llamar pipián fresco, para especificar el fruto inmaduro. El nombre cushaw se utiliza para los cultivos precolombinos del Sudoeste de Estados Unidos de Cucurbita argyrosperma, que se aprecian maduros para pulpa y todavía hoy se consumen, y el nombre puede encontrarse en [México] en referencia a ellos.

### Ayote
En Costa Rica, Nicaragua El Salvador y en Guatemala donde se acostumbra hacerlo en dulce con rapadura de caña para el 1 de noviembre. Se usa el nombre náhuatl ayote para ciertas variedades ancestrales de uso similar al "zapallo" arriba descripto, todas de Cucurbita moschata, que llaman ayote sazón cuando maduras y ayote tierno cuando inmaduras (el nombre convive en Costa Rica con el de "zapallito" o "zapallo" dado a variedades inmaduras de Cucurbita pepo, y también con el nombre "pipián" dado a variedades inamduras de Cucurbita argyrosperma).

### Otros términos

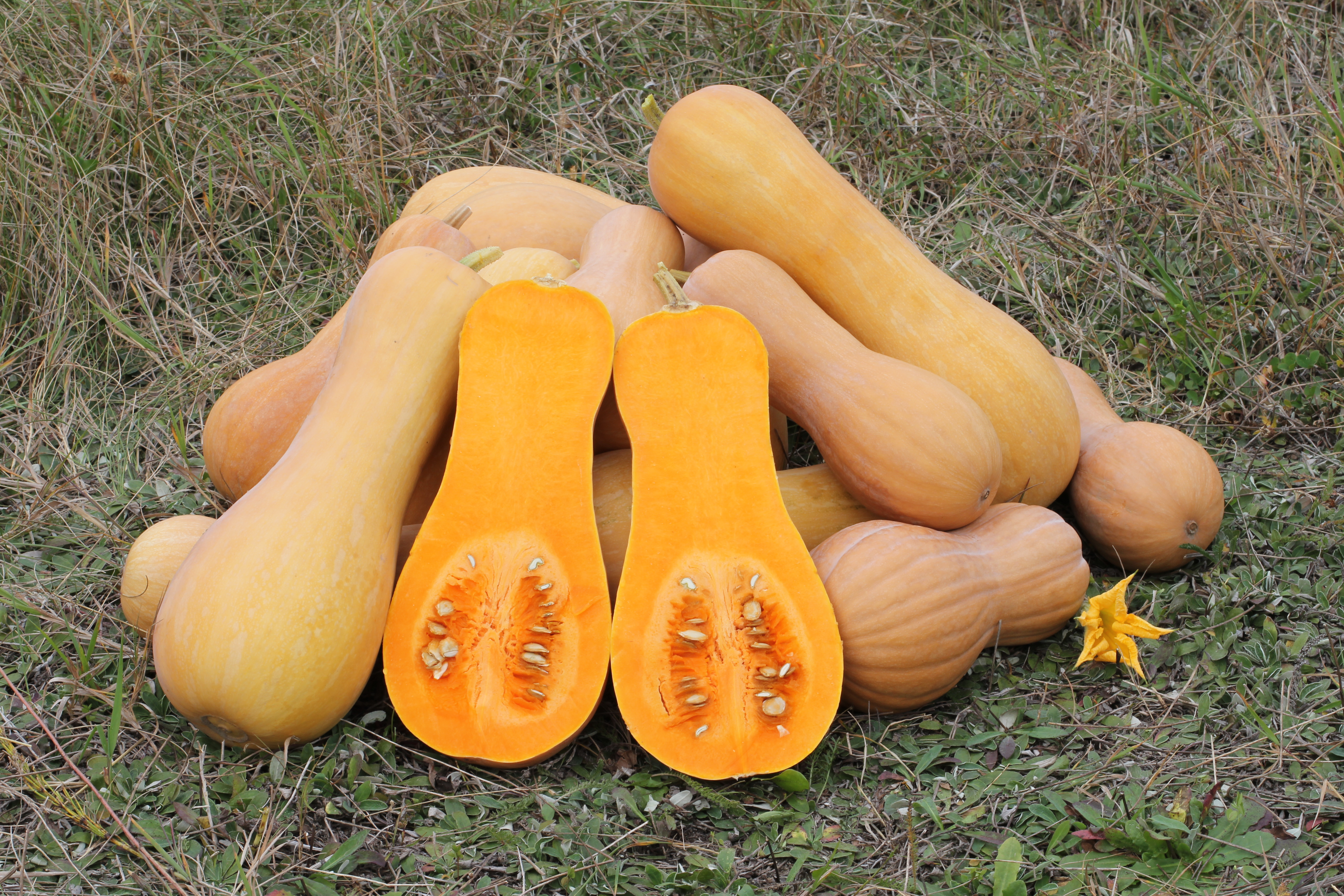
Cucurbita moschata Tipo "Butternut"

El cultivo de butternut y sus posteriores derivados fueron desarrollados en Estados Unidos en la década de 1930, pero su exportación exitosa ocasionó que el anglicismo fuera adoptado en otras partes del mundo. La variedad zucchini se desarrolló en Italia, pero en la actualidad es el nombre con el que se conoce a esa calabaza en gran parte del mundo. En algunas regiones de Chile también se utiliza el término wada o guaripola, por el instrumento musical típico mapuche fabricado con la calabaza. El nombre "calabazo" puede confundirse con Crescentia cujete.

## Distribución geográfica
Este tipo de fruto en general define géneros y salvo Lagenaria, de la que aún está en discusión cómo llegó a regiones cálidas y templadas de todo el planeta, las demás poseen una distribución algo más restringida. Ninguna se encuentra en regiones frías.
El baobab (Adansonia), también comestible, está distribuido en África continental, Madagascar y Australia. Entre los cítricos de cáscara dura están Balsamocitrus + Aeglopsis + Afraegle + Aegle (el "fruto de Bael" de los Himalayas), los 3 primeros africanos y el último asiático; y Limonia y Citrus 'Feroniella', los dos últimos conocidos como wood apples o elephant apples. Está distribuido en Asia y África el género Strychnos, cuyos frutos sin ser cítricos son conocidos como monkey orange y dispersados por monos. En América se originaron y conservan las cucurbitáceas Cucurbita y Sicana, los árboles de calabazas bignoniáceos Crescentia + Amphitecna, el árbol de los cacaos Theobroma grandiflorum; en América aparentemente los dispersores para los que fueron adaptadas están extintos desde la última glaciación. En ese continente los roedores, que pueden roer su cáscara, son los únicos dispersores de algunas variedades de las que solo consumen las semillas.
Está documentado que la Cucurbita silvestre sudamericana, Cucurbita maxima subsp. andreana, crece asociada a las madrigueras del roedor llamado vizcacha: Parodi (1926): "se me asegura que antes de los años 1890 y 1900 era sumamente común en la tierra removida de las vizcacheras". Podetti (1925, sobre el folklore de San Luis): "Reuníanse por otro lado grandes cantidades de una cucurbitácea amarga, parecida al zapallo de tronco, llamada "cháncara" (Cucurbita maxima subsp. andreana), que abunda especialmente alrededor de los vizcacherales." Parodi (1935): "(Cucurbita maxima subsp. andreana) crece en suelos modificados: terraplenes, maizales, antiguas taperas, viejos corrales, vizcacheras, etc." La expresión colectada en Saubidet (1943): "paisano amargo como zapallo de vizcachera", es decir, como Cucurbita maxima subsp. andreana.

## Cosecha
Las estadísticas hortícolas suelen clasificar según el carácter de utilidad en apto para cosechar inmaduro, apto para cosechar maduro y de usos ornamentales. A menudo se utiliza el Código Internacional de Plantas Cultivadas para su clasificación. Otras clasificaciones pueden incluir, además de las categorías de maduro, inmaduro y ornamental, una cuarta categoría de "cosecha apta para semillas". Esta división es la que emerge más fácilmente tanto para el taxónomo aunque no hayan hecho grupos formales, como en las lenguas vernáculas como en las estadísticas hortícolas de producción.
Estas clasificaciones se corresponden con el uso final del cultivar. Por ejemplo, la dureza de la cáscara es diferente al cosechar maduros o inmaduros, y es diferente la importancia de la selección por color de pulpa, textura y sabor. Los que se comercializan maduros que pueden ser consumidos inmaduros (algunos de muy buena calidad como verdura de estación, como 'Butternut') pueden poseer características no rentables para el horticultor como una cosecha de menor cantidad de frutos, maduración lenta, y cobertura del suelo más amplia (no arbustiva) que vuelve más lenta, dificultosa y cara la cosecha, por lo que no son cultivados para comercializar inmaduros.
De manera informal, quienes cultivan las plantas también pueden referirse a ellas según las características que les interesan de la planta:
- Zapallo de tronco, zapallo arbustivo, ayote arbustivo o zapallito de tronco (este último para consumo inmaduro). La planta crece con un tronquito grueso y guías cortas, como un arbusto. Se lo llama de esta forma en Nicaragua, El Salvador, Honduras y Guatemala.[79]
- Zapallo de guía, zapallito de guía, ayote rastrero o guiador. en América Central salvo Panamá "ayote rastrero",[79] es el que proviene de una planta cuyo hábito es una guía (en general son enredaderas rastreras y trepadoras). El zapallo de guía es la condición ancestral de las 4 especies, y es como siempre se encuentran las poblaciones silvestres, mientras que el tipo tronco o arbustivo fue una mutación que fue muy seleccionada para el cultivo de zapallitos (fruto consumido inmaduro) debido a que se hacen tandas de cosecha cada dos o tres días y en el tronco son más fáciles de localizar y cosechar, el zapallo que se cosecha maduro en cambio en general es de guía aunque en los últimos años aparecieron cultivares de zapallos de tipo tronco. Puede haber morfologías intermedias entre los dos, más información en Biología y cultivo (arquitectura de la planta).

La planta de las 4 especies de zapallo es anual, se siembra en primavera, y se puede encontrar que lo llamen

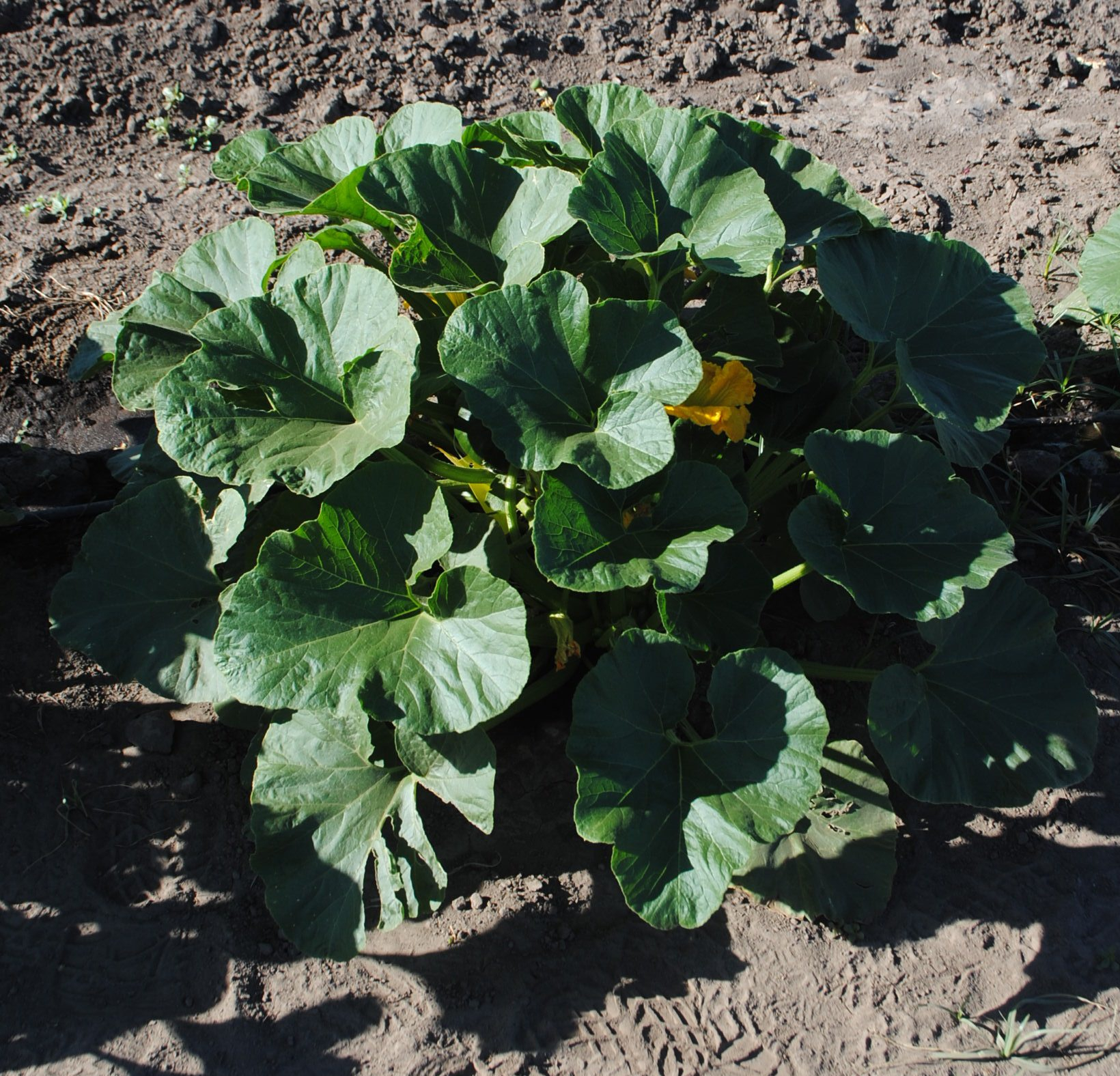
Planta de tronco o arbustiva.

- "zapallo de verano" (por traducción del inglés summer squash) si se cosecha inmaduro (lo cual ocurre durante el verano) por lo que es un sinónimo de zapallito (o calabacín), y similarmente
- "zapallo de invierno" (por traducción del inglés winter squash) es el zapallo que se cosecha en el otoño cuando ya está maduro (y el pico de su consumo es todo el invierno).

Entre los zapallos que se consumen maduros, se pueden encontrar los modificadores:
- "zapallos de guarda"[cita 15]> = "zapallos de almacenamiento" = "zapallos del año", que son los que poseen fruto con cáscara lo suficientemente madura como para que sean aptos para almacenarse durante meses (entre 2 meses y un poco más de 1 año, según la variedad), la cáscara no se hunde ni se lastima al intentar hincar la uña, y
- "zapallos tempranos"[cita 15] o "zapallos para temprano"[cita 15], o "zapallos para primicia"[cita 16][cita 17], que se consumen como un zapallo (es decir en puré de zapallo, etc), y están maduros o casi maduros, pero no sobrellevan un almacenamiento, y se llaman así porque se desarrollan y llegan al mercado antes que los de guarda, en la época de escasez de zapallos de guarda, al hincar la uña se lastiman y la pulpa tiene poco sabor[cita 17][cita 16][cita 15] (Chile[cita 15], México[cita 16], Argentina[cita 17]).
- "zapallos de media estación"[cita 15], aparecen en el mercado entre los tempranos y los de guarda, no presentan gran durabilidad y su pulpa todavía es de inferior calidad.[cita 15]

En cada país pueden llamar zapallo criollo o zapallo tradicional a las landraces (poblaciones tradicionales) locales, es decir que por continuo cultivo durante muchas generaciones son las mejor adaptadas a las condiciones ambientales locales, así los que un argentino considera zapallos criollos o tradicionales no son los mismos que un uruguayo llama zapallos criollos o tradicionales. También pueden ser llamadas variedades de campo en contraposición a los cultivares "comerciales" rentables para el horticultor y cultivados para el circuito comercial.

## Usos de laCucurbita
| Especie                        | Región                    | Usos típicos | Imagen |
| ------------------------------ | ------------------------- | --- | ------ |
| Cucurbita pepo                 | Mesoamérica, Norteamérica | Semillas: generalmente se descartan.                                                                                                  |        |
| Cucurbita maxima               | América del Sur           | Maduras: se consume la pulpa como puré, al horno, en almíbar y mermelada. Semillas: se consumen tostadas o molidas.                   |        |
| Cucurbita argyrosperma, pipián |                           | Las variedades locales de pipián en Centroamérica (El Salvador y Nicaragua) se cultivan para ser consumidas inmaduras como zapallito. |        |

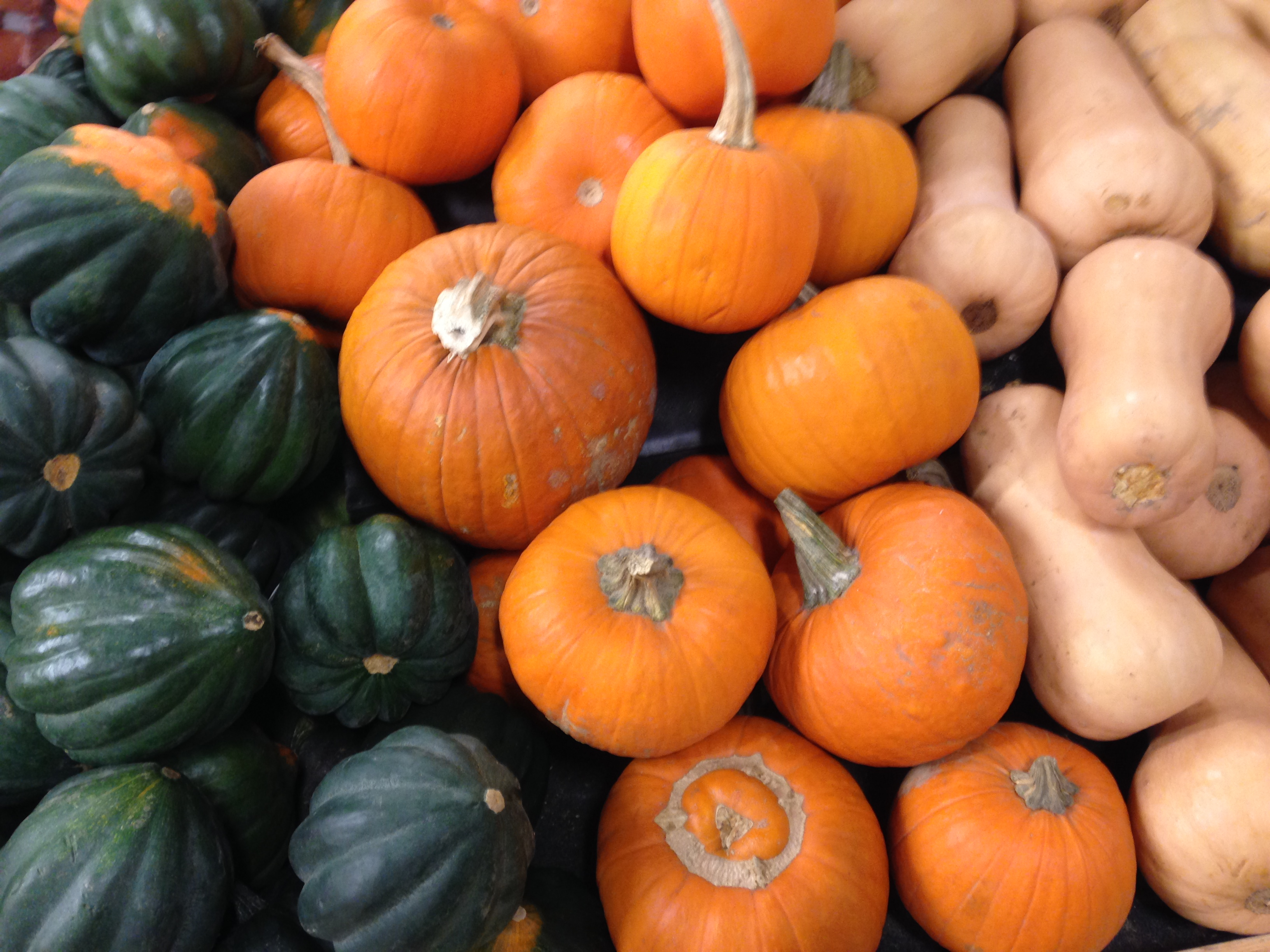
Varios tipos de Cucurbita.

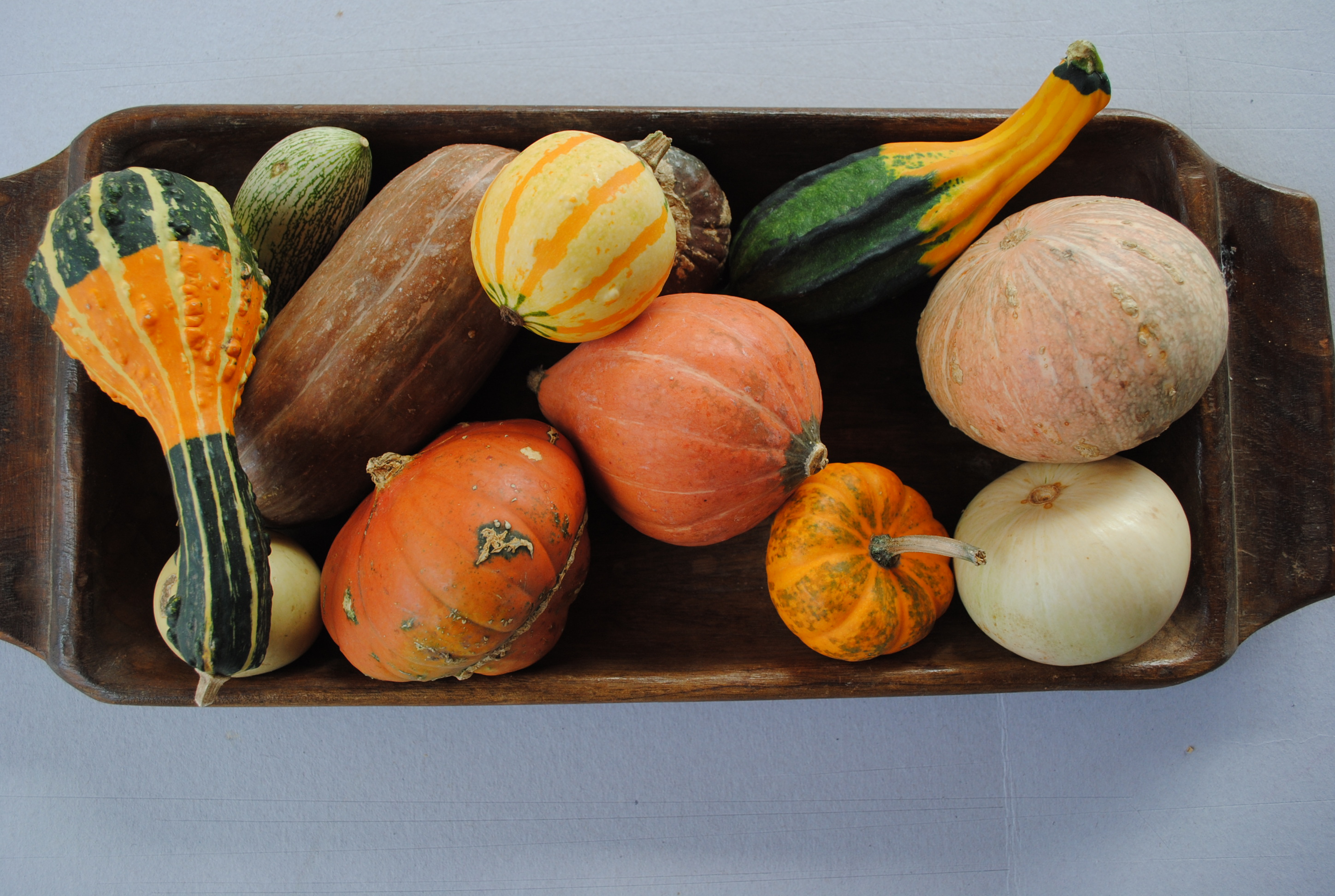
Cucurbita pepo y Cucurbita maxima.

Cucurbita pepo, C. maxima, C. moschata, C. argyrosperma que se cosechan maduras. Cáscara endurecida, capacidad de conservarse al menos un par de meses a un año (la capacidad de conservación depende de la dureza de la cáscara), la dureza suele diferenciarse entre "delicada" (como en 'Delicata' o los esculpidos en Halloween), "que se corta con cuchillo de cocina", "que se corta con machete". Pulpa de color naranja oscuro a amarillo, diferente calidad de sabor (concentración de nutrientes, de azúcares, si la textura es fibrosa o fina), que posee valores característicos de cada cultivo pero suficiente variabilidad en los frutos de cada uno como para que permita una diferenciación clara. Se consume la pulpa madura (la cáscara no es tóxica): como puré, al horno, en almíbar, en mermelada. También las semillas tostadas ("pepitas") o molidas y en otras preparaciones. Hay cultivos para pulpa cuyas semillas se descartan (lo general en Cucurbita maxima), cultivos para semillas cuya pulpa se descarta (algunas variedades en México), y cultivos de los que se aprovechan ambas. Loy (2004) clasifica los cultivos de estas especies (de forma de comparar los factores que hacen a la calidad, la productividad y la aceptabilidad del producto para el consumidor), en estos mismos tres grupos, el "cosechado maduro" subdividido en fruto comestible maduro para vender fresco, fruto para semillas, y fruto maduro procesado. Un cuarto subgrupo sería el fruto cuya pulpa en fibras se consume como spaghetti. "Zapallo" en el sur de América, (Argentina, Chile, Uruguay, Paraguay, Bolivia, Perú, Ecuador, sur de Colombia, Panamá) y en menor medida en el resto de Sudamérica donde pueden llamar así a los cultivos originarios del sur. "Auyama" o "ahuyama" en norte de Colombia, Venezuela, República Dominicana. "Calabaza" (comestible) en España y en América hispana donde se superpone con diferente grado de éxito a los nombres indígenas: ayote, pipián, y otros más localizados. 
Cucurbita pepo, C. maxima, C. moschata, C. argyrosperma que se consumen inmaduras como verdura de estación. En estas especies se consume entero (con cáscara y semillas incluidas) salvo el pedúnculo: cubeteado y frito, o cocido en sopas, pucheros, o cocido y en ensalada, y es el recipiente que relleno al horno también se consume junto con el relleno. "Zapallitos" en Paraguay, Argentina, Uruguay, "calabacines" en España y Venezuela, Colombia, "calabacitas" en México, "Zapallos italianos" en Chile, y nombres derivados de lenguas indígenas en regiones y cultivos específicos como "ayote tierno", "pipián fresco", y otros. (También se consumen inmaduros y cocidos como verdura de estación los frutos de otras cucurbitáceas que por su sabor diferente se encuentran en secciones aparte más abajo: Lagenaria siceraria, Cucurbita ficifolia, Benincasa hispida, Momordica charantia, Luffa aegyptiaca, Luffa acutangula, Coccinia grandis, Trichosanthes cucumerina y Trichosanthes dioica).
Cucurbita pepo, C. maxima, C. moschata, C. argyrosperma cuya cáscara, endurecida y resistente permite utilizarlas, sean comestibles o no, con fines no alimenticios. Se cultivan en el caso de estas especies con fines decorativos. En general de sabor amargo y no comestible. Las pequeñas y no comestibles son "calabacitas decorativas" en España y en general en la América hispana. Las calabazas de Halloween son comestibles pero principalmente decorativas, como los zapallos "Turbantes". (También son "calabazas" debido a la dureza de su cáscara y su capacidad de conservación, y los usos no alimenticios que se les dan, otras especies que por su diferente uso y textura están listadas en secciones más abajo: Lagenaria siceraria, los árboles Crescentia cujete, Crescentia alata, Amphitecna latifolia, y las "ollas" del árbol Lecythis.) Las variedades silvestres son de cáscara dura y también se las puede utilizar como decorativas.

### Zapallos
Puede chequearse Clasificación de plantas cultivadas para estudiar la diferencia entre un "cultivar", un "grupo de cultivares", una "landrace" o "variedad tradicional", un "market type" o "tipo comercial del fruto", un "grupo horticultural", y un nombre "botánico".
Cucurbita pepo, C. maxima, C. moschata, C. argyrosperma, frutos comestibles maduros.
En horticultura se superponen clasificaciones diferentes hechas sobre la base de diferentes criterios de utilidad. Muchos taxónomos por ejemplo, adoptaron una clasificación basada en la forma del fruto, útil para los obtentores de plantas que buscan la posibilidad de hibridar y mantener el mismo producto comercial final. Por eso se encontrarán casos como el de 'Vegetable Spaghetti' que es "de tipo Spaghetti" según su forma de consumo y al mismo tiempo pertenece al "Grupo Vegetable Marrow" en la clasificación que divide por la forma del fruto. Muchos cultivos no pueden clasificarse dentro del esquema de cultivares y grupos de cultivares, se los identifica por origen de las semillas y nombre.
Se dividieron todos los cultivos en las unidades más pequeñas posibles a las cuales fuera asignado un nombre, aclarando cuáles estaban agrupadas en unidades más amplias para algún autor.

### Cucurbita moschata

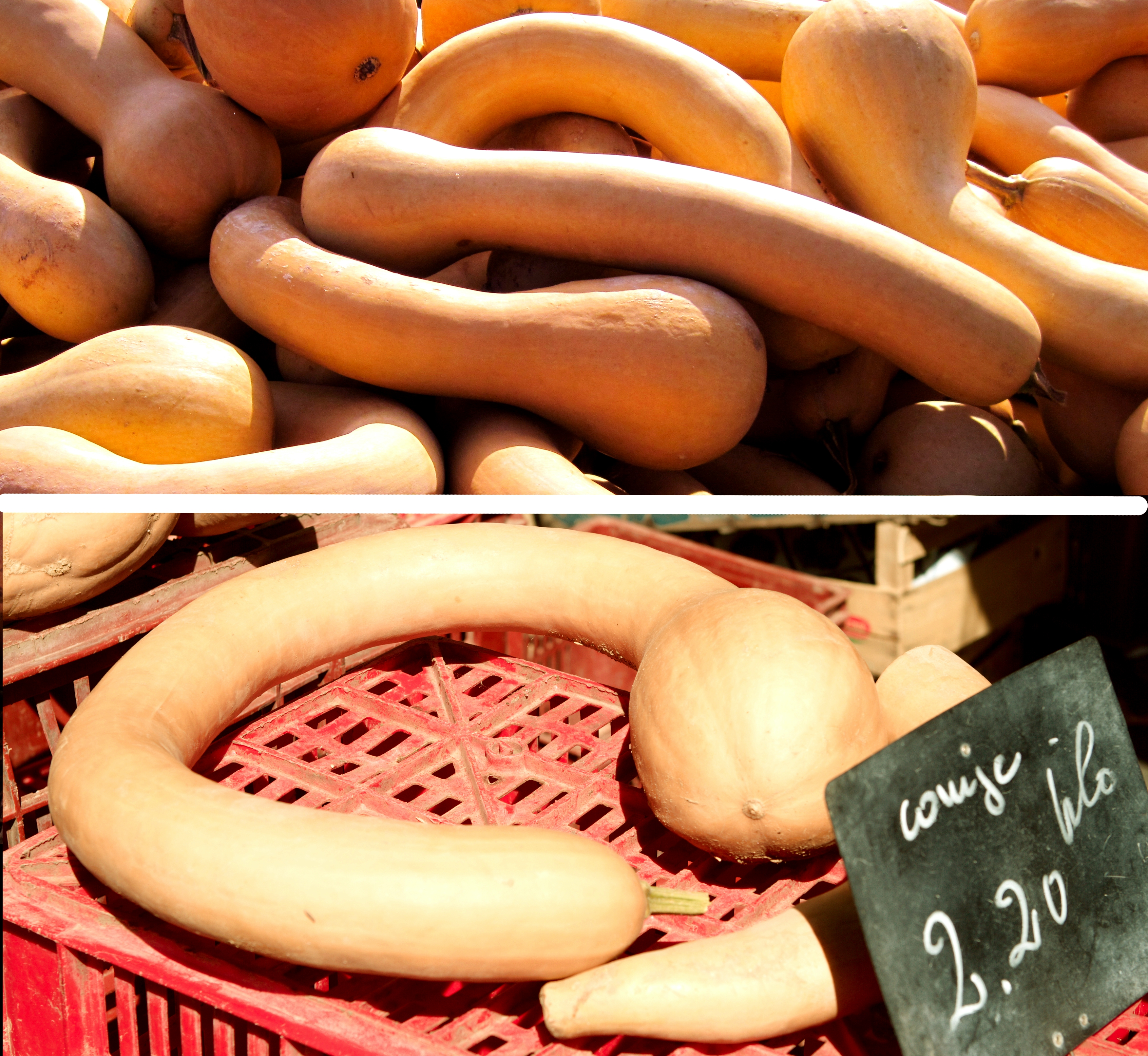
Cucurbita moschata tipo Crookenck.

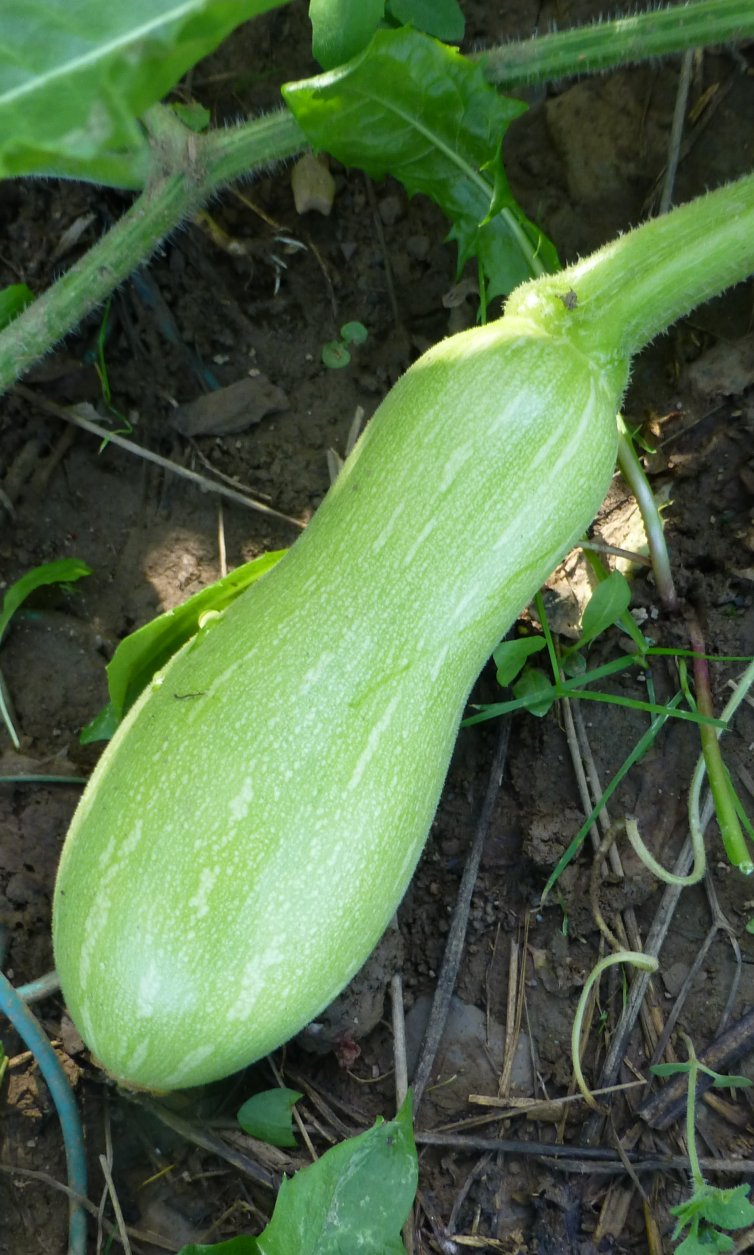
Cucurbita moschata "Violina". Es un zapallo de tipo "Butternut" muy cultivado en Italia.

Cucurbita moschata tipo Crookneck (no confundir con Cucurbita pepo grupo Crookneck, que es otra especie y otra morfología también), grupo que reúne a los similares al 'butternut' pero de cuello mucho más largo, que en general se retuerce durante el cultivo. La descripción informal del grupo es: "Fruto redondeado en el extremo de la cicatriz del perianto con un cuello largo, derecho o curvo". Los horticultores que desean el cuello recto suelen hacer trepar las guías a techos enrejados de los que cuelgan los frutos. En Estados Unidos hay cultivos consumidos preferentemente maduros, son muy difundidos 'neck pumpkin' y 'Pennsilvannia Dutch crookneck'. En Italia y Francia son llamados "tromba" (como 'Tromba di Albenga'), "trombone" (como 'Tromboncino'), "largo" (como 'Lunga di Napoli' y 'Longue de Nice') y se consumen de las dos formas, son especialmente apreciados inmaduros. En el montaje, arriba: C. moschata 'neck pumpkin', abajo, un zapallo tipo "tromba" o "trombón" maduro en un mercado de Francia. En Paraguay "andai" o "calabaza" como la foto anterior, en Argentina se conocen los del color del 'butternut' como "anday" (voz guaraní) o "anco andai", y suelen ser llamados con los mismos nombres: calabaza, anco (largo). Quizás sea el que en Chile llaman "zapallo cacho". En Estados Unidos partir del antiguo 'Canada Crookneck', que perteneciera a este grupo, en los 1930' se seleccionó el 'butternut' de cuello recto, más atractivo, que dio origen al grupo anterior.

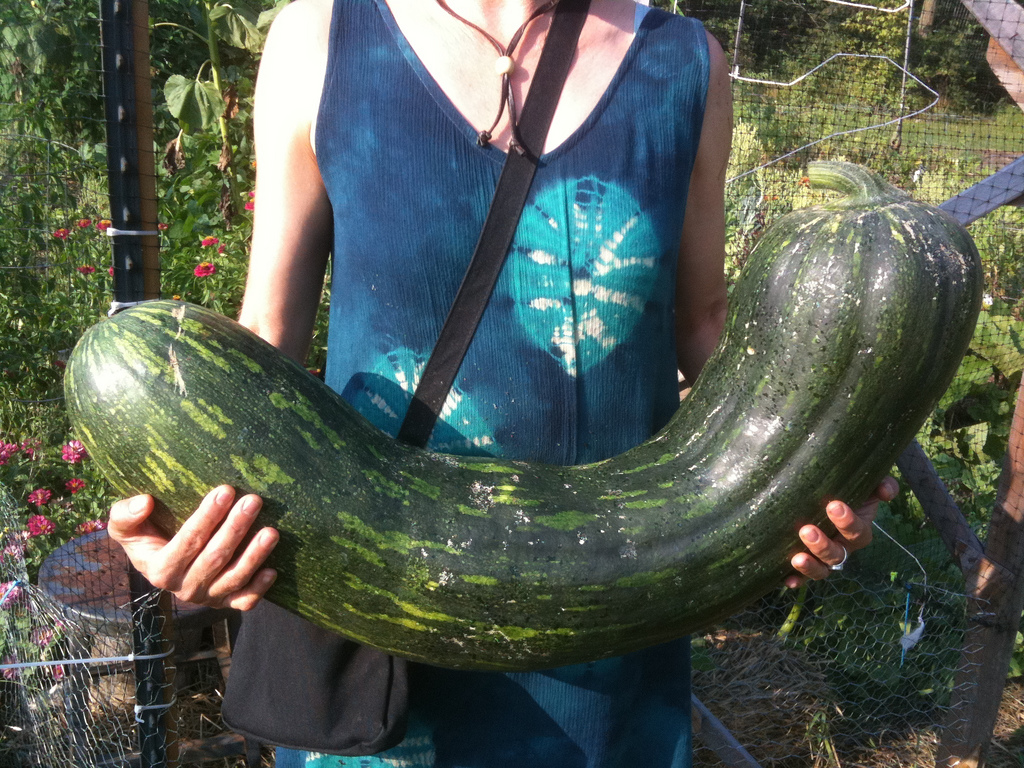
Cucurbita moschata Largo de Nápoles.

Cucurbita moschata Largo de Nápoles (Lungo di Napoli, Long of Naples), incluido en el grupo anterior. Al igual que los anteriores y sus descendientes de tipo 'Butternut', es muy apreciado para consumir inmaduro.
Cushaw, Cucurbita argyrosperma var. callicarpa zapallo cushaw (en inglés winter squash cushaw, se castellaniza cushé), la especie se distribuye hasta Centroamérica pero este cultivo, del cual lo que se aprecia es la pulpa madura, es originario del sur de Estados Unidos. Este cultivo es difícil de conseguir en el mercado, es de cáscara muy dura que se corta con cuchillo de cocina bien afilado o se hornea unos minutos en microonadas antes de pelarlo, y posee pulpa de color claro amarillenta-anaranjada de sabor muy suave que cosecha fanáticos en el sur de Estados Unidos. En inglés al de la foto lo llaman "winter squash cushaw" o directamente "cushaw" (confusamente, por extensión pueden llamar "cushaw" a toda la especie, incluidos los cultivos seleccionados preferentemente por sus semillas o para consumirse inmaduros, y, también llaman "cushaw" a cultivos de la especie emparentada Cucurbita moschata de aspecto muy similar, como 'Golden Cushaw'). Mencionados como conocidos por los pobladores locales son 'Green Striped Cushaw' y 'Tennessee Sweet Potato Squash'. En Argentina en el centro-sur de la provincia de Córdoba hay un cultivo de esta especie, más delgado y con bandas verdes sobre fondo amarillo, llamado "calabaza rayada o gringa" o "calabaza rayada o cordobesa". Quizás sea la que en México en Yucatán llaman "calabaza dura" o "Chuk kuum" y es importada. En comparación a otras especies tienen poca variabilidad (es raro que sean naranjas, o crespos, o con surcos). En México y Centroamérica se cultiva esta especie y llaman pipián a algunos de sus cultivos aunque no se consume su pulpa (son cultivados para semillas o para consumir inmaduros como verdura de estación)).
Cucurbita maxima tipo Hubbard, es decir similares al antiguo y popular cultivo llamado hubbard, difieren en color de la cáscara (hay naranja, "azul", "rosa"). La descripción informal: fruto ovalado, con los dos extremos en punta a curvados, cáscara muy dura, semillas blancas Robinson... menciona dos cultivos: hubbard y Queensland blue. Ferriol y Picó (2008) mencionan 2 "antiguas y populares" landraces norteamericanas de tipo Hubbard: Arikara y Marblehead, que luego de ser llevadas desde Sudamérica en fecha que se ha perdido y probablemente por marineros, fueron cultivadas por los pueblos respectivos en Estados Unidos. El cultivar que da nombre al grupo informal, Hubbard, fue introducido en 1856 por un habitante del pueblo de Marblehead, Massachusetts. De este grupo se originó muy recientemente el subtipo hokkaido, parecido a lo que en las semillerías llaman "mini hubbard", desarrollado a partir de semillas quizás del cultivo uchiki kuri (lo pueden llamar "zapallo japonés" pero no es del grupo kabocha, descripto más abajo). Los extremos distales en punta no son un carácter tan fijado en el grupo y a veces se encuentran zapallos con los extremos achatados aún de plantas provenientes del mismo grupo de semillas. En Argentina: "zapallo inglés" o "tipo Hubbard", o "Colorado" para el cultivar 'Golden Hubbard'.
Cucurbita maxima tipo hokkaido, originado en el grupo informal Hubbard, aunque muchos autores lo listan en el grupo Kabocha (de los "zapallos japoneses"). Teppner (2004) lo dice así: "Una cucurbita anaranjada con puntas verdes y semillas con tegumento grueso, perteneciente al grupo Hubbard, y similar al cultivar 'Uchiki Kuri', fue bautizada 'Hokkaido' en el mercado de Kaiser-Josef-Platz en Graz, después de que una doctora trajo con ella semillas de la isla Hokkaido, Japón, y se las dio a una campesina para que las cultivara, después de lo cual se expandió su cultivo por todo el mundo bajo ese nombre". El sabor es muy especial y el aroma único, "muy diferentes del 'Butternut' por ejemplo". Su pulpa es dulce, "pero sólo lo necesario", de textura seca, mezcla de zapallo con papa. Tiene un muy característico sabor a castaña (kuri es "castaña" en japonés). Se almacena hasta 12 meses). En francés "Potimarron". En inglés también "onion squash" (zapallo cebolla). "Red Hokkaido" o "Red Kuri" al rojo, "Blue Kuri" al azul plomizo.
Cucurbita maxima tipo banana, originado en Estados Unidos a fines del siglo XIX a partir de semillas traídas desde México. La descripción informal: Fruto alargado, extremos distales en punta, cáscara blanda y semillas marrones.
Cucurbita maxima tipo marrow (diferente de Cucurbita pepo Vegetable Marrow Group, que es otra especie y otra morfología también), otro grupo antiguo de Estados Unidos que persiste en las clasificaciones, probablemente llevado desde Chile (Ferriol y Picó 2008). La descripción informal del tipo: Fruto oval a piriforme, reduciéndose rápidamente hacia el ápice y más lentamente hacia la base, semillas blancas.
Cucurbita maxima tipo gigante (o para concursos, grupo Show), grupo antiguo, la descripción informal: Fruto muy grande, naranja, cáscara blanda, semillas blancas. Cultivados para forraje en India donde presentan mucha diversidad, en muchos países cultivares como 'Atlantic Giant' y 'Big Max' son muy grandes y entran en concursos de tamaños. Incluidos los "tipo Mamut" es decir similares al cultivar 'Mamooth'.
Cucurbita pepo grupo bellota (acorn group), grupo aparentemente originado de landraces anteriores al colonización que todavía persiste en Estados Unidos. La descripción formal (inamovible) del grupo de cultivares: Turbinados (con forma de trompo), más anchos en el extremo del pedúnculo yen punta en el extremo distal, fuertemente surcados (furrowed) Cultivares muy conocidos en Estados Unidos son 'table queen' (similar a una landrace anterior al Descubrimiento) y 'Table Ace', similar al anterior pero de planta arbustiva en lugar de guiadora), 'Pepper Squash'. Sinónimos científicos: Cucurbita pepo var. turbinata.
Cucurbita pepo "Sweet Dumpling" (en francés courge patidou), pertenecería a Cucurbita pepo Acorn Group según Ferriol y Picó (2008) y según Krístková et al. (2012).
Cucurbita pepo 'carnival', como un "acorn" más pequeño y de colores, en Cucurbita pepo Acorn Group según Ferriol y Picó (2008).
Cucurbita moschata tipo queso (horticultural group Cheese). Nombre muy antiguo que todavía persiste en el intercambio comercial de Norteamérica, descripción informal: fruto variable pero usualmente oblado (redondeado y aplanado en las puntas) con una cáscara de color ante (buff-coloured). El cultivar 'Cheese', de forma aplanada y con surcos, con su pulpa gruesa y naranja, fue muy popular en el s. XIX en Estados Unidos donde era utilizado para la industria del puré enlatado y para alimentar al ganado.

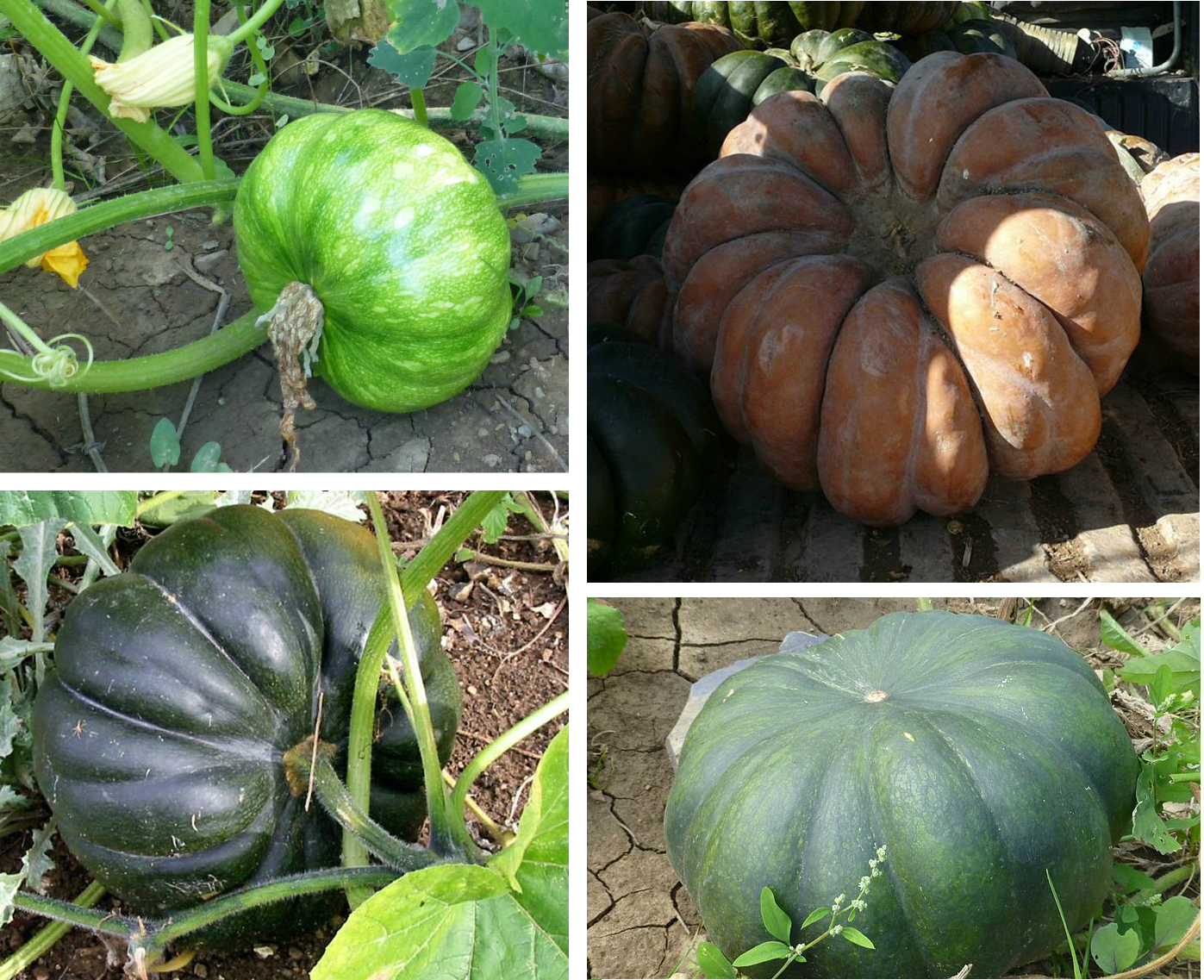
Cucurbita moschata, provincia de Italia.

Cucurbita moschata "Moscada de Provenza" (Musquée de Provence, Moscata di Provenza). Landrace cultivada en Francia e Italia, "Provenza" es una antigua provincia francesa en el límite con Italia. Ferriol y Picó lo ubican en el grupo informal "Cheese" descripto recién.
Cucurbita maxima 'Rouge Vif d'Étampes', también llamado "Cinderella" o "Cinderella's carriage" ("Cenicienta" o "Carruaje de Cenicienta"). Es un zapallo desarrollado antiguamente en Francia que todavía se cultiva como decorativo y para consumo, siendo considerado de los mejores en sabor aunque un poco fibroso. Posee caracteres que lo hacen compatible con varios grupos, por ejemplo Ferriol y Picó (2008) lo ubican en el grupo "Show" de zapallos gigantes (se han informado zapallos de más de 25 kg), y JB Loy en Wang et al. (2011) lo ubica en el grupo Turbante, por poseer anillo. Paris (2001) informa un Cucurbita pepo llamado "Cinderella" perteneciente al grupo Pumpkin.
Cucurbita maxima 'Galeuse d'Eysines', francés, con "bordado" o "escritura" corchoso muy conspicuo.
Cucurbita moschata "Calabaza pumpkin" o también "Cuban pumpkin" (zapallo cubano), considerado "un nuevo tipo comercial" en Norteamérica ya en el 2004 (Andres 2004) y en el 2011 (Loy en Wang et al. 2011). Para consumir maduro, de formas obladas, muchas veces con atigrados verdes o marrón bronceado (tan), de contenido de sólidos bajo a moderado, y principalmente es el tipo más adaptado a ser cultivado en regiones tropicales como Cuba o Florida, Estados Unidos.
Cucurbita tipo kabocha o kabutiá, otra transliteración de la misma palabra japonesa. Desarrollados recientemente en Japón. El grupo definido por morfología y origen, primero consistía solo en cultivares de Cucurbita maxima desarrollados en Japón, que luego se usó como parental de cultivares híbridos de C. maxima x C. moschata que se agregaron al grupo. Fue nombrado como grupo de cultivares pero sin descripción formal y solo incluyendo los híbridos En Argentina también "zapallo japonés" o "tipo Tetsukabuto" (es decir, similares al cultivar 'Tetsukabuto', que es el más conocido en el país). Muy conocido mundialmente es 'Delica'. El subgrupo que parece japonés por el nombre, el "tipo Hokkaido", no pertenece aquí sino que es de tipo Hubbard que es su parental, según se aclara su origen en Teppner (2004) citado en la foto del tipo Hokkaido. Algunos autores consideran al tipo 'Buttercup' (ver al lado) como un subtipo del Kabocha por ser su parental.

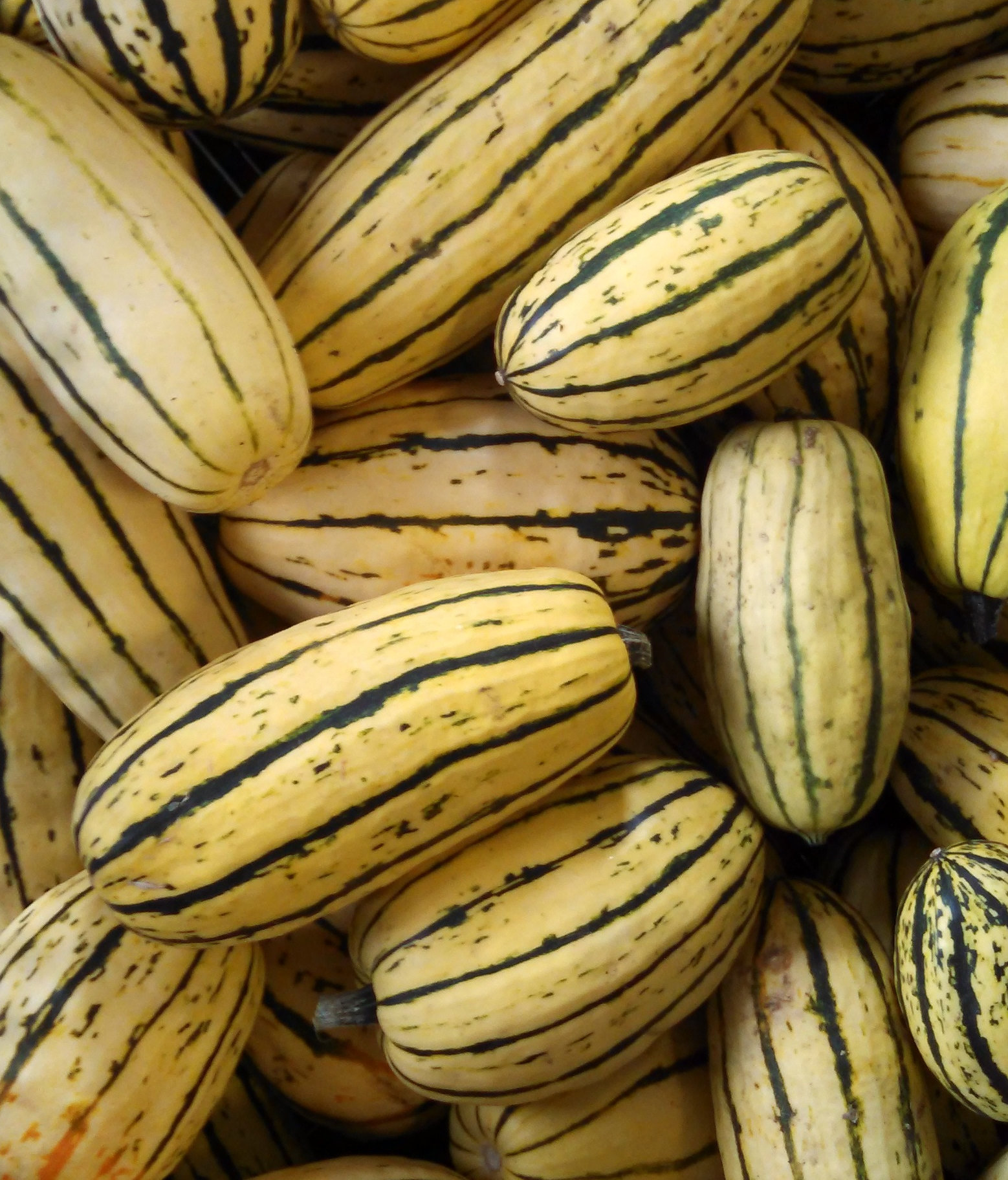
Cucurbita pepo Delicata.

Cucurbita maxima tipo 'buttercup' desarrollados en Norteamérica. Algunos autores lo incluyen en el tipo informal Turbante debido a su cicatriz en forma de anillo, pero el "botón" que se forma no protruye exageradamente formando una "cabeza de turbante" como indica la descripción del Turbante seguida desde Castetter (1925) a Robinson... (1997). Otros autores lo incluyen en el tipo informal Kabocha por parentesco, ya que aparentemente el tipo 'Buttercup' es el parental del que se desarrolló Kabocha en Japón, se diferencia de Kabocha en la textura más blanda de su cáscara. Los tipo 'Buttercup' son zapallos de colores oscuros, anillados, sabor bien aceptado y cáscara fácil de cortar con cuchillo de cocina.
Cucurbita maxima tipo delicious desarrollado en Estados Unidos a partir de zapallos introducidos desde Brasil, nombre antiguo que persiste en las clasificaciones. La descripción informal del tipo es: Fruto turbinado (forma de trompo), superficie acostillada (shallowly ribbed), cáscara dura, semillas blancas Como el nombre lo indica la pulpa es de alta calidad.
Cucurbita pepo 'Delicata' (no confundir con Cucurbita maxima 'Delica'), un cultivar único que no se puede clasificar en ningún grupo formal moderno, introducido por primera vez por una semillería en 1894 aunque puede ser al menos varias décadas anterior., posteriormente se desarrolló el arbustivo 'Bush Delicata'. Buena productividad, sus frutos de pulpa naranja-amarilla y piel delicada no se almacenan por mucho tiempo, de hecho su piel es tan delgada que pueden hornearse y comerse con piel incluida. Otros cultivares informalmente "de tipo Delicata", derivados de este y más dulces, son 'Sugar Loaf' y 'Honey Boat'.

#### Comestibles con uso primario alternativo
Puede chequearse Clasificación de plantas cultivadas para estudiar la diferencia entre un "cultivar", un "grupo de cultivares", una "landrace" o "variedad tradicional", un "market type" o "tipo comercial del fruto", un "grupo horticultural", y un nombre "botánico".
Cucurbita pepo, C. maxima, C. moschata, C. argyrosperma, que se cosechan maduros y son comestibles pero se cultivan para un uso diferente, sin haber perdido sus cualidades para consumo de pulpa o semillas: Spaghetti, aceitero, decorativos (para adornos).
Zapallo de Halloween o "Calabaza de Halloween". Origen Norteamérica, donde se festeja Halloween. Es el cultivo representativo de Cucurbita pepo Pumpkin Group ("grupo de cultivares Pumpkin") cuya descripción formal (inamovible) es: "Cucurbita pepo de frutos esféricos, oblados u ovalados, redondos o aplanados en los extremos", los que se usan en Halloween deben tener una cáscara blanda fácil de esculpir con cuchillo de cocina debido a que su uso primario (incluso en Estados Unidos) es el decorativo durante Halloween, con los que se hacen lámparas con caras grotescas que se iluminan desde dentro con una vela, aunque su pulpa y sus semillas son comestibles, aparentemente es un cultivo de épocas precolombinas en que los indios lo seleccionaban para cortarlo en tiras y secarlas al sol. Para Halloween, desde tiempos coloniales y que todavía se encuentra en los catálogos de semillas es 'Connecticut Field'. Al día siguiente de la celebración la pulpa y semillas se consumen, se ofrecen a los animales o se compostan, y las calabazas sobrantes, no abiertas, se almacenan para consumir como una calabaza comestible; en comparación a otros cultivos su capacidad de almacenamiento es baja (alrededor de un mes) y su pulpa es acuosa. Son considerados raros dentro del grupo los de cáscara dura, los crespos, y los de pulpa gruesa, son parte del grupo el "aceitero de Styria" (no elegido por morfología sino para aceite, ver en su tabla), los "summer pumpkin" (cosechados inmaduros para consumir como verdura de estación, ver en su tabla) y los "mini pumpkin" (ver en su tabla). El de la foto, en el sur de América hispana es "zapallo de Halloween", en el norte de la América hispana es "calabaza de Halloween", en Ecuador solo "calabaza". Por influencia de las traducciones mexicanas de las películas puede conocérselo en toda América como "calabaza de Halloween". Sinónimos científicos del grupo Pumpkin: Cucurbita pepo var. pepo (atención, variedad no es subespecie, dentro de la subespecie pepo esta es la variedad del mismo nombre pepo).
Cucurbita pepo tipo "mini pumpkin" o "baby pumpkin" o "miniature pumpkin", comestibles, pequeños, se ven como lámparas de Halloween pero son mucho más pequeños, populares desde la década de 1990. Los hay naranjas, blancos, amarillos o alguna combinación de ellos, con bandas o sin bandas, y también pueden tener manchas verdes o ser enteramente verdes. 'Jack Be Little', 'Munchkin', 'Baby Bear' son ejemplos de cultivares. Pertenecen al grupo de cultivares Cucurbita pepo Grupo Pumpkin ya que se ajustan a la descripción formal (inamovible) del grupo: "Cucurbita pepo de frutos esféricos, oblados u ovalados, redondos o aplanados en los extremos". Son utilizados como decoración en Halloween, fecha para la que pueden convertirse en pequeñitas lámparas de Halloween esculpidas con dificultad debido al tamaño, o pueden dibujárseles caritas con marcador, o pueden ser consumidos en comidas de Halloween (por ejemplo rellenos), son "los preferidos de los más chicos". Paris (1989) llama a 'Little Gem' un "miniature pumpkin" debido al tamaño, aquí se encuentra en la tabla del grupo Gema de cultivares sudafricanos de alta calidad para consumir inmaduros.
Cucurbita maxima tipo (mini) "zapallos decorativos", pequeños, decorativos y comestibles.. Abajo junto con otras calabacitas de Cucurbita maxima no comestibles (verlas en Cucurbita de uso no alimenticio).

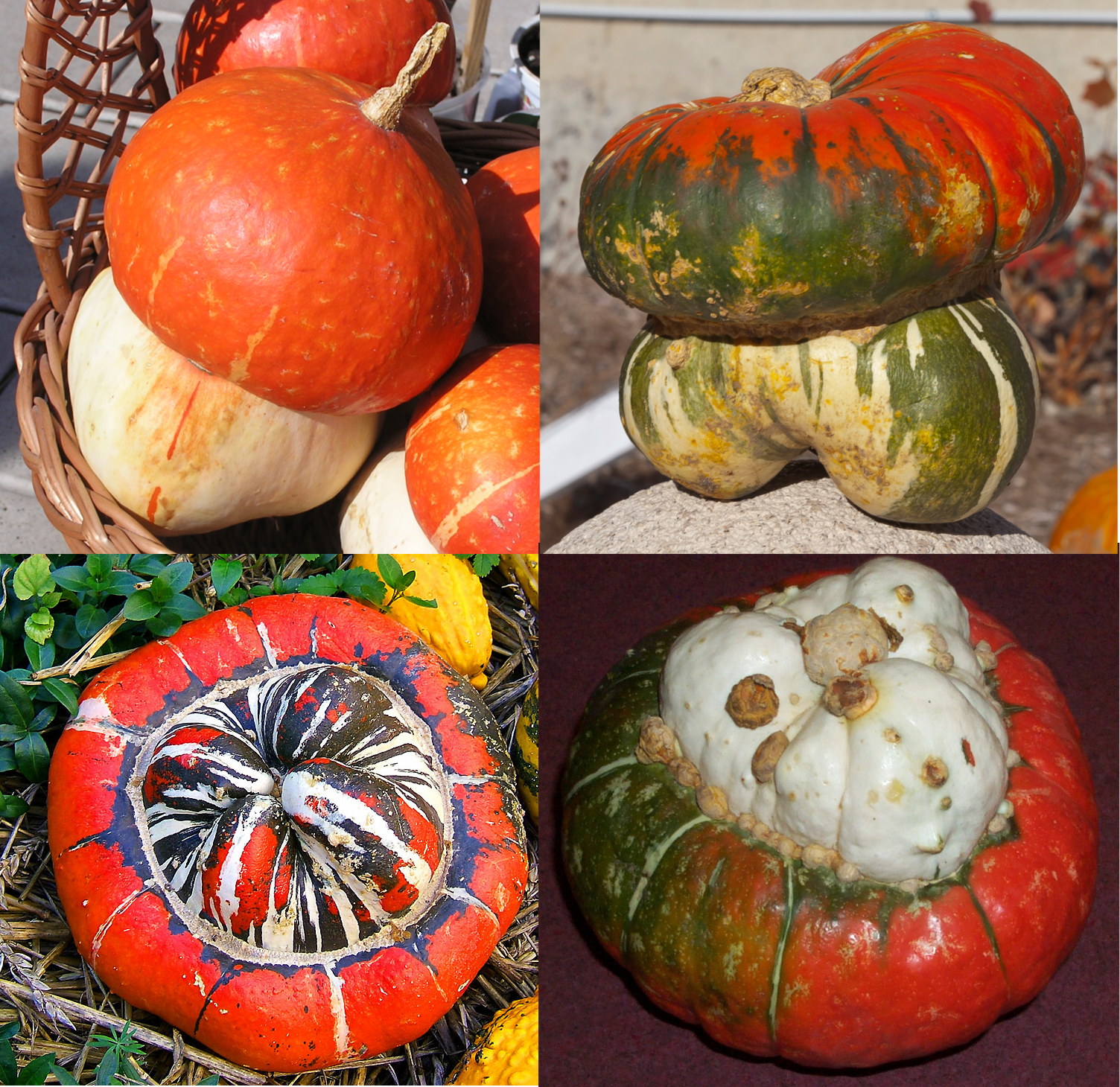
Cucurbita maxima, tipo Turbante.

Cucurbita argyrosperma 'Silver Seed Gourd' aparentemente es el único cultivar de esta especie que se aprecia como planta de ornamento.
Cucurbita maxima tipo Turbante (Turban), especialmente en Oeste China y Tíbet. El ejemplo clásico del tipo Turbante es el cultivar 'Turk's Turban', en la foto el de abajo a la izquierda. La descripción informal: con "forma de turbante" debido a que el receptáculo que lo envuelve no llega a cubrirlo totalmente. El borde donde termina el envoltorio del receptáculo se llama anillo y sobresale la "cabeza" o "corona" o "botón". 'Turk's Turban' además tiene colores con vetas rojizas y otros colores llamativos atractivos para ornamentación, cultivado por su valor ornamental más que por la calidad de su pulpa, que también es consumida. Algunos autores incluyen en este grupo informal a la landrace argentina Zapallito para consumir inmaduro, que puede tener una "corona", pero que el agricultor selecciona negativamente (no tiene valor comercial) y a pesar de los intentos no se ha podido erradicar, los frutos con corona que no se venden como zapallito pueden dejarse madurar y vender como zapallo maduro con el nombre de "zapallo hongo" o también "turbante". En este texto el grupo Zapallito es presentado con los consumidos como verdura de estación. Algunos autores listan en este grupo informal a los tipo 'Buttercup', estadounidenses (ej. Robinson y Decker-Walters 1997), estos zapallos se consumen maduros pero su "botón" protruye levemente sin hacerlo parecer un turbante como en la descripción informal (otros autores listan a 'Buttercup' en Kabocha, de quien es parental).
Cucurbita pepo zapallo aceitero ("oil-pumpkin", hull-less or semihull-less group, "Styrian pumpkin"), se selecciona por las semillas, que poseen los tegumentos protectores ("hull") sin lignificar. Se originó en Europa Central a partir de un mutante de semillas sin lignificar hace sólo 100 años a principios del siglo XX, y desde mediados del siglo XX se cultiva principalmente en Austria, Hungría y Eslovenia para comercializar su aceite que se consume crudo (por ejemplo en ensaladas o agregado a sopas) y que de hecho es una denominación de origen ("Styrian Pumpkin-Seed Oil", aceite de semillas de zapallo estiriano), antes de esta mutación, para extraer el aceite de semillas de zapallo se quitaban los tegumentos primero y se presionaba el embrión extraído. En segundo lugar se estudia para comercializar las semillas como "snack" ("pepitas", aunque hay autores que afirman que las pepitas de sabor más aceptado tienen que tener sus tegumentos). Algunos autores (como Robinson y Decker-Walters 1997) pueden agruparlos en Cucurbita pepo Grupo Pumpkin, cuya descripción formal (inamovible) es: "Cucurbita pepo de frutos esféricos, oblados u ovalados, redondos o aplanados en los extremos" estas calabazas son redondas, si bien no son seleccionadas por morfología (no se venden en el mercado), sino por las semillas tipo "hull-less". Ferriol y Picó (2008) mencionan el primer cultivar: 'Gleisdorfer Ölkürbis' que estaba dirigido a la producción de aceite de semilla, y uno muy reciente (del 2004), 'Snackjack', dirigido al consumo de las semillas como snack. Robinson y Decker-Walters (1997) mencionan 'Lady Godiva' y 'Triple Treat'. Sinónimos científicos: Cucurbita pepo subsp. pepo var. styriaca, Cucurbita pepo convar. citrullinina var. styriaca, Cucurbita pepo convar. pepo var. styriaca.
Cucurbita pepo Grupo Spaghetti, el primer cultivar fue 'Vegetable Spaghetti', aparentemente originado en Manchuria e introducido en Estados Unidos en 1936, usado como reemplazo de la pasta: se cocina entero y con la cáscara, luego se parte al medio y se extrae la pulpa que se hace hilachas. Mencionado también el posteriormente desarrollado 'Orangetti', naranja y con más concentración de carotenoides, y de hábito semi-arbustivo. Un zapallo puede pertenecer a este grupo de cultivares por su uso como spaghetti y además a otro grupo por su forma y color (no está prohibido por el Código Internacional de Plantas Cultivadas), los dos mencionados fueron clasificados en el grupo Vegetable Marrow de Paris (1986) por Robinson y Decker-Walters (1997), cuya descripción formal (inamovible) es: "Fruto cilíndrico, corto y clavado (con forma de garrote), siendo más delgado del lado del pedúnculo y gradualmente ampliando su diámetro hacia el extremo distal".

#### Inmaduras
Puede chequearse Clasificación de plantas cultivadas para estudiar la diferencia entre un "cultivar", un "grupo de cultivares", una "landrace" o "variedad tradicional", un "market type" o "tipo comercial del fruto", un "grupo horticultural", y un nombre "botánico".
Cucurbita pepo, C. maxima, C. moschata, C. argyrosperma cosechados inmaduros para consumir cocidos como verdura de estación.
Zucchini. Cucurbita pepo grupo Zucchini (sinónimo Courgette), desarrollado en Italia en los últimos cientos de años, el más reconocido mundialmente. La morfología sirve para reconocerlo pero es el sabor lo que lo hace distintivo y se ha usado como parental de otros cultivares debido a su buen sabor, por lo que otros grupos de cultivares similares suelen ser hoy en día híbridos con zucchini (en especial los "zapallitos largos" como Vegetable Marrow y Cocozelle). La descripción formal (inamovible) del Grupo de cultivares C. pepo Zucchini: "Fruto largo y cilíndrico no clavado (sin forma de garrote) o levemente clavado, el largo es aproximadamente o excede en 3,5 al ancho". El grupo también incluye a Cucurbita pepo 'Fordhook Zucchini'. Color mayoritariamente de verde oscuro (preferido en Estados Unidos) a verde claro (preferido en Medio Oriente), aunque en los '90 se desarrollaron zucchinis de color amarillo. "Zucchini" o "zapallito alargado" en Argentina (donde también se llama así al grupo Cucurbita pepo Vegetable Marrow), "Zapallito italiano" en Chile y Perú, "Calabacín" en España, Colombia y Venezuela, "Calabacita" en México, o también "calabacín". Sinónimos científicos: Cucurbita pepo var. cylindrica.
Zucchini amarillo desarrollado en la década de 1990. El mismo gen que les da el color los vuelve más delgados que los no amarillos.1

Esquema de diferencias relativas entre Cucurbita pepo, vegetable marrow, cocozelle y zucchini.

Cucurbita pepo grupo Cocozelle. La descripción formal (inamovible) del Grupo de cultivares C. pepo Cocozelle: "Frutos de forma larga, clavada (agarrotada), cilíindrica, bulbosa hacia el extremo del perianto. La relación aproximadamente o excediendo el largoːradio de 3,5." Sinónimos científicos: Cucurbita pepo var. longa. Según se ve en las fotos la disposición del clavado si existe es muy variable.
Cucurbita pepo grupo Vegetable Marrow (no confundir con Cucurbita maxima Marrow Group, que se consume maduro). Hubo un centro de desasrrollo en Europa y uno independiente en Estados Unidos, por morfología del fruto similar se pueden hibridar entre ellos y se reúnen en el mismo grupo. La descripción formal (inamovible) del grupo: "Fruto cilíndrico, corto y clavado (con forma de garrote), siendo más delgado del lado del pedúnculo y gradualmente ampliando su diámetro hacia el extremo distal" Los autores listan aquí al "inusual" subgrupo 'Vegetable Spaghetti' que se consume maduro deshecho en forma de espaguetis, que los horticultores no seleccionan por forma del fruto desde que se seleccionan para ese uso. Los frutos de este grupo se consumen en todos los estadios de maduración Algunos cultivares de fruto pequeño (tipo "mini Vegetable Marrow") llegaron a la Argentina con el nombre italiano de "zucchini" o "zuquini" ("zapallito" en italiano) lo cual puede inducir a errores. Sinónimos científicos: Cucurbita pepo var. fastigata.
A la derecha Cucurbita pepo Grupo Crookneck (cuello curvo) (no confundir con el informal Cucurbita moschata crookneck, que es de otra especie y otra morfología también). La descripción formal (inamovible) es: "Fruto elongado con cuello delgado, largo, ligeramente a muy curvado, la mitad distal del fruto más ancha". Junto con el Straightneck ("cuello recto") originado en este, son los únicos grupos de cultivares que comprenden frutos que al madurar son amarillos y además crespos El grupo parece ser muy antiguo, cultivado en el interior de Norteamérica sin que exploradores tempranos expandieran su distribución como con otros grupos, el nombre Crookneck para asignarlo puede datar de 1828 en que se mencionó a 'Summer Crookneck'. También suele ser mencionado 'Yellow Crookneck' Aparentemente fue desde este grupo que se originó, más de una vez, el grupo de la foto siguiente, el Straightneck (cuello recto). Estos dos grupos pueden verse como "zapallito amarillo" (Sudamérica) o "calabacín amarillo" (México y España) por la traducción del inglés "yellow summer squash", si bien ahora hay zucchinis de color amarillo. Hoy en día son todos arbustivos (de tronco) si bien en una época era común el hábito guiador ancestral. Sinónimos científicos: Cucurbita pepo var. torticollia, Cucurbita pepo torticollis
Cucurbita pepo Grupo Straightneck (cuello recto). La descripción formal (inamovible) es: "Fruto cilíndrico con cuello corto, ligeramente constreñido, hacia el pedúnculo, y la parte distal del fruto más ancha".. Aparentemente originado en Estados Unidos a partir del grupo precolombino Crookneck (cuello curvo) más de una vez. Junto con el Crookneck, son los únicos grupos de cultivares que comprenden frutos que al madurar son amarillos y además crespos. Grupo relativamente nuevo y, como Crookneck, solo cultivado en Estados Unidos. 'Early Prolific Straightneck' es mencionado como un cultivo importante en Estados Unidos, originado en 1938. Similar al Crookneck moderno en los demás caracteres, arbustivo como él, los dos pueden verse como "zapallito amarillo" (Sudamérica) o "calabacín amarillo" (México y España) por la traducción del inglés "yellow summer squash". Sinónimos científicos: Cucurbita pepo var. recticollis.
Cucurbita pepo Grupo Escalopado (a veces traducido como Vieira, Scallop group, sinónimo Patty pan (inglés), Patisson (francés)), origen SE de Estados Unidos, grupo precolombino. La descripción formal (inamovible) es: "Fruto aplanado, casi con forma de disco, con los bordes escalopados (con pequeñas ondulaciones) cerca del ecuador o en el ecuador". Maduro es duro y no comestible, inmaduro es firme y de sabor placentero. 'White Bush Scallop' se menciona como similar al precolombino pero en lugar de guiador es de tronco o arbustivo. "Calabaza bonetera" en España, porque les parece que se parece a un gorro aplanado, aunque es una curiosidad allá. Sinónimos científicos: Cucurbita pepo var. clypeata, Cucurbita pepo var. patisonina, Cucurbita pepo convar. patisonina, Cucurbita pepo convar. patissonina.
Cucurbita moschata trombetta o tromboncino (C. moschata horticultural group Crookneck o cuello curvo, no confundir con Cucurbita pepo grupo Croockneck). Grupo informal, en el extremo de la cicatriz del perianto alrededor de la cavidad seminal es redondeado, a lo que sigue un cuello largo que en general se curva durante el cultivo., se consume maduro o inmaduro, es muy apreciado para el consumo inmaduro. En Italia hay dos variedades 'Tromboncino' y 'Tromba d'Albenga' (o Trombetta di Albenga si inmadura), que quizás sean indiferenciables y que al igual que su descendiente 'Butternut' se consideran mejores que el zucchini para consumir inmaduras. Puede vérselo en la web en castellano como "zapallito trompeta" (lo que parece una castellanización del italiano trombetta), y podría vérselo traducido con nombres del estilo "zapallito trombón italiano" (de italian trombone squash).
Cucurbita pepo "Summer pumpkin", también en las verdulerías de Estados Unidos round zucchini ("zucchini redondo"), el fruto redondo se cosecha inmaduro para consumir como verdura de estación (similar pero de otra especie que Cucurbita maxima var. zapallito). Los taxónomos (por ejemplo Paris 1989, Robinson y Decker-Walters 1997) pueden ubicarlo en el grupo de cultivares Cucurbita pepo Pumpkin Group ("grupo Pumpkin") cuya descripción formal (inamovible) es: "Cucurbita pepo de formas esféricas a ovaladas, naranja", si bien estos cultivares son seleccionados para ser consumidos inmaduros y no hay selección por color de cáscara madura. Desarrollados en Italia y Francia, cultivares ejemplo: 'Tondo di Nizza' o en francés 'Ronde de Nice', 'Tondo Chiaro di Toscana', 'Tondo Scuro di Piacenza', 'Gourmet Globe' es el único que llegó a USA, 'Tondo di Piacenza' es el de la foto. También son "zapallitos redondos" de la misma especie los tipo Gema descriptos al lado, que también pueden ser incluidos en el grupo Pumpkin (por ejemplo por Paris 1989). La presencia de cáscaras duras, rugosidad, o pulpa gruesa se consideran rarezas dentro del grupo (Paris 1989).
Cucurbita pepo tipo Gema, grupo desarrollado en Sudáfrica y costoso de cultivar exitosamente en otros lugares, de sabor particular y muy aceptado (y de genotipo "único"), con un contenido de azúcares que lo carameliza al fritarlo y se considera una delicatessen en Europa, en las publicaciones se mencionan dos cultivares: 'Little Gem' y 'Rolet'. 'Little Gem' se reporta como redondo, liso, de cáscara delgada pero dura, tamaño miniatura ("miniature pumpkin"), de sabor muy apreciado, de cáscara dorada al madurar, a estos cultivares se los puede encontrar clasificados en el grupo formal Pumpkin (por ej. Paris 1989) cuya descripción formal (inamovible) es: "Cucurbita pepo de formas esféricas a ovaladas, naranja", si bien estos cultivares son seleccionados para ser consumidos inmaduros y no hay selección por color de cáscara madura; también se los puede encontrar clasificados en un genérico grupo de "gourds", o entre otros zapallitos.
Cucurbita moschata de Corea para consumir principalmente inmaduros, como 'Aehobag', 'Sangol', 'Seoulmadi' y 'Sigol'. Fruto de formas oblongas a cilíndricas, de plantas guiadoras, su característica principal es que es resistente al patógeno más común en zapallos, el oidio (powdery mildew).

### Cultivadas en América Latina
Las que todavía no fueron nombradas poseen un uso regional, y son:

#### Argentina y Uruguay

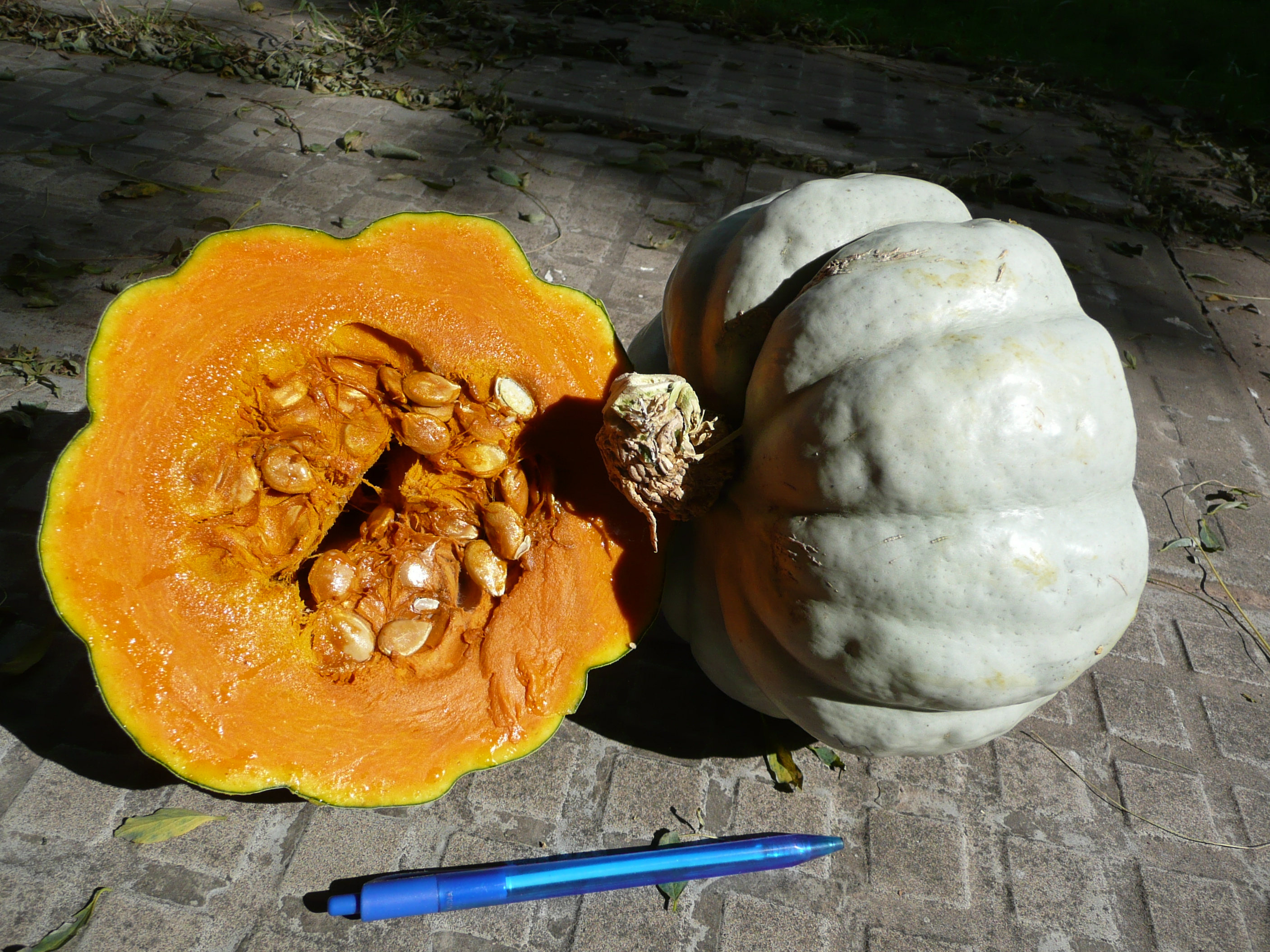
Cucurbita maxima, zapallo plomo abierto a la mitad.

Cucurbita maxima var. zapallito, grupo de landraces de Argentina y Uruguay a partir de las que también se desarrollaron cultivares. Redondos, verde oscuro (recientemente se desarrollaron genotipos verde claro y otros con bandas delgadas de color claro), pueden tener "botón" o "corona" (un anillo formado por las cicatrices del perianto al caer que encierra el resto del ovario que puede diferir en color y protruir) que se selecciona negativamente porque no tiene valor comercial. Algunos autores (como Robinson y Decker-Walters 1997) lo incluyen en el grupo informal Turbante, cuya descripción informal es: con "forma de turbante" debido a que el receptáculo no lo envuelve completamente, sin embargo la corona se selecciona negativamente (no tiene valor comercial y no es deseada por el horticultor), que a pesar de los intentos no se ha podido eliminar del cultivo (Millán 1947). La Enciclopedia Mansfeld (2001) menciona un Cucurbita maxima Zapallito Group en el que agruparía a las landraces de "zapallitos de tronco" descriptas en Millán (1947): var. zapallito, "Hoyo" y "Zipinka", todas de Argentina y Chile (si bien un grupo de cultivares formal no debería poseer información sobre origen o localidad en su descripción, ni tampoco agrupar landraces).

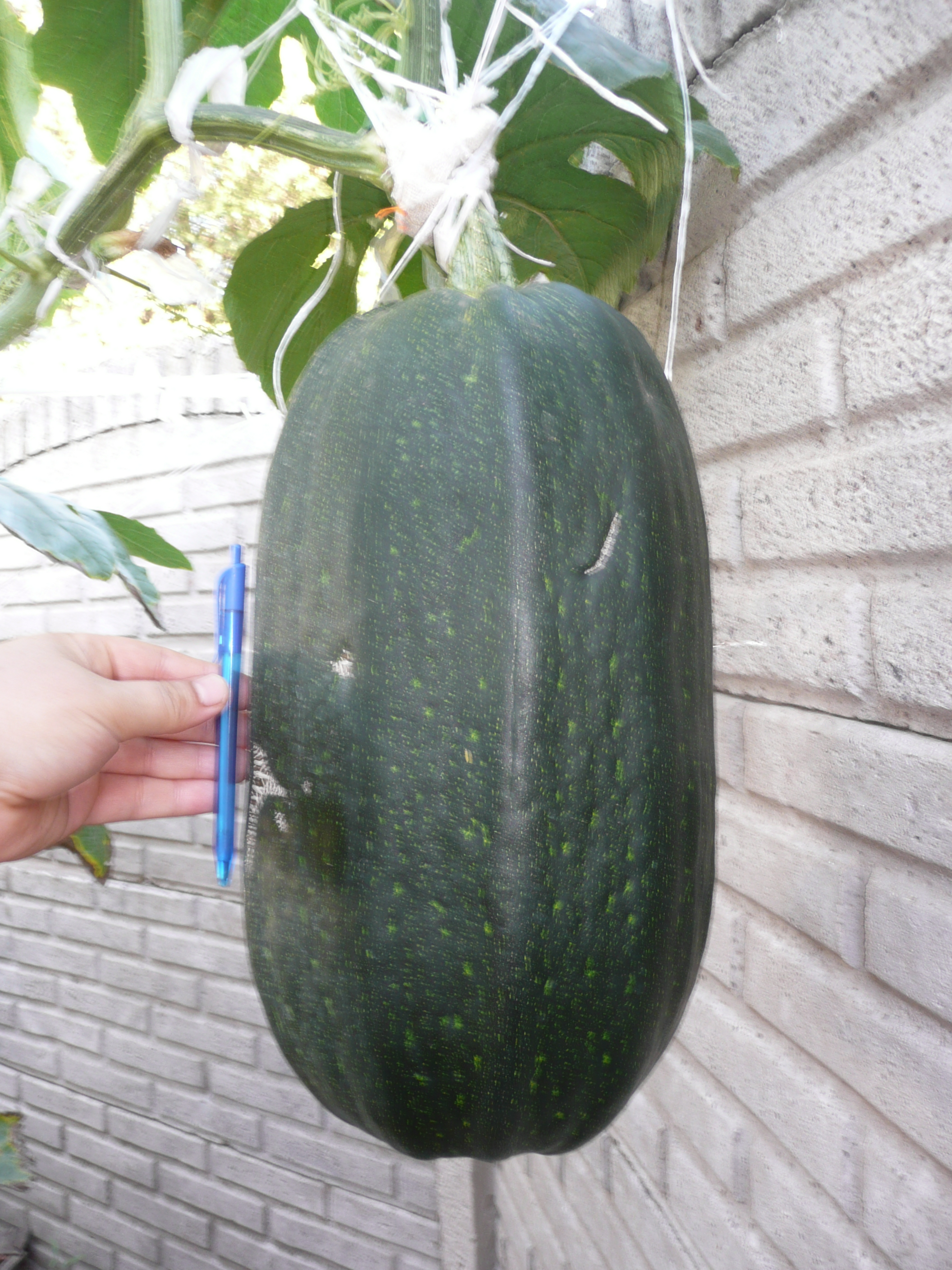
Zapallo de Angola.

Cucurbita maxima zapallo plomo, "nombre comercial" de Argentina. Nombre comercial de "zapallos criollos" de color gris plomo grandes, y nombre comercial de semillas, sin haber cultivares propiamente dichos, parece ser la población local de zapallos "grandes para conservar" de C. maxima, los más comunes de cáscara no tan dura y pulpa naranja. El zapallo crespo, "nombre comercial" de Argentina, es probablemente de las mismas landraces que el plomo pero con cáscara crespa (con verrugas), carácter que se hereda de forma dominante (todos los frutos de la generación siguiente tendrán la cáscara verrugosa). Probablemente es el grupo más representativo de lo que el argentino llama "zapallo criollo".
Cucurbita maxima zipinka, también "zapallo silpingo", landrace Argentina. En Argentina, en los alrededores de Salta, de uso local porque es sabroso pero sin aplicación comercial debido a su pequeño tamaño. Cucurbita maxima var. zipinka.
Cucurbita pepo zapallo de Angola, landrace Argentina. De pulpa amarillenta que tenía fama de ser muy sabrosa. Fue un cultivo muy popular en Argentina al menos hasta 1940. Planta guiadora, da frutos grandes, pulpa firme, apta para zapallo en almíbar y promocionado para ese uso en las semillerías, se almacena todo el año hasta la cosecha del año siguiente, más fácil de conservar que el zapallo criollo (plomo). Se corta con serrucho. El de la foto (1943) aparentemente fue siendo reemplazado por una variedad más productiva, con más pulpa y menos sabor, a las que a diferencia de en Uruguay se la volvió a llamar Angola (ver foto siguiente). Era de varios colores.
Cucurbita pepo zapallo de serrucho o zapallo negro, el "zapallo criollo" de Uruguay., es un cultivo de tipo comercial que fue el más consumido en Uruguay hasta '1990. En Argentina lo llaman "zapallo de Angola" como el anterior. Ha sido reemplazado por la variedad tipo kabocha o kabutiá (ver Calabaza#Zapallos) Estados Unidos.

#### Perú, Ecuador, Bolivia, Chile: Zona Andina
Cucurbita moschata zapallo Loche, grupo de landraces del norte de Perú que típicamente tiene frutos verrugosos y cavidad seminal pequeña, en general sin semillas, pulpa naranja, con altos contenidos de solutos y azúcares en la pulpa, cáscara no lignificada que se consume junto con la pulpa, muy apreciada localmente por el sabor. Se transporta a Lima donde el precio es 6 o 7 veces más alto que el del zapallo macre, el común. Debido a su precio se usa en pequeñas cantidades como saborizante de las comidas. También debido a su precio muchos comerciantes venden variedades comunes haciéndolas pasar por "Loche". Es un cultivo genéticamente bien diferenciado con una morfología única por la que se puede diferenciar de otros zapallos.
Cucurbita maxima zapallo macre, Perú. Es la población local de C. maxima, con frutos de hasta 80 kilos de peso, es por lejos la cucurbita más cultivada en Perú. En el sur de Perú solamente se siembra la especie C. maxima de zapallos, y a lo largo de la costa fresca llega hasta el Norte. El de valor comercial es verde brillante y lo más grande que se pueda.
Cucurbita maxima zapallo de carga de Tacna, Perú. Hay dos distritos de la zona que lo cultivan quizás como subpoblaciones, por lo que también se lo encuentra como "zapallo de Pachía" y "zapallo de Curibaya". Se supone que se llama así porque tiene la forma grande y medio achatada que lo hace ideal para cargar en los camiones y transportar. Lo diferencian del "tipo de mercado" del macre que es el más común, su cáscara es de un color claro casi blanco.
Cucurbita moschata "cushe", cultivar group de Perú. Se encuentra en el mercado y lo llamaron cultivar group. "Cushe" o "Cushebamba". Frutos medianos redondos que se consumen maduros. En inglés llaman "cushaw" a un cultivo del sur de Estados Unidos de Cucurbita argyrosperma.
Cucurbita moschata "avinca", nombre comercial? de Perú.
Cucurbita moschata "kinme", nombre comercial? de Perú.
Cucurbita moschata zapallo zambo, Perú y Ecuador o sambo, variedad tradicional de Perú y Ecuador verde y similar físicamente al acorn y al kabocha, pero de pulpa más firme. En Ecuador según algunas referencias también se utiliza el nombre zambo para referirse a Cucurbita ficifolia, ver en "calabazas no zapallos".
Cucurbita maxima zapallo serrano, Ecuador.
Cucurbita moschata zapallo manabita, Ecuador "Zapallo manabita" o "Zapallo Manabí" producido en Manabí, la provincia ecuatoriana con mayor producción de cucurbitáceas destacándose el zapallo.
Zapallo loche negro. Un "crookneck squash" con cáscara lisa y verde oscura, en la costa central de Perú, lo encontró Diaz en 1957.
Cucurbita maxima triloba, landrace Hoyo Zapallo Hoyo, sólo cultivado en Chile. Cucurbita maxima var. triloba (Millán 1947).

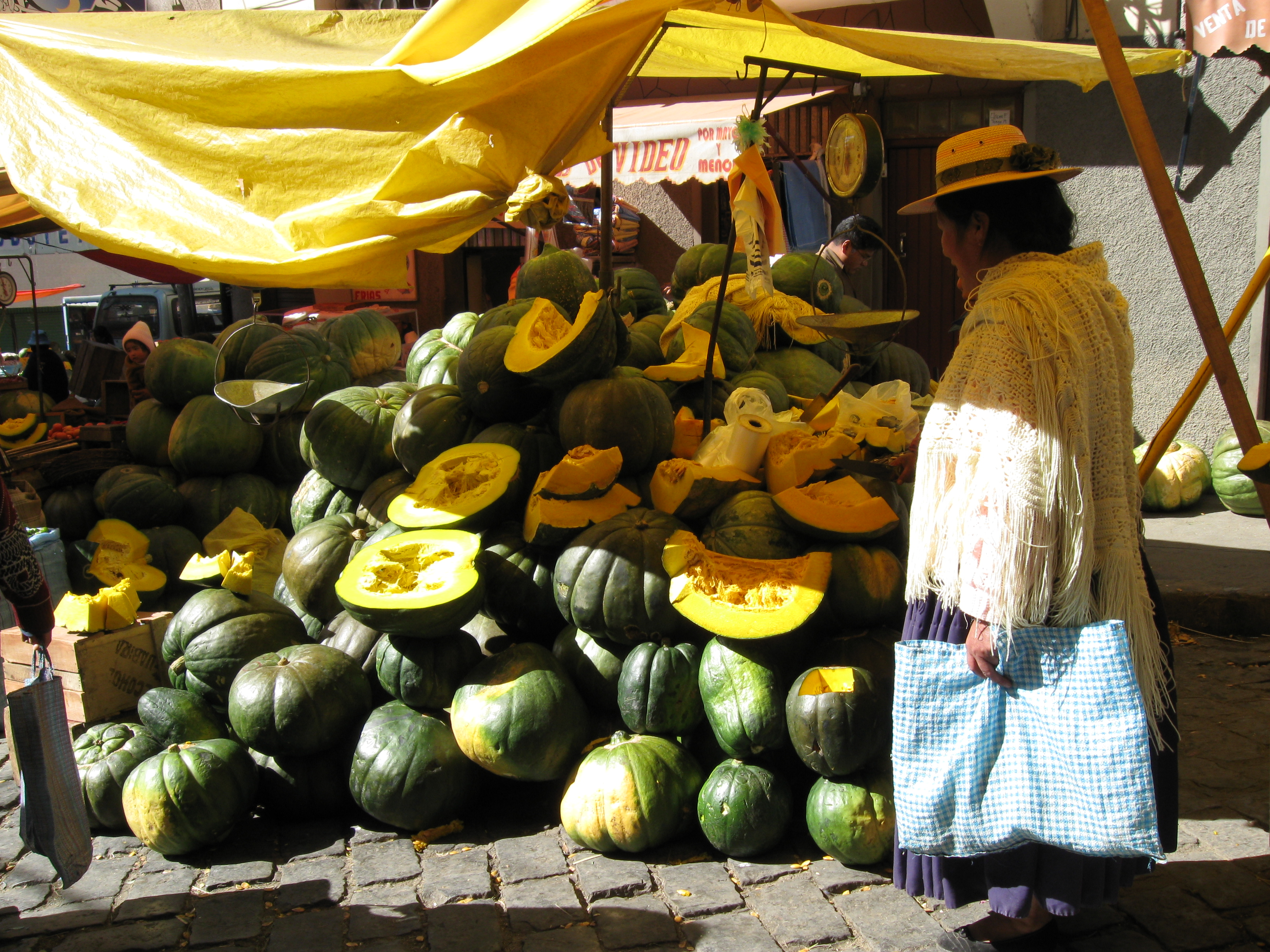
Zapallos en el mercado Rodríguez en La Paz, Bolivia.

Cucurbita maxima? mercado de La Paz. Como el camote chileno, o el macre peruano. 

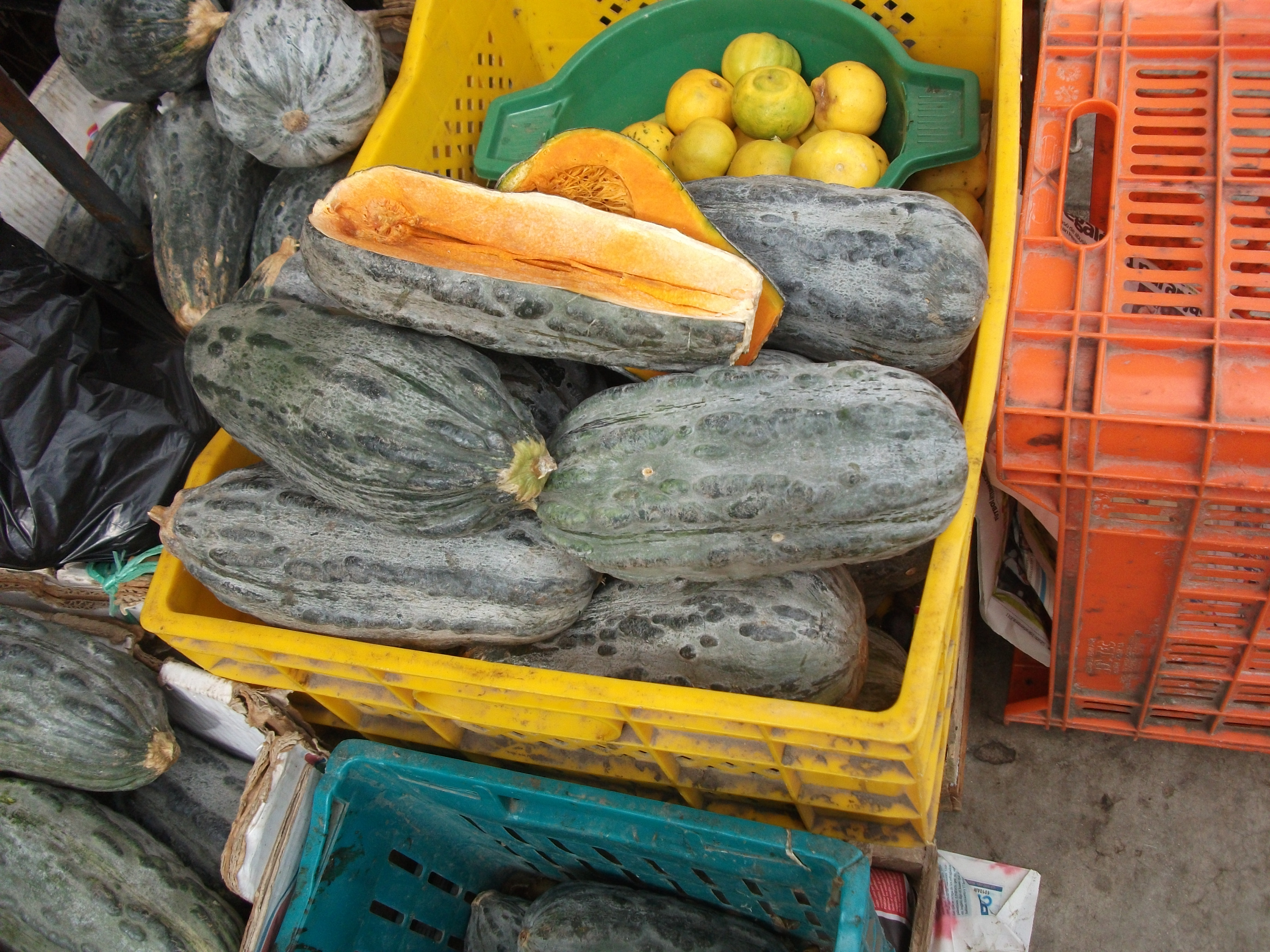
Cucurbita moscha, o zapallo Loche.

#### Venezuela y Colombia
C. moschata Ahuyama o gallina. Conocida con ese nombre en Colombia, en los departamentos del Quindío, Risaralda, Caldas y Antioquia. Normalmente se encuentra en huertos caseros de la zona o proviene del Valle del Cauca.  Mencionado en Robinson y Decker-Walters (1997) y en Andres 2004a. Es un grupo de landraces muy primitivo, de poco valor comercial, quizás el origen de C. moschata. Frutos pequeños, con cáscara lignificada (dura), y pulpa de poca calidad, con una gran diversidad de landraces que recién ahora está siendo descripta. Hay formas de semilla marrón oscura (dark-brown) en Colombia y alrededores, pero en ningún otro lado. Estas plantas son de día corto por lo que no pudieron ser cultivadas a otras latitudes. Hay de semilla marrón clara (light-tan) pero no se estudió cuán común es, también hay en México pero no se sabe si proviene de la misma domesticación o no, aunque pareciera que sí.
C. moschata auyama Candelaria. Se destaca en el Valle del Cauca de Colombia la ahuyama conocida como Candelaria, debido a que el fruto puede pesar hasta 50 kg, color naranja intenso, semilla grande y pulpa delgada.
C. moschata auyama tipo pastelito. En Atlántico, Bolívar y Magdalena se obtuvo gran diversidad de frutos en cuanto a forma, color, tamaño, tipo de semilla, color de semilla, etc., lo clasifican como tipo pastelito (pequeño y forma aplanada, pulpa seca de color amarillo intenso), preferido por el ama de casa y tipo burro (grande).
Cucurbita moschata zapallo UNAPAL Dorado, uno de los cultivares desarrollados recientemente en el país, de buena calidad y rendimiento.
Cucurbita moschata zapallo UNAPAL Abanico, uno de los cultivares desarrollados recientemente en el país, de buena calidad y rendimiento.

### Centroamérica

Cucurbita pepo, subespecie gumala. Esquema del corte transversal del fruto.

Cucurbita argyrosperma pipián o calabaza pipiana, la especie se distribuye de Centroamérica al sur de Estados Unidos, en México y Centroamérica hay cultivos de pipián que maduro es para semillas ("pepitas", "pipas") e inmaduro se consume como verdura de estación, en México el consumo preferido es el de las semillas (inmaduro prefieren el tipo "zucchini" o calabacita), en Centroamérica el consumo preferido es inmaduro como verdura (ya que los "calabacines" importados son más difíciles de cultivar). Nombres en México (listados por el CONABIO): Arota (CHIHUAHUA, SINALOA, SONORA), Bachí (CHIHUAHUA), Calabaza borrada (SAN LUIS POTOSI, TAMAULIPAS), Calabaza caliente (SINALOA, SONORA), Calabaza criolla (MICHOACÁN), Calabaza de casco (MICHOACÁN), Calabaza de las aguas (SINALOA, SONORA), Calabaza guajolota (TAMAULIPAS), Calabaza pama (SAN LUIS POTOSÍ, TAMAULIPAS), Calabaza pinta (JALISCO), Calabaza pipiana (GUERRERO), Calabaza tupona (MICHOACÁN), Cherota (CHIHUAHUA), Chompa (OAXACA), Chuma (MICHOACÁN), Kuij-che' o Calabaza de ardilla (OAXACA), Nipxi (VERACRUZ), Pipián (VERACRUZ), Salayota (NAYARIT, SINALOA), Tecomata (NAYARIT, SINALOA), Temprana (NAYARIT, SINALOA), Zapoma (MICHOACÁN). Las variedades cultivadas se reúnen en la subespecie Cucurbita argyrosperma subsp. argyrosperma, dentro de ella la mayoría de los cultivos pertenece a la variedad Cucurbita argyrosperma var. callicarpa, quizás se incluyan en el mismo concepto vernáculo Cucurbita argyrosperma 'Silverseed Gourd' (único cultivo mencionado de la variedad Cucurbita argyrosperma var. argyrosperma), y Cucurbita argyrosperma 'Elfrida Taos' (único cultivo mencionado de la variedad Cucurbita argyrosperma var. stenosperma). La misma especie tiene cultivos para pulpa llamados cushaw (sur de Norteamérica) y una subespecie silvestre y amarga ("pipián silvestre", nombre preferido por el CONABIO). Ver foto de pipián inmaduro que se consume como verdura de estación en la tabla correspondiente. Normalmente lo describen como el cultivo del que se extraen las semillas para hacer las salsas denominadas "pipián" con base en semillas molidas, sin embargo las cocineras parecen preferir un cultivo de Cucurbita moschata para "el mejor pipián" (salsa basada en semillas molidas).
Cucurbita moschata "Calabaza de Castilla" o 'Xnuk kuum', también en Yucatán: 'Nujuch kuum' ("calabaza grande"), 'pepita menuda', 'calabaza torpe'. Cultivada al menos en Yucatán. No es la más sabrosa, es la que da buena cosecha, tanto de pulpa como de semillas que pueden utilizarse en un número importante de preparaciones, y de las que necesitan menos cuidados: es rentable y versátil, y también la más cultivada en Yucatán (probablemente en todo México). Se la consume principalmente madura. En México donde las calabazas son más apreciadas por las semillas, la pulpa a veces queda como excedente que sirve como alimento de ganado. De ciclo largo (tarda unos 6 meses en madurar). Dice el estudio que en realidad es de ésta calabaza de la que se extraen las mejores semillas para preparar los platos regionales llamados pipián (y además llaman "pipián" a otro cultivo de otra especie, incluso en el pueblo del estudio). También la más común para elaborar el dulce de calabaza (calabaza en tacha), típico del altar de muertos.
Cucurbita pepo Tsol, Tsool, Tzol, (maya) o "mensejo", en Yucatán también "Calabaza mediana", cultivado en Yucatán y Guatemala. En Yucatán y Chiapas crece a altitudes cercanas al nivel del mar, en suelos calizos y delgados. En Guatemala en partes bajas y húmedas del Petén debajo de los 500 m. En huertas familiares o granjas pequeñas, rara vez interplantado en campos de maíz. Es una planta de ciclo corto cuyos frutos son apreciados tanto inmaduros para consumir como verdura de estación, como maduros. De pulpa "suave y refinada y delicioso sabor", más delicado de cultivar que los demás (más remoción de malezas, más riego) y consumido casi exclusivamente inmaduro como verdura de estación, el mejor en sopas.
Cucurbita moschata 'Xmejen kuum' (maya-sp), 'Plato kuum' (en referencia a la forma aplanada cuando está bien madura) (sp), 'Calabacita kuum' (cuando se cosecha inmadura) o 'Xplato' (cuando se cosecha inmadura). Cultivada en México al menos en la península de Yucatán y muy apreciada para consumir inmadura como verdura de estación. De ciclo corto (madura en 3 meses), el nombre refiere a que posee pocas pepitas y pequeñas en comparación a las más comunes como la calabaza de Castilla, y también a que el fruto tiene forma de plato. En la foto un fruto similar al cultivado, maduro.
Cucurbita pepo "calabaza de temporal" y "calabaza de cajete" en Mixteca Alta, Mexico, y particularmente en San Andres Lagunas. Son dos variedades que se plantan alternadas durante el año, la "calabaza de temporal" se cultiva en suelos rocosos en época de lluvia (abril-mayo a octubre-noviembre), y la "calabaza de cajete" se cultiva en tierras bajas y húmedas llamadas "cajete" y que se dice en una época fueron lagunas, de febrero-marzo a agosto-septiembre.
Cucurbita pepo güiche o güicha (aparentemente nombre zapoteco), variedades de Oaxaca, México. Se cultiva a altitudes por encima de los 2000 metros, y en suelos sumamente erosionados de la llamada Mixteca Alta en el estado de Oaxaca.
Cucurbita pepo güicoy de Guatemala, cultivo nativo por encima de los 1000 m de altura.
| Especie                       | Región        | Uso típico               | Imagen |
| ----------------------------- | ------------- | ------------------------ | ------ |
| Cucurbita pepo, subsp. gumala | Centroamérica | Se cultiva en Guatemala. |        |

### España

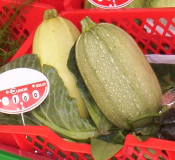
Cucurbita pepo Bubango.

Cucurbita pepo tipo bubango, el cultivo tradicional destacado de las Islas Canarias, se consume inmaduro.
Cucurbita maxima tipo "Buen gusto"
Cucurbita maxima tipo "Roteña"
Cucurbita maxima tipo "Totanera" o "Murciana". Cultivada tradicionalmente en el municipio murciano de Totana
Cucurbita maxima tipo "Vasco-Mallorca".

## Otras calabazas comestibles maduras
Galería de "calabazas comestibles maduras, cultivadas, no Cucurbita mesofíticas", es decir cuyo sabor es fácilmente distinguible de los "zapallos" y por lo tanto tienen diferentes usos culinarios.
| Especie             | Región          | Usos típicos | Imagen |
| ------------------- | --------------- | --- | ------ |
| Cucurbita ficifolia | América del Sur | Se utiliza en gastronomía para la producción de dulces: dulce de alcayota, cayote en hebras, mermelada de calabaza, mazamorra de calabaza, cabello de ángel. Inmadura: se consume como verdura de estación. En Chiapas las semillas se preparan con miel para elaborar un dulce llamado palanquetas. |        |
| Sicana odorifera    | América del Sur | Inmaduros: se consumen como un melón. Maduros: se consumen como dulce. Se utilizan además como aromatizantes domésticos. |        |
| Benincasa hispida   | América del Sur | Inmaduros: se consume como un calabacín. Su cultivo es restringido. |        |
| Aegle               | Asia            | El árbol es considerado sagrado. Se consume el fruto maduro. |        |

## Otros pepónides "de tipo calabacín", consumidos inmaduros
Cultivos de pepónides (fruto de cucurbitáceas) de los que se puede consumir el fruto inmaduro, que maduros son calabazas o no, puede que para su consumo necesiten ser pelados, o ser extraídas las semillas, o requerir un procedimiento para quitar el amargor, y luego cocidos. Es decir que culinariamente son intercambiables con las Cucurbita inmaduras.
Lagenaria siceraria tipo cucuzza o longissima, cultivar desarrollado en Italia. Se cosecha inmaduro, dura unas 2 semanas en la heladera, y para consumir se pela y se extrae el centro esponjoso con las semillas más grandes, lo que queda de pulpa se cocina de forma similar a un zapallito aunque su pulpa es más firme. Posee muchos nombres sinónimos, y se consigue en Norteamérica bajo los siguientes nombres de cultivar: L. siceraria 'Longissima', L. siceraria 'Baton', L. siceraria 'Long Club', L. siceraria 'Italian Edible', L. siceraria 'Cucuzzi', L. siceraria 'Cucuzzi Caravazzi', L. siceraria 'Snake', L. siceraria 'Flute', L. siceraria 'Serpent'. No confundir con la que más comúnmente se conoce como snake gourd que es Trichosanthes cucumerina.

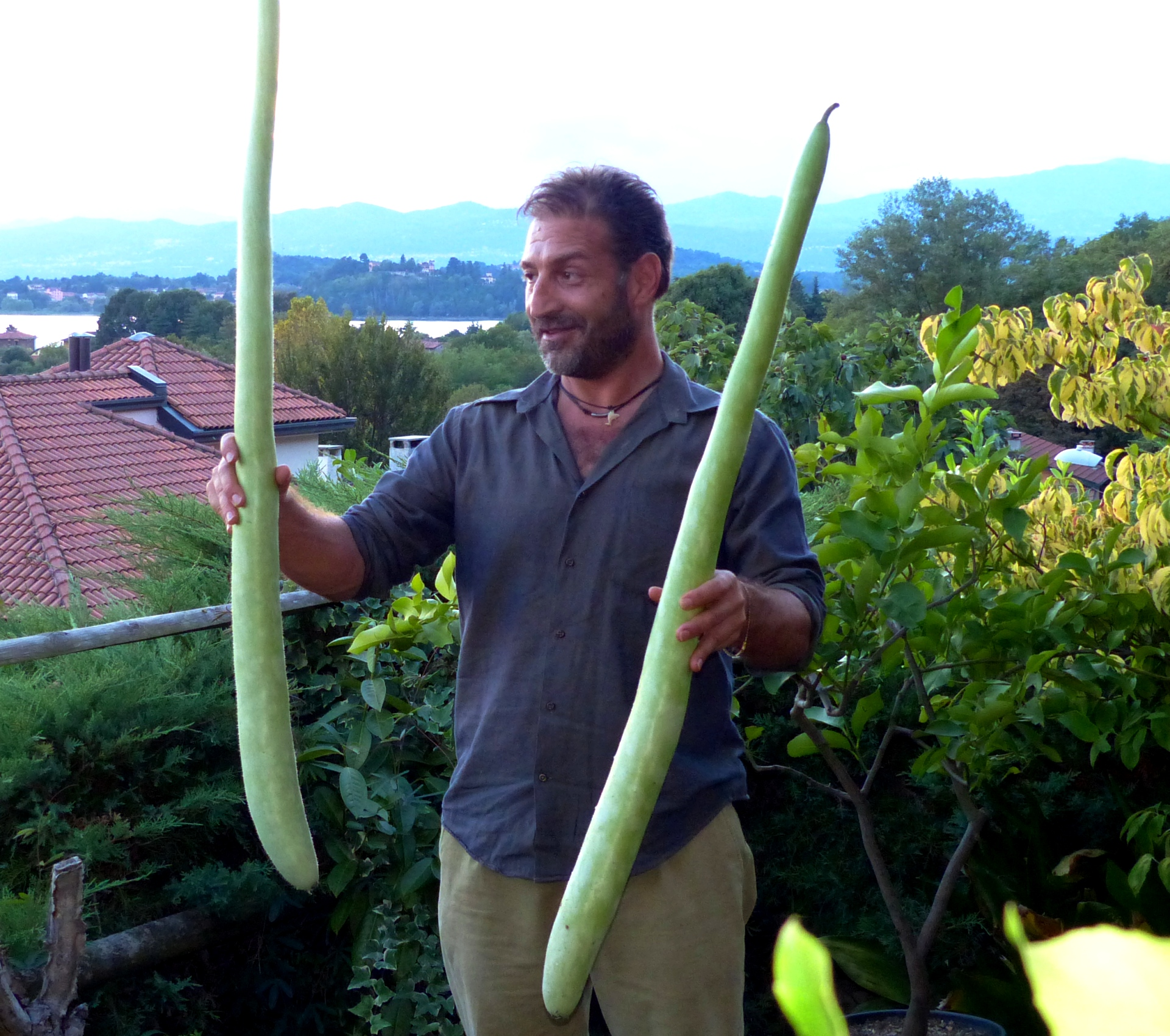
Lagenaria siceraria.

Lagenaria siceraria. Lauki (hindú) o Dudi (Dudhi, doodhi, dudhya, voz gujarati al oeste de India), calabacín cultivo tradicional importante en India, que se consume inmaduro, pelado y sin el interior esponjoso que alberga las semillas y cocido. Se consumen inmaduros como verdura de estación: Lagenaria siceraria (Lauki en India), Luffa acutangula (Dhari tori en India), Luffa cylindrica (Chikni tori en India), Momordica charantia (Karela en India), Momordica cochinchinensis (Cochinchin gourd, sweet gourd, sur de Asia), Momordica dioica (Kaksa, kakrol en India (Asia tropical y África), Trichosanthes anguina  (chichinda en India), Trichosanthes dioica (parwal en India).  Algunos cultivares seleccionados a partir de esta variedad: L. siceraria 'Summer Prolific Round', L. siceraria 'Summer Prolific Long', L. siceraria 'Pusa Naveen' (error ortográfico: Pusa Navven), L. siceraria 'Arka Bahar', L. siceraria 'Pusa Manjiri', L. siceraria 'Pusa Meghdoot'. Si bien el uso de Lagenaria siceraria como calabacín fue desplazado casi completamente en el mundo occidental por los zapallitos de Cucurbita luego del descubrimiento de América; en Oriente (como en India) y algunas regiones de África, los calabacines de Lagenaria siceraria siguen siendo una de las verduras principales, donde son preferidos los de complexión cilíndrica debido a que son más fáciles de manipular en la cocina.
Lagenaria siceraria Khodu, el cultivo de calabacín local en Bangladés, quizás sea el mismo o muy parecido al lauki de India.
Lagenaria siceraria 'Yūgao' (Yûgao, 夕顔) nombre con el que se conoce al cultivar de la especie que se consume en Japón inmaduro, que comúnmente se comercializa en forma de kampyo o kanpyō (cortado en tiras y secado como en la foto) en especial para preparación de makizushi (sushi enrollado). Este cultivar se consigue en las semillerías como L. siceraria 'Kampyo' o L. siceraria 'Yûgao'.
Momordica charantia, una cucurbitácea llamada "pepinillo amargo" o "cundeamor", en inglés es "bitter gourd" y puede encontrársela traducida como "calabaza amarga" entre muchos otros nombres, sin embargo su cáscara no es una calabaza sino que es poco lignificada y dehiscente, es decir al madurar se rompe sin ayuda de agentes externos, exponiendo las semillas al exterior (que en este caso tienen arilo colorado para la dispersión por animales). Su cultivo se originó en el sudeste de Asia donde es muy popular, se consume el fruto inmaduro (arriba a la derecha) igual que un zapallito, al que se sumerge en agua salada previo a la cocción para quitarle un poco el gusto amargo. En América fue introducida y a pesar de que hace mucho tiempo que no se registra bajo cultivo está naturalizada en toda la América tropical, donde se la conoce como medicinal y los niños de las comunidades campesinas ocasionalmente disfrutan de los arilos de sus semillas carnosos y dulces. Por extensión pueden llamar bitter gourd a cualquiera de las 6 especies cultivadas de Momordica, así que potencialmente puede encontrarse traducida como calabaza a cualquier especie de este género. Son cultivares de esta especie: 'Coimbatore Long' (='Coimbatore Long White'), 'Hong Kong', 'Hybrid High Moon', 'Moonshine', 'Taiwan Large', 'Thailand', descriptos en Decker-Walters (ed. 1996-2010). Véase también la foto siguiente. "Karela" en India. Otras especies consumidas: Momordica cochinchinensis (Cochinchin gourd, sweet gourd, sur de Asia), Momordica dioica (Kaksa, kakrol en India, presente en Asia tropical y África).
Momordica charantia, una variante del recién descripto.
Benincasa hispida tipo "Fuzzy", esta especie, la "calabaza china" o "calabaza blanca" se consume madura durante todo el invierno chino, y también inmadura como verdura de estación en forma similar a un calabacín. Se han hecho divisiones en 16 grupos de cultivares pero la principal distinción es entre cultivos seleccionados para consumir el fruto maduro y los seleccionados para consumir el fruto inmaduro al que llaman "fuzzy", algunas landraces de India pueden seleccionarse para consumirse de las dos formas. Se puede conseguir en las semillerías con los nombres: B. hispida Chinese Fuzzy, B. hispida Fuzzy Squash, B. hispida Fuzzy Melon.
Luffa acutangula. El género de las "lufas" (Luffa) al que pertenece el estropajo o esponja vegetal, también tiene cultivos que se cosechan inmaduros para ser consumidos como verdura de estación de forma similar a los calabacines o zapallitos. El de la foto es la variedad domesticada de la especie Luffa acutangula ("lufa angulosa"), llamada Luffa acutangula var. acutangula, que al igual que todo el género, al madurar es un fruto seco con las semillas embebidas en un tejido fibroso, cuya cáscara se parte espontáneamente de forma transversal separándose un opérculo del resto del fruto, que expone las semillas (es un pixidio). El fruto inmaduro para consumir como verdura se consigue en el mercado entre el Este y el Sur de Asia, y en América se cultiva de forma muy restringida, prácticamente solo para ser consumida por los inmigrantes de origen asiático. En español la han traducido "calabaza de aristas". Como el fruto inmaduro en inglés es a veces luffa squash, podría verse como "zapallito lufa" o "calabacín lufa". Los cultivos: 'Ma Family Luffa', 'Pusa Nasdhar', 'Satputia' (='Hermaphrodita') son descriptos en Decker-Walters (ed. 1996-2010) donde a esta especie la llaman "Luffa Ridge" ("Lufa acostillada"). Dhari tori en India.
Luffa aegyptiaca (sinónimo: Luffa cylindrica), la especie de la esponja vegetal, se suele informar que también se consume inmadura como verdura de estación. Dalziel (1937) informa que contiene lufeína, un principio purgativo amargo, resta averiguar si los cultivos para consumo son los que carecen de lufeína. Chikni tori en India, en inglés se la conoce como la lufa "lisa" (smooth loofah) lo que la diferencia de la anterior.
Trichosanthes cucumerina var. anguina (=Trichosanthes anguina). Una enredadera trepadora cucurbitácea, a la variedad cultivada (var. anguina, foto), se la conoce como "snake gourd" (nombre preferido en inglés) y puede encontrarse traducida al español como "calabaza anguina" o "calabaza de culebra". Chichinda en India. El fruto es carnoso e indehiscente, al madurar la cáscara se pone anaranjada o colorada y se retuerce, por lo que se le cuelga una piedrita durante su desarrollo si se deja madurar para que lo haga sin retorcerse, la pulpa madura es colorada y astringente y puede ser consumida especialmente como sustituto económico del tomate en África, mientras que en Asia (como en el norte de India) se prefiere consumir inmadura como verdura de estación. Otras pocas especies del género Trichosanthes de menor importancia han sido domesticadas en Asia, no tienen apariencia de serpiente (ver Trichosanthes ovigera).
Trichosanthes dioica es una especie cultivada en India cuyo fruto se consume no del todo maduro, cuando las semillas no están lignificadas. Allí se lo conoce como parwal, palwal, o parmal, y en inglés como "pointed gourd". Como en el resto del género el fruto es carnoso e indehiscente, al madurar la cáscara se pone anaranjada o colorada. En español en la web se puede encontrar la traducción "calabaza puntiaguda" o "calabaza en punta". En la foto un "parwal relleno".
Coccinia grandis, cultivada, se cosecha y se consume inmadura en África y Asia, muchas webs parece que tradujeron "ivy gourd" a "calabaza hiedra". La planta es similar a una hiedra.

## Calabazas cultivadas de uso no alimenticio (ornamental gourds)
Galería de "calabazas de uso no alimenticio" (cultivadas para utilizar su cáscara lignificada con fines no alimenticios, como adornos, instrumentos musicales, recipientes, etc). En español "ornamental" significa decorativo, en inglés ornamental últimamente amplió su significado a "de usos no alimenticios".

### Cucurbitade uso no alimenticio

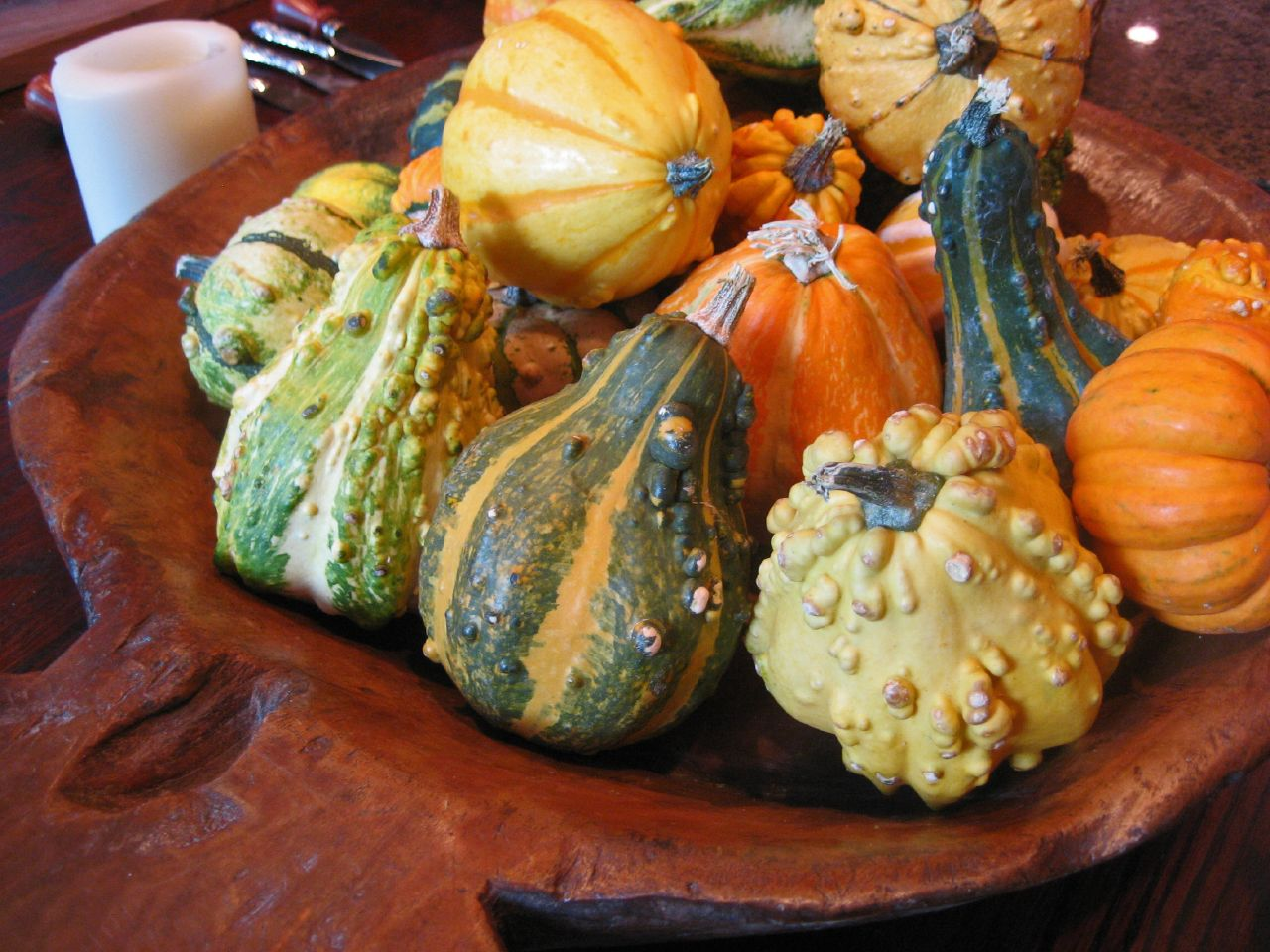
Cucurbita pepo de decoración.

Diferentes cultivos de Cucurbita maxima de tipo decorativo, en un arreglo como adornos de otoño. Las fotos de arriba pertenecen a accesions de Cucurbita maxima subsp. andreana), en la foto de abajo también hay mini "zapallos decorativos" comestibles (verlos en Zapallos y pipianes con uso primario alternativo).
Diferentes cultivares de Cucurbita pepo de tipo decorativo, utilizados como adornos de otoño. Numerosos cultivares de fruto pequeño y vistoso y cáscara dura que poseen un público adepto en Estados Unidos, que se agrupan en 'Cucurbita pepo Ornamental Gourd Group y filogenéticamente se extraen de varias variedades diferentes dentro de esa especie. Algunos cultivares ornamentales como 'Flat' ("aplanado"), 'Miniature Ball' ("pelota en miniatura") y 'Pear' ("pera") difieren poco de las variedades silvestres y las naturalizadas. Nombres botánicos antiguos: Cucurbita pepo var. ovifera y Cucurbita pepo var. aurantia y Cucurbita pepo var. verrucosa, Cucurbita pepo convar. microcarpina. En los arreglos se los suele entremezclar con los comestibles "mini pumpkin" (verlos en Zapallos y pipianes con uso primario alternativo).
Hay referencias en la literatura de que la cáscara de las variedades de cáscara dura se utiliza como recipiente o vasija, y que algunas variedades de cáscara dura de Cucurbita maxima subsp. maxima tienen doble función de consumo de pulpa y cáscara como recipiente, como el que le dan los indios wichís en el chaco argentino (Lema 2011 Tabla 1, p. 117). En el sudeste de Estados Unidos los indígenas usaban ocasionalmente pequeñas vasijas de tipo Scallop y de tipo "verrucosa" (Millán 1945 citando a Speck 1941). En Argentina a principios del s. XX se utilizaba como recipiente una calabaza de una planta ("calabazo") que Millán (1945) determina como la variedad silvestre de "zapallo amargo", Cucurbita maxima subsp. andreana (Millán 1945 citando a Pérez Castellano 1914). Pero el género convive con Lagenaria y no posee las características de su cáscara.

### CrescentiayAmphitecnade uso no alimenticio
Los dos son géneros muy emparentados entre sí de bignoniáceas, llamados "árboles de calabazas".
Crescentia cujete, no es cucurbitácea (es una bignoniácea). Como se ve es un árbol, nativo de América tropical, las variedades cultivadas son un típico componente de los jardines hogareños tropicales en América llevado a los trópicos de todo el mundo, el fruto es una calabaza: de cáscara dura a la que secada se le dan usos no alimenticios (vasija, taza, instrumentos musicales), a la madera uso en implementos agrícolas y a la pulpa usos medicinales. La pulpa madura se podría aprovechar como alimento de ganado después de un tratamiento, cada árbol da 27 kg de fruta por año. "Calabazo", "Árbol de las calabazas" o "árbol calabacero" (y en inglés calabash tree), tiene muchos nombres locales, como jícaro, totumo, taparo, güiro en Cuba y higüera en Puerto Rico, (árbol del) morro, morro en El Salvador, jícaro o guacal en Panamá, tutumo en Perú, estelí, güira, en México a su variedad silvestre la llaman güiro (uas en maya) y a las variedades cultivadas (de cáscara más gruesa, forma más redonda y más grande) las llaman jícara (luch en maya), jícara blanca (sac luch en maya) y jícara verde (yaax luch en maya). Este árbol le da el nombre a la localidad mexicana de El Jícaro. El nombre "calabazo" puede confundirse con Lagenaria siceraria. Nombres comunes en México según CONABIO: Jícaro, mimbre, cirián, tecomate, güiro, cuautecomate, árbol de las calabazas, boch, gua, guirototumo, guitoxiga, japt, leua, morro, palo de huacal, pog, poque, totumo, tzima, xagucta-guia, xica-gueta-nazas, zacual. La especie posee variedades silvestres.
Crescentia alata, es una bignoniácea originaria de México que puede encontrarse silvestre pero principalmente cultivada, eventualmente se encuentran híbridos con Crescentia cujete, su fruto es más pequeño y de pulpa tóxica, que tiene usos medicinales, las semillas se pueden comer como verdura o molidas, a la cáscara seca se le dan usos no alimenticios, la madera se usa en carpintería, y se cultiva como árbol de sombra. Comparte el nombre con Crescentia cujete (por ejemplo, "árbol de calabaza", Jícaro, (árbol del) morro), puede que lo diferencien llamándolo "árbol de tierra de la calabaza" o "calabaza mexicana". Nombres comunes en México según CONABIO: Ayal, Ayale (Son., Sin.); Cadili, Latacadili (l. cuicatleca, Gro.); Cirial (Mich., Gro.); Cirian, Guaje cirián, Urani Güiro (Mich.); Ciriani (l. tarasca, Mich.); Gua (l. chinanteca, Oax.); Cuatecomate (Mex.); Güiro (Sin., Gro.); Sam-mu; Guito-xiga (l. zapoteca, Oax.); Huaje cirial, Huaje cirián (Gro.); Jayascate, Jícara, Jicarita, Morro (Oax.); Shammu (l. chontal, Oax.); Tecomate (Sin.); Tuyachin (l. mixteca, Oax.); Tima (l. huasteca, S.L.P.). La especie posee variedades silvestres.
Amphitecna latifolia, la única especie de este género muy emparentado con Crescentia y también de zonas tropicales de América, silvestre, con cáscara a la que se le da usos no alimenticios como utensilios de cocina. Es una especie común en las playas inalteradas del Caribe (desde Centroamérica hasta el norte de México) donde es común encontrar los frutos arrastrados por las mareas en playas poco visitadas. Nombres comunes en Costa Rica: Jicarita, jícaro de playa, calabacillo de playa, jícaro de estero), calabacita. A todo el género y especialmente a Amphitecna latifolia se los llama Black calabash en inglés.
Vasija para cocina muy utilizada por los indígenas de Venezuela, Colombia y Panamá, llamada totuma o tapara, del árbol allí llamado totumo o taparo (Crescentia cujete). Los indígenas en México también le dan ese uso, comúnmente llamadas jícaras (luch en maya) y es un importante elemento de algunos rituales.

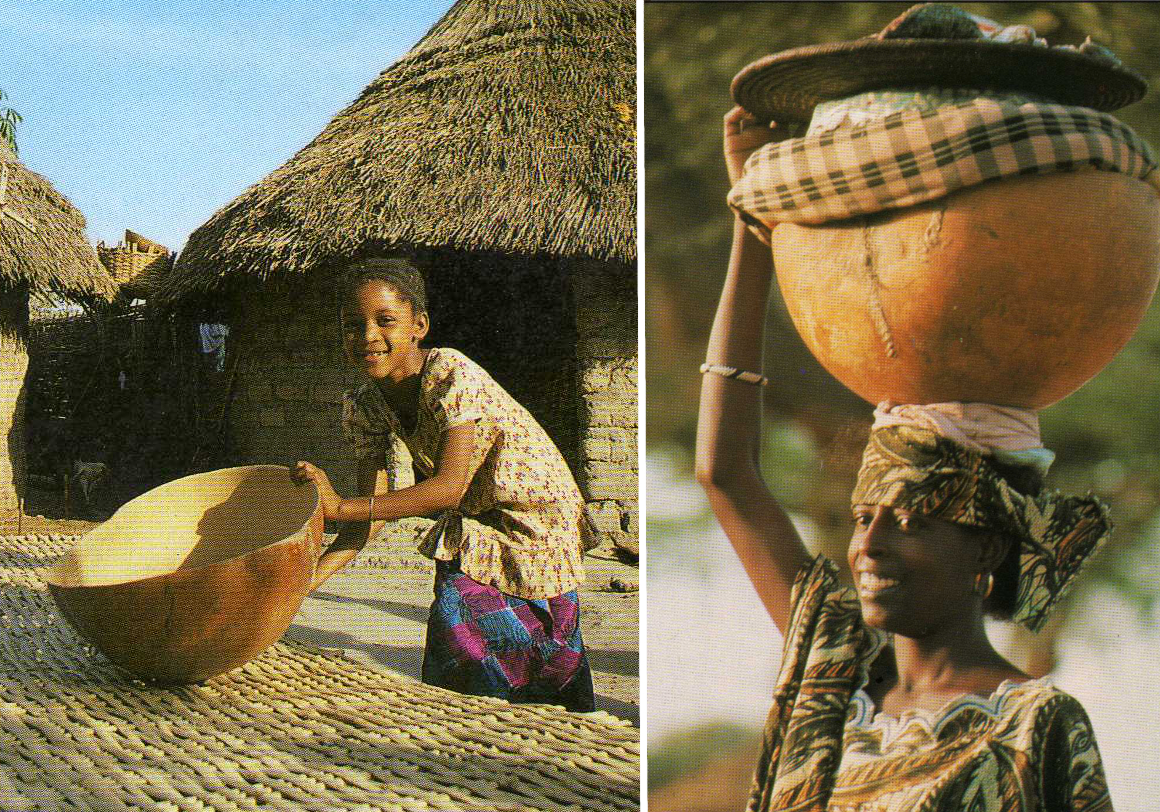
Vasija para recipientes en Gambia.

Instrumento musical: Maracas, pueden ser hechas de calabaza de Lagenaria siceraria, o de calabaza de Crescentia cujete o menos preferida calabaza de Crescentia alata).

### Lagenariade uso no alimenticio
La calabaza de la Lagenaria siceraria es muy versátil y se utiliza con varios fines no alimenticios. La calabaza de la Lagenaria es diversa en tamaño y forma, y una vez curada se conserva varios años. En general son lisas, pero hay algunas variedades con verrugas y otras con protuberancias que se asemejan a alas y le añaden un gran valor decorativo.
La calabaza de la L. siceraria llamada "mate", una vez seca y vaciada, se utiliza para fabricar recipientes de mate, sobre todo en Uruguay, Paraguay, Argentina y Brasil. En Perú con esta variedad se fabrican los "mates burilados".
En España al fruto de la L. siceraria con la que se fabricaban antiguamente los recipientes para el vino y otros líquidos lo llaman "calabaza vinatera" o "calabaza del peregrino".

También se utiliza para fabricar recipientes, como con los frutos provenientes de los cultivos de fruto gigante y grande del oeste de África y Nueva Zelanda.

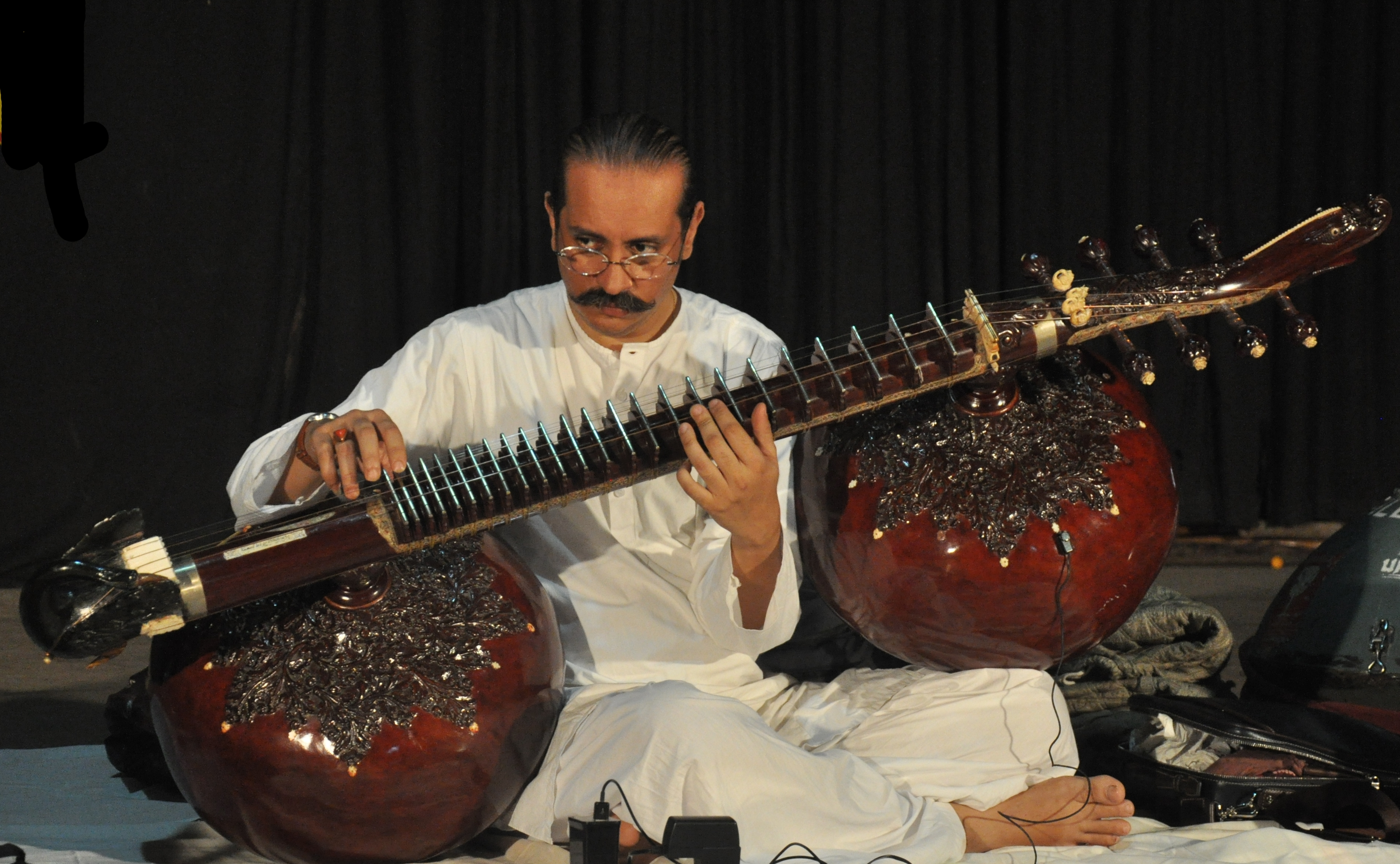
Rudra vina, instrumento musical de cuerdas tradicional en India, con 2 tumbas, resonadores hechos de 2 calabazas de Lagenaria siceraria. De aspecto similar es la vichitra vina, también con 2 tumbas de calabaza.
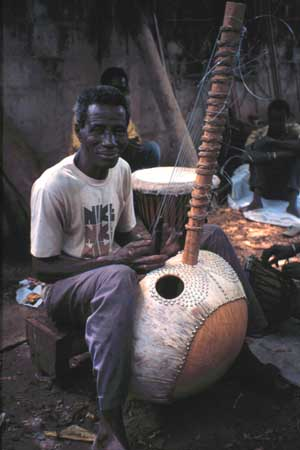
Kora, instrumento musical de cuerdas tradicional en África Occidental (por ejemplo en Gambia) hecho con una calabaza grande de Lagenaria siceraria.
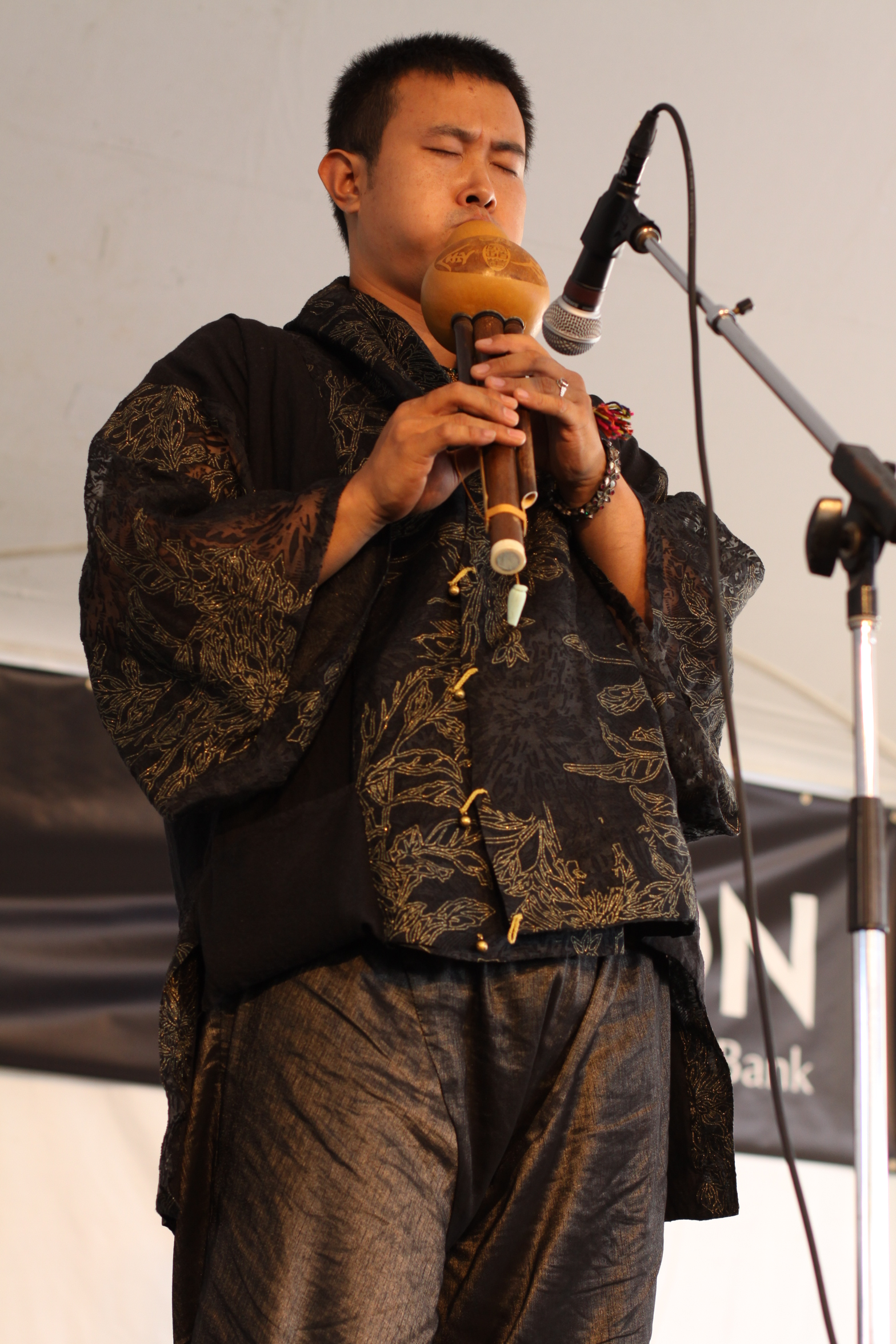
Hulusi, instrumento musical de viento étnico en China, de calabaza de Lagenaria siceraria, conocido como bottle gourd flute o calabash flute en inglés ("flauta de calabaza").

### Comestibles de uso primario no alimenticio
Cucurbita pepo tipo "Pumpkin", la "calabaza de Halloween" o "zapallo de Halloween". Ver en la sección Zapallos y pipianes con uso primario alternativo
Cucurbita pepo tipo "mini Pumpkin" o "baby Pumpkin" o "miniature pumpkin". Ver en la sección Zapallos y pipianes con uso primario alternativo
Cucurbita maxima tipo (mini) "zapallos decorativos", pequeños, decorativos, comestibles. Fotos de F. López Anido. Ver en la sección Zapallos y pipianes con uso primario alternativo
Cucurbita maxima tipo Turbante. Ver en la sección Zapallos y pipianes con uso primario alternativo

## Calabazas silvestres y asilvestradas
Con la aclaración que las plantas pueden ser no domesticadas y cultivadas, para ornamentales o como curiosidad, etc., conservando los caracteres adquiridos en su estado silvestre (Parodi 1935). Y viceversa, pueden ser domesticadas y no cultivadas, habiéndose naturalizado en la región, son las llamadas "ferales" (feral) en inglés.

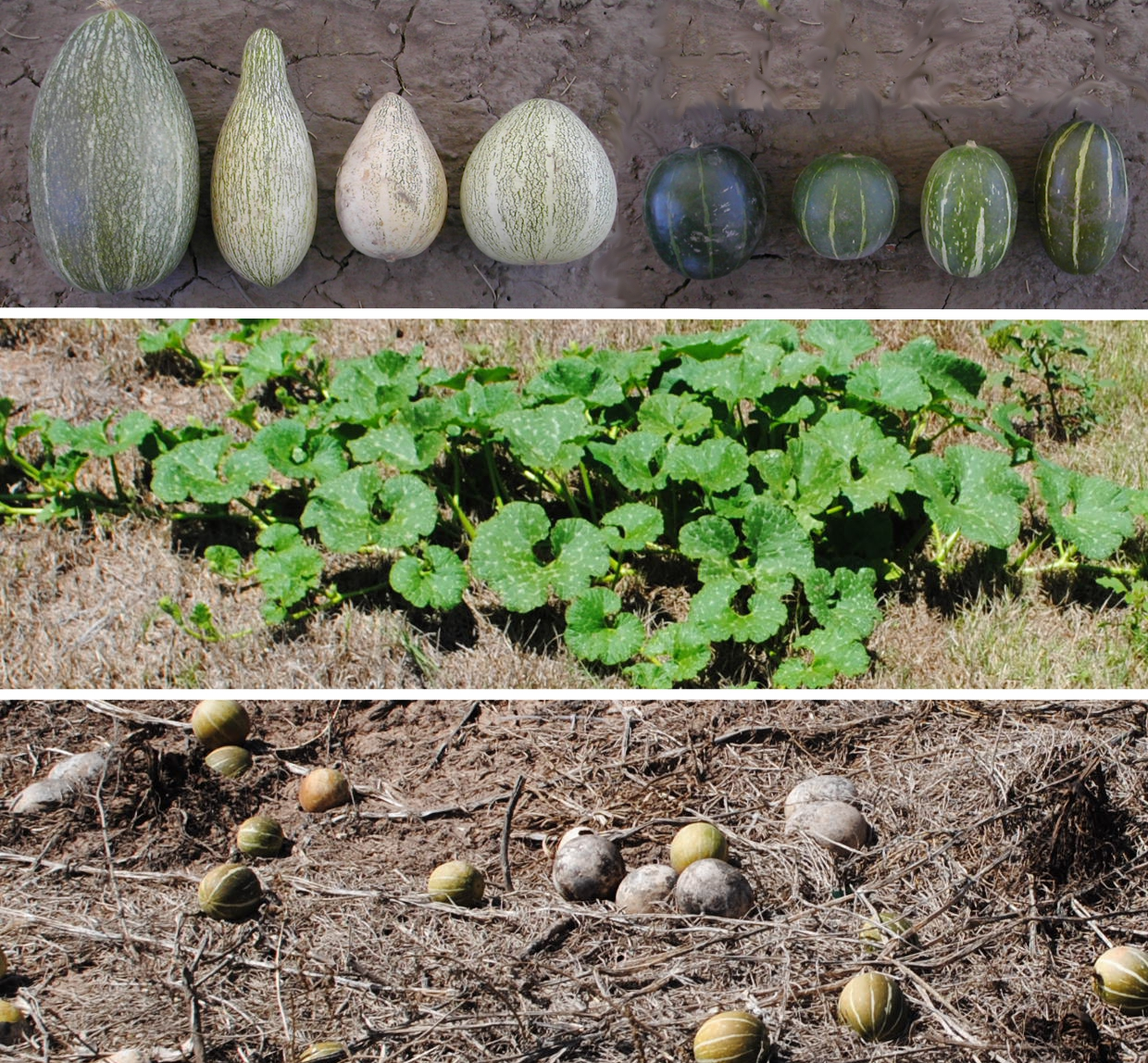
Cucurbita maxima, subsp. andreana.

Cucurbita. Todo el género se caracteriza por sus frutos de tipo calabaza. Las Cucurbita silvestres son todas americanas, son poco diferenciables de algunos cultivos de Cucurbita decorativas, y muchas veces se les da ese uso. Comparten los caracteres de tener fruto pequeño, de cáscara dura que lo conserva más de un año, y amargo (tóxico por presencia de cucurbitacinas). Comprenden varias especies y también varias variedades dentro de las especies cultivadas, las últimas de importancia económica porque pueden polinizar cultivos comestibles volviéndolos amargos. En México a muchas de ellas se las llama "calabacilla loca" (por lo pequeñas y tóxicas). A continuación algunas de ellas, véase también la tabla de silvestres de México justo debajo de esta.

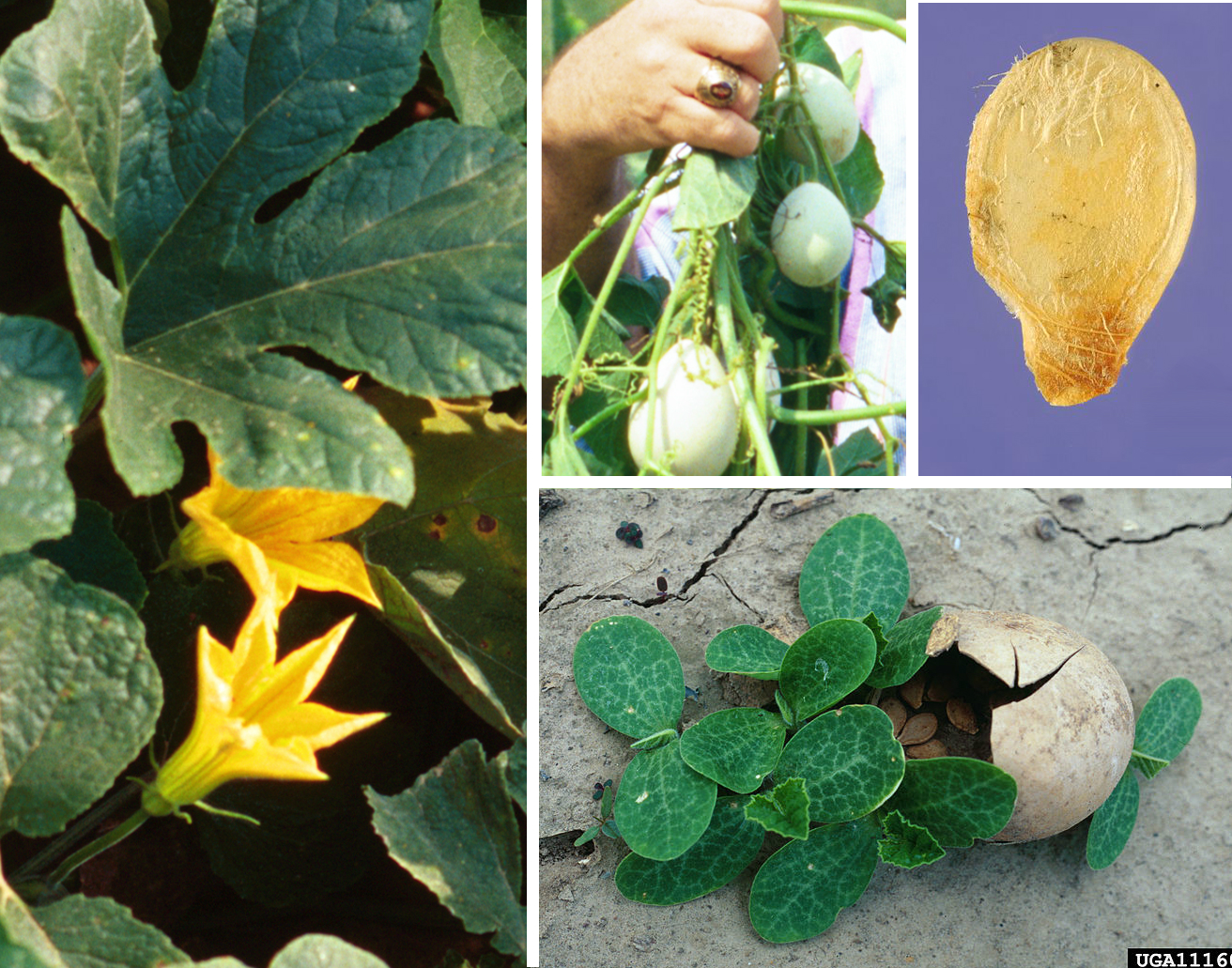
Cucurbita texana.

Cucurbita maxima subsp. andreana (=Cucurbita andreana), fotos de F. López Anido, híbrida con todo Cucurbita maxima. No comestible, amargo, Argentina hasta norte de Perú donde se confirmó su presencia hace poco, es la población silvestre a partir de la cual se seleccionaron los cultivos (agrupados en Cucurbita maxima subsp. maxima). Considerado maleza porque poliniza los cultivos de zapallos y zapallitos de Cucurbita maxima. En la foto arriba se ven 8 tipos diferentes de frutos de la misma subespecie, en el medio una planta a mitad de estación, abajo se ve la planta ya seca al final de la estación con los frutos maduros (en este caso verdes con bandas y forma aovada), entremezclados con los frutos que habían quedado de la estación anterior (que se pusieron marrones). En Argentina: "zapallito amargo", "zapallo amargo", también "cháncara" (San Luis) y según la literatura "yeruá". En Perú por los nativos peruanos, según Andres (2004): “huevo de pato”, “zapallo pouaiquito” “ishicopé”, “ishcopiqui”. En San Luis (Argentina) se queman en los fogones de San Juan funcionando como cohetes de estruendo. Los indios nativos peruanos le dan usos.
Cucurbita argyrosperma subsp. sororia (=Cucurbita sororia), pipián silvestre (nombre preferido por el CONABIO mexicano). híbrida con todo Cucurbita argyrosperma. En México y América Central donde es nativa poliniza los cultivos de C. argyrosperma (ayote, pipián, cushaw), por eso se la considera maleza. Ver en la tabla de abajo la cantidad de nombres locales con que se la conoce en México.
Cucurbita pepo subsp. fraterna (=Cucurbita fraterna), híbrida con todo Cucurbita pepo, solo presente en regiones de México. En México la llaman "calabacilla loca" o "calabacilla", como a otras silvestres de fruto pequeño y tóxico, ver en la tabla de nombres mexicanos más abajo.
Cucurbita pepo subsp. texana var. texana (=Cucurbita texana), híbrida con todo Cucurbita pepo, presente solo en Texas (Estados Unidos). La suelen llamar "Texas gourd" o "Texas wild gourd" así que puede encontrársela traducida como "calabaza (silvestre) de Texas" o "calabaza (silvestre) texana" o "calabacilla texana".
Cucurbita pepo var. ozarkana (=Cucurbita ozarkana), híbrida con todo Cucurbita pepo.

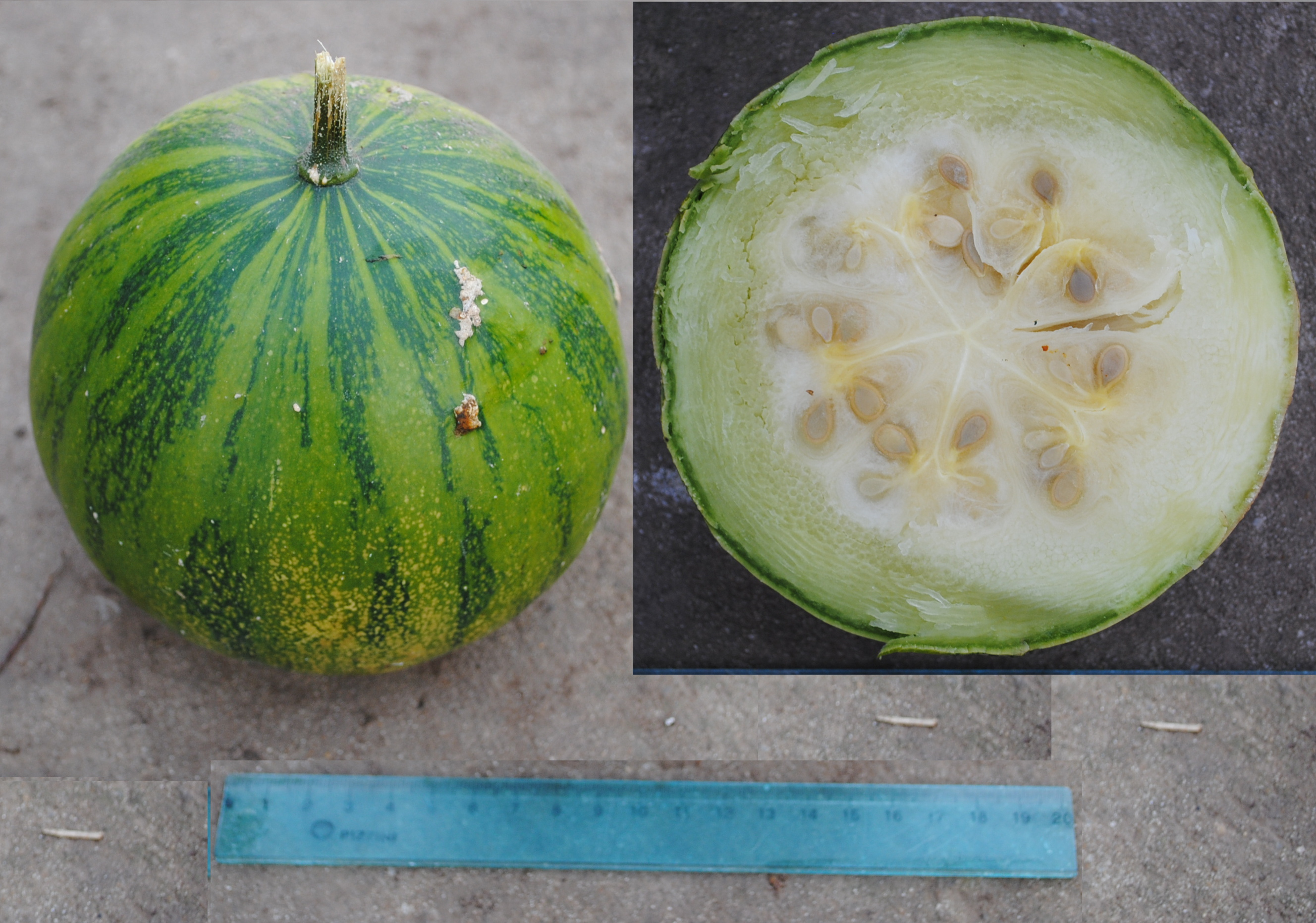
Cucurbita ecuadorensis.

Cucurbita ecuadorensis, "calabaza ecuatoriana", en Ecuador "alamama", endémica de Ecuador (llega hasta el norte de Perú). Fotos de F. López Anido. Evidencias de que fue cultivada (hace 10 o 12 mil años) y abandonada, es una feral o semidomesticada, los pobladores cosechan y consumen sus frutos silvestres. Tiene afinidad genética con C. maxima, de hecho algunos genes de resistencia fueron transferidos a C. maxima. En Ecuador "alamama"
Cucurbita foetidissima, en México y Estados Unidos en zonas muy áridas y perenne, se comen las semillas, las hojas y las raíces reservantes y suculentas (el fruto no), se está estudiando mucho si conviene cultivarla. La particularidad de ser de climas muy áridos y soportar bien las sequías (planta perenne con órganos reservantes), se estudia su cultivo por eso. Nombres comunes: el más común (Feral) Buffalo Gourd, luego Fetid Gourd, Missouri gourd, calabacilla (es común que se lo escriba con el error de ortografía, calabazilla), chili coyote. Aclaración de que todas las variedades de Cucurbita silvestres, de fruto pequeño y tóxico, son potencialmente llamadas "calabacilla" o "calabacilla loca" en México, como Cucurbita digitata o Cucurbita palmata, etc, ver en tabla más abajo de calabazas silvestres de México.
En México es donde se presenta la mayor diversidad de especies y poblaciones de Cucurbita silvestres y otras "calabazas" y nombres afines, en la siguiente tabla se encuentra una recopilación de nombres (Lira y Caballero 2002, agregados nombres listados por la Comisión Nacional para el Conocimiento y Uso de la Biodiversidad, CONABIO cuando citados):
| Especie                                  | Región o Estado                                                                                       | Nombres comunes | Usos |
| ---------------------------------------- | --- | --- | --- |
| Apodanthera undulata                     | Guanajuato                                                                                            | Calabaza hedionda (o hedeonda) | Medicinal (pulpa) |
| Apodanthera undulata                     | Jalisco/Zacatecas                                                                                     | Calabaza amarga, calabaza loca | Alimenticio (semillas) |
| Cucurbita argyrosperma ssp. sororia      | Chiapas                                                                                               | Calabaza de caballo, calabaza de burro, coloquinto | Manualidades (cáscara), medicinal (fruto), forraje (fruto) |
| Cucurbita argyrosperma ssp. sororia      | Colima/Jalisco                                                                                        | Agualaxtle, aguachichi, aguichichi, tolenche, tololonche, tolonchib | Bebidas (semillas), medicinal (fruto) |
| Cucurbita argyrosperma ssp. sororia      | Guerrero/Michoacán                                                                                    | Calabaza de coyote, calabacilla, coyote, chamaco, chicayota | Alimento (semillas), jabón (fruto) |
| Cucurbita argyrosperma ssp. sororia      | Oaxaca                                                                                                | Calabaza amarga, Guedu Iaac, Tecomachichi | Alimento (semillas), medicinal (fruto), jabón (fruto) |
| Cucurbita argyrosperma ssp. sororia      | Regiones no especificadas (Comisión Nacional para el Conocimiento y Uso de la Biodiversidad, CONABIO) | Pipián silvestre (nombre preferido por el CONABIO), otros: almochete, calabacilla, moriche, calabaza de pepita gruesa, calabaza chompo, trompo, ayote de caballo, calabaza de caballo, chamaco, chicayota. Nipxi (lengua totonaco), tinu (lengua mixteco), ka, xka, xtop (lengua maya); San Luis Potosí: k’ alam.         | "En algunas regiones de México, las semillas y también los frutos inmaduros se emplean como alimento; estos últimos se consumen después de ser lavados y hervidos varias veces, para quitarles el sabor amargo que les confieren las cucurbitacinas presentes en la pulpa y las placentas, mientras que las semillas sólo son lavadas, aderezadas con sal y asadas o tostadas." |
| Cucurbita foetidissima                   | Chihuahua                                                                                             | Aala, alidimai, ara chiki, aisiki arisi, calabacilla, calabacilla de burro | Medicinal (hojas y raíces), jabón (raíces), bebidas (semillas) |
| Cucurbita foetidissima                   | Coahuila/Nuevo León                                                                                   | Calabacilla loca, calabaza silvestre, chichicamole | Jabón (raíces) |
| Cucurbita foetidissima                   | Hidalgo                                                                                               | Calabaza del diablo | Medicinal (raíces) |
| Cucurbita foetidissima                   | Regiones no especificadas (nombres listados por el CONABIO)                                           | Calabacilla loca, otros nombres: calabacilla amarga, cohombro, hierba de la víbora, calabaza amargosa, calabacilla de burro. En el Bajío: calabacilla silvestre, calabaza de burro, calabaza hedionda, calabaza silvestre y calabaza del diablo. Cua-cua (lengua chontal), chichic-amole y guelto-lana (lengua zapoteca). | - |
| Cucurbita fraterna                       | Tamaulipas                                                                                            | Calabacilla loca, calabacilla, calabaza amargosa | Medicinal (fruto), alimento (fruto inmaduro y semillas), forraje (fruto maduro) |
| Cucurbita lundelliana                    | Península de Yucatán                                                                                  | Calabacita, calabacita de monte, xbon dzek, xburut | Jabón (pulpa), Recipiente (cáscara) |
| Cucurbita okeechobeensis ssp. martinezii | Querétaro                                                                                             | Calabacilla | Sin datos |
| Cucurbita okeechobeensis ssp. martinezii | San Luis Potosí                                                                                       | Calabacilla, tsoop | Jabón (fruto) |
| Cucurbita okeechobeensis ssp. martinezii | Veracruz                                                                                              | Calabacilla de monte, moriche, morcheta | Jabón (fruto), sonajero (fruto), medicinal (fruto) |
| Cucurbita pedatifolia                    | Valle de Tehuacán-Cuicatlán                                                                           | Calabacilla, torito | Jabón (fruto) |
| Cucurbita scabridifolia                  | Tamaulipas                                                                                            | Calabacita | Juguete (fruto) |
| Peponopsis adhaerens                     | Querétaro                                                                                             | Calabacilla | Jabón (fruto) |

Lagenaria, todo este género de cucurbitáceas se caracteriza por sus frutos de tipo calabaza, si bien prácticamente solo Lagenaria siceraria es cultivada, y la única domesticada, o adaptada a nuestro linaje. Las otras 4 especies son todas africanas y silvestres, algunas se ven a continuación.

### Lagenariano domesticadas

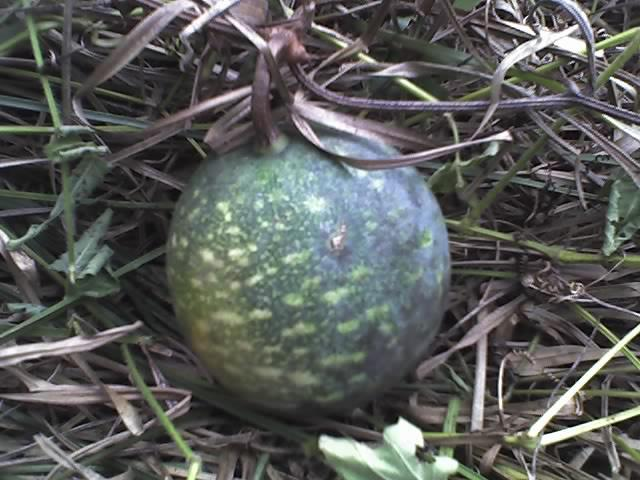
Lagenaria sphaerica.

Lagenaria siceraria, variedad silvestre. "El origen geográfico de Lagenaria siceraria fue durante mucho tiempo un misterio, pero recientemente esta planta fue encontrada en estado silvestre en Zimbabue (Wilkins-Ellert, 2003). Las plantas silvestres fueron observadas de fruto delgado, redondo y de cáscara delgada." (Janick et al. 2007).
Lagenaria sphaerica, de fruto esférico y pequeño, se puede encontrar en alguna semillería como una rareza. La venden como una trepadora perenne (rebrota todos los años) cuya planta es de gran valor ornamental.
Lagenaria brevifolia, de fruto de 8-10 cm verde oscuro con característicos parches amarillentos grandes y pequeños. Silvestre, raramente cultivada al menos en Nigeria, es tóxica para los peces y es utilizada para aturdirlos por los Igbos del sur de Nigeria y en otras localidades de ese país. (Okoli 1984 citando a Dalziel 1937).

### Bignnoniáceas no domesticadas
Crescentia, las especies no cultivadas del género, como las variedades no cultivadas de Crescentia cujete y Crescentia alata, también se llaman "árboles de calabazas". Las calabazas de las poblaciones silvestres son más pequeñas, de forma menos redondeada y de cáscara más delgada. En México a los árboles silvestre de Crescentia cujete los llaman güiro (uas en maya) , nombre diferente de los que le dan a las variedades cultivadas.
Amphitecna, un "árbol de calabazas" muy emparentado con Crescentia y en otra época a veces ubicado en ese último género, también de zonas tropicales de América, silvestre. La especie de la foto, Amphitecna latifolia, es la más común del género y se le da usos no alimenticios a la cáscara como utensilios de cocina, costero, es una especie común en las playas inalteradas del Caribe (desde Centroamérica hasta el norte de México) donde es común encontrar los frutos arrastrados por las mareas en playas poco visitadas. Nombres comunes en Costa Rica: Jicarita, jícaro de playa, calabacillo de playa, jícaro de estero), calabacita. A todo el género y especialmente a Amphitecna latifolia se los llama Black calabash en inglés. Las demás especies tienen nombres similares y solo a veces se diferencian por el nombre común.
Kigelia es un árbol bignoniáceo de los trópicos de África y aparentemente con una única especie, Kigelia africana, o quizás dos. Su fruto endurece su cáscara al madurar y el interior es fibroso, no hay variedades domesticadas ni tiene usos económicos. Puede ser comido por elefantes y monos siendo su principal dispersor el rinoceronte negro, del que es un "favorito". Se lo puede encontrar en la web como "calabaza bubi", se lo conoce mejor como "árbol de las salchichas".

### Malváceass.l.no domesticadas

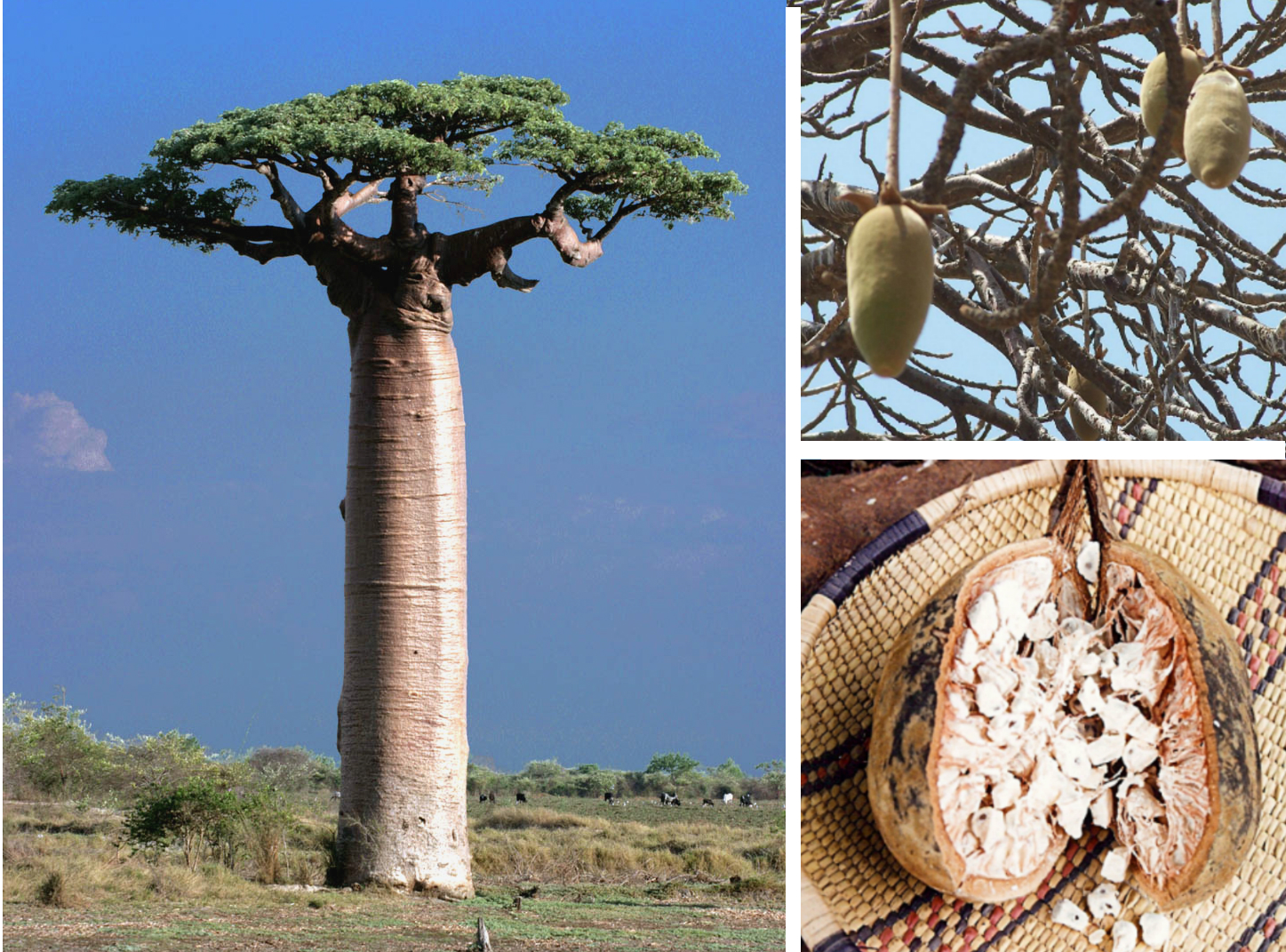
Baobab.

Adansonia, el baobab. Nativo de África continental, isla de Madagascar y Australia, y dispersado al resto del mundo por humanos. Su fruto, que caracteriza a todo el género dentro de la familia (es la única "calabaza" de las malváceas) es indehiscente, de corteza dura e interior carnoso, de textura como un polvillo o esponjoso en el que están embebidas las semillas, de testa muy endurecida. La pulpa es comestible. El fruto de Adansonia digitata, el baobab mejor conocido africano, es consumido por los pobladores locales y se está considerando su posible domesticación; no se ha considerado su cultivo hasta ahora debido a la cantidad considerable de años que tarda en desarrollarse. El fruto ha sido llamado "calabaza" en algunos textos en español.

### Rutáceas no domesticadas
Afraegle, cítrico africano del grupo de los "árboles de Bael". Afraegle paniculata a veces plantado en las casas, fruto de pulpa no comestible, verde y sin olor.
Aeglopsis, cítrico africano del grupo de los "árboles de Bael".
Balsamocitrus, cítrico africano del grupo de los "árboles de Bael".
Aegle, poblaciones no cultivadas en India, de fruto más pequeño que las cultivadas, cáscara gruesa.
Citrus 'Feroniella'?, asiático.
Limonia?, asiático.

## Citas
1. 1 2  Patiño VM (1912-2001[41]): "Cucurbita moschata Dutch: [...] AHUYAMA, AUYAMA, del cumanagoto, lengua caribe (Henríquez Ureña, 1938[42], l07-108)." "América ístmica. En una relación de 1610 se dice que en la costa atlántica se dan las OYAMAS (Peralta, op. cit., 699; Fernández, 1886, V, 157). (...) UYAMAS eran común mantenimiento de los guaymíes (Ufeldre: Meléndez, 1682, III, 2; : Serrano y Sanz, 1908, 86), así como de los dorases (Rocha: Meléndez, op. cit., 401). Un río «Auyama», en la laguna de Chiriquí, puede que tenga relación con esta especie (Alba C., M. M., 1950-a, 51).De acuerdo con las relaciones de Portobelo y Panamá de 1607 había en ambas ciudades "«oyamas», que son calabazas redondas, señaladas las tajadas [como?] melones; dulces y buenas cocidas y asadas. (...) Costa atlántica. En documentos de la época de las primeras exploraciones que se siguieron a la fundación de Cartagena, se habla de "«ahuyama», que es como un melón" (Friede, 1955, m, 276). Quizá no sean otras las YAYAMAS (error de copia?) que según un autor se cultivaban en dicha ciudad (López de Velasco, 1894, 386).Costa atlántica. A principios de la conquista de Pacabuey y del valle de Upar, los indígenas ofrecieron AUAYAMAS, junto con otras cosas, a Pedro Vadillo (Aguado, 1916, I, 84). Los pueblos de la Sierra Nevada de Santa Marta, especialmente los del valle de Caldera, cultivaban AHUYAMAS (Simón, 1953, I, 149; VIII, 114). En el siglo XVIII un autor dice que en Santa Marta había "calabaza blanca y colorada, que generalmente es llamada «ahuyama»" (Rosa, 1945, 296). En Cania, valle de Cúcuta, y en el valle de Santiago, cerca de San Cristóbal del Táchira, las AVYAMAS eran comunes (Aguado, 1917, II, 507, 515). En esa región los españoles llamaron un pueblo «de las Avyamas», "por la mucha abundancia que della havía" (Aguado, 1918, I, 351; Femández de Piedrahita, 1942, IV, 35; Oviedo y Baños, 1885, I, 203). En la localidad de: Sorca, cerca de San Cristóbal, existe una variedad endémica de ahuyama denominada «carabiria», que ha perdido la facultad de propagatse por semilla; los agricultores de la región la multiplican vegetativamente. (...) Venezuela. En Caracas, según la relación de Pimentel, se conocían las "calabazas que llaman «auyamas»" (Latorre, 1919, 81; Arellano Moreno, 1950, 81). Abundaban en Barquisimeto yen Tocuyo (Arellano Moreno, op. cit., 116, 149). En el golfo de Cariaco se registran con el nombre de AGYAMAS (Arellano Moreno, op. cit., 56; Oviedo y Baños, 1885, I, 306). Nicolás de Federmann encontró AHUYAMAS durante su expedición al interior (Federmann, 1958, 43). También se cultivaban AHUYAMAS en Coro (Altolaguirre y Duvale, 1908, 204). Llanos. Durante la expedición de Gonzalo Jiménez de Quesada al Dorado, él y sus compañeros descansaron en el pueblo de los Palenques, "satisfaciendo los hambrientos senos, porque se recogió copia de grano, yucas, «auyamas» y batatas muchas con que se sustentaron cuatro meses" (Castellanos, 1955, IV, 541; Aguado, 1918, I, 351, 352). En un interesante diario de una entrada cuyo fin era conocer los límites Apure-Meta, en 1774, se registra el hallazgo de algunas «auyamas» entre los indígenas del río Canaviche (Cuervo, 1893, III, 95). Magdalena y Nuevo Reino. Los patangoros de la margen izquierda del Magdalena, no sólo comían de las ahuyamas los frutos, sino también las hojas (Aguado, 1917, II, 132-133). En Vitoria, pueblo minero fundado en esa zona, para 1583 "se da mucha cantidad de xuca y de frisoles y «auyamas» ques gran sustento para los negros que las huviesen de labrar [las minas]" (Guillén Chaparro: AIP, 1889, XV, 156). AVYAMAs le dieron los páeces a Domingo Lozano en 1555 (Aguado, 1917, II, 739). Entre Cacataima y Otaima, localidades serranas del área ocupada por los pijaos, a falta de maíz, no se comía sino auyamas asadas (Ortega Ricaurte, 1949, 271 ). (...) Magdalena y Nuevo Reino. (...) En la otra banda del Magdalena (no las nacientes donde estaban los andaquíes), eran los muzos cultivadores de AVYAMAS (Latorre, 1919, 119; Aguado, 1917, II, 708). AHUYAMAS, según Simón, había en el valle de La Grita, cerca de Vélez, cuando entraron los españoles en 1537 (Simón, 1953, I, 242). Decía Zamora en 1701: "«auyamas», que son vnas grandissimas calabazas, de más de seis dedos de canto, la carne naranjada de buen gusto, alimento de los pobres" (Zamora, 1930, 43). Otro autor agrega que "las mejores son pequeñas, que llaman del puerto, porque de donde primero se trajeron fue de Girón" (Oviedo, 1930, 48-49). (...) Cauca y Antioquia. En el segundo viaje de Jorge Robledo al norte de Cali, entre el Pueblo Grande de los Gorrones y el de Palomino, en los ranchos abandonados por los indígenas a la vista de los españoles, a más de otras comidas de que se ha dado cuenta en diversos capítulos, se hallaron "melones de la tierra, é [o?] ahuyamas". Cauca y Antioquia. (...) Se cultivaban AOYAMAS en el pueblo minero de Cáceres, parte baja del Cauca (Vázquez de Espinosa, 1948, 317). (...) Perú. Algún autor habla de CALABAZAS o AVYAMAS sin detalles sobre la especie (Borregán, 1948, 78)."
2. 1 2 3  Patiño VM (1912-2001[41]): "Cucurbita moschata Duch.: AYOTLI, náhuatl, de donde el actual AYOTE (Martínez, 1937[61], 41; Robelo, 3a ed.[62], 58-60)." "América ístmica. En 1570 en un proceso contra unos soldados desertores del campo de Perafán de Rivera, en Arariba, Guaymí, los inculpados tratan de defenderse alegando que pasaron el río para buscar AYOTES (Fernández, 1883, III, 96)." "...la Cucurbita maxima Duch., poco o nada conocidas -sino recientemente- al norte del ecuador (véase numeral 153)."
3. ↑  A pesar de los análisis moleculares (Kistler et al. 2014,[64] Schaefer et al. 2009[65])
4. ↑  En la revisión del género de Baum (1995[66]) p.444
5. ↑  Strychnos mitis accounted for 18% (542/2,930) of the red-tailed guenon FEEs indicating that when it is fruiting, it can be an important species in the diet of red-tailed guenons.  Although I did not quantify their feeding behavior, on several occasions I also noted blue monkeys (Cercopithecus mitis) and grey-cheeked mangabeys (Lophocebus albigena) eating the fruit of Strychnos mitis.[67]
6. ↑  Paris (1989[73]): "Divergence among the various groups [of Cucurbita pepo: pumpkins, scallops, acorns, crooknecks, straghtnecks, vegetable marrows, cocozelles, zucchinis, Paris 1986[74]] appears to be increasing under continuing domestication due to the different demands made on cultivars grown for their immature fruits as opposed to cultivars grown for their mature fruits. (...) The pumpkins and acorns are grown for consumption of their mature (40 d or more past anthesis) fruits. The others are grown for consumption of their immature (generally first week past anthesis) fruits." (...) "The fruits of other C. pepo cultivars are not palatable and are grown purely for decorative purposes. These are known collectively as ornamental gourds, and they occur in a wealth of shapes and colors (Bailey 1937[75])."
7. ↑  Paris (1986[74]): "Cucurbita pepo L., a species which includes squashes, pumpkins, and gourds, contains a remarkable degree of variability in fruit characteristics. The edible immature fruits are known as summer squash in North America and marrows in the United Kingdom. The edible mature fruits are known as pumpkins and winter squashes. Fruit forms that are unpalatable and not consumed are known as gourds."
8. ↑  Munro y Small (1997[76]) p. 172: "The four cultivated Cucurbita discussed below [C. pepo, C. moschata, C. argyrosperma, C. maxima] have developed such similar fruit forms that all four species have cultivars commonly known as [winter] pumpkins, three as winter squash, two as summer squash, and two as [not edible] gourds."
9. ↑  Andres 2004a:[44] "Production statistics do not often distinguish between this species (Cucurbita moschata) and the other species of squash and pumpkin."
10. ↑  Canadá. Munro y Small (1997[76]) p. 172: "Canadian statistics for "squash" are not separated by individual species (C. pepo, C. moschata, C. argyrosperma, C. maxima)."
11. ↑  Para Argentina. Fernández Lozano. 2012[77] P. 11. El gráfico "Producción en toneladas", figura de la página 3, los clasifica sólo en zapallos y zapallitos, por lo que clasifica todos los cultivos argentinos comestibles sólo en maduros o inmaduros. Solo hortalizas, es decir que Lagenaria siceraria tipo "mate" no se considera en el gráfico. En Argentina hay cultivos de las 4 especies de zapallos y de 2 especies (C. maxima y C. pepo) de zapallitos.
12. ↑  Robinson y Decker-Walters (1997[45]) p. 77: "During domestication in pre-Columbian times, people selected for non-lignified fruit rinds in winter squashes and pumpkins, which were usually consumed when ripe. Hard rind, which is conditioned by a single dominant allele in C. pepo, is found in many cultivars of summer squash that are consumed before rind lignification becomes objectionable." p. 77: "Summer squash generally has white flesh and low soluble solids content, but winter squash has been bred to have orange, carotenoid-rich flesh high in soluble solids.")
13. ↑  Se seleccionan caracteres diferentes según su finalidad como zapallo/zapallito/ornamentales: Ferriol y Picó 2008[78] p. 331: "Non-lignified rinds are preferred in fruits consumed when ripe, such as many C. pepo winter squashes, in contrast with ornamental gourds and summer squashes." p. 336: "Commercial standards for fresh market squash usually refer to cultivar purity and lack of fruit defects, and do not reflect quality traits appreciated by consumers. These are different in summer and winter squash. In the latter, consumers appreciate fruit size, shape, and colour. However, eating acceptability is most often related to flesh colour, consistency, flavour, and sweetness, traits that may play a minor role in summer squashes (Daniel et al. 1995)."
14. 1 2 3  Robinson y Decker-Walters 1997[45] p. 77: "Immaure fruits of winter squash cultivars like 'Jersey Golden Acorn' (Cucurbita pepo) may be eaten like summer squash. 'Butternut' and similar cultivars of C. moschata are of high quality when immature. However, they are seldom marketed this way due to relatively low yield, late maturity, and the viny habit, which makes harvesting difficult."
15. 1 2 3 4 5 6 7  Odepa (Chile[82]): En Chile se cultivan tanto variedades de guarda como de consumo inmediato y, en función del uso y su aparición en los mercados, se distinguen los zapallos para temprano, de media estación y de guarda. Entre las variedades de zapallo para temprano se encuentra el tipo «hoyo», cuyo cultivo por lo general se inicia bajo abrigo para obtener frutos tempranos. Su tamaño va de 25 a 30 cm de diámetro, son más o menos redondos y un tanto deformes. Su cáscara es de color verde oscuro y en su interior es de color amarillo pálido, de carne insípida y de textura más bien acuosa. Entre los de media estación hay varios tipos, de características variadas y no muy bien definidas, entre los que se encuentra el «serenense». Aparecen en el mercado con anterioridad a los zapallos de guarda y no presentan gran durabilidad. En su aspecto externo se parecen a los de guarda, pero su contenido es de inferior calidad."
16. 1 2 3  Campo Mexicano (campomexicano.gob.mx)[81]"COSECHA. Se lleva a cabo de los 3 a 5 meses de la siembra, las que se cultivan para primicia se les cosecha antes de llegar a plena madurez, a mitad o 3/4 de cáscara, o sea cuando se puede hincar la uña."
17. 1 2 3  Para Argentina, Lang y Ermini (2011[80]), p.21: "Los (zapallos) que se cultivan para primicia se los cosecha antes de llegar a plena madurez, cuando se puede hincar la uña en la cáscara."
18. ↑  Robinson y Decker-Walters (1997[45])p. 71: "Fruit flesh is bitter in wild taxa and in most ornamental gourds of Cucurbita pepo".
19. ↑  El Código Internacional de Plantas Cultivadas (Brickell et al. 2009[83]), que rige únicamente sobre cultivares, artículo 3.4: "3.4. A cultivar, plant or combination thereof that constitutes part of one Group might also be designated as belonging to another Group, should such assignments have a practical purpose. Ex. 10. Solanum tuberosum ‘Desiree’ may be designated part of a Maincrop Group and a Red-skinned Group since both such designations may be practical to buyers of potatoes. It may thus be written Solanum tuberosum (Maincrop Group) ‘Desiree’ in one classification or as Solanum tuberosum (Red-skinned Group) ‘Desiree’ in another, depending on the purpose of the classification used."
20. ↑  Robinson y Decker-Walters (1997[45]) p. 80: "Three horticultural groupings of C. moschata cultivars are recognized in the commercial trade of North America: (...) Crookneck. Fruit round at the blossom end with a long straight or curved neck."
21. ↑  Andres (2004b[85]): "[In Cucurbita moschata], as in C. pepo, a number of landraces and cultivars, often long-fruited, are grown partly or primarily for culinary use of the young fruit (Paris 1989[73]), these include some landraces from tropical America, the European cultivars 'Rampicante Trombocino' and 'Longue de Nice', and the Korean cultivars 'Aehobag', 'Sangol', 'Seoulmadi' and 'Sigol'."
22. ↑  (1997[76]) p. 81: "In Mexico, fruits with large, edible seeds rather than edible fruits [pulp] have been selected. The seeds are sold commercially in Mexico and Guatemala. Farther south the immature fruits are used as a vegetable. In northern Mexico, selections have been made for both edible seeds and fruits (Merrick 1990)."
23. ↑  Robinson y Decker-Walters (1997[45]) (...) Not all of the localized landraces of Cucurbita maxima that have evolved can be placed in the following informal classification scheme, which is based on Castetter (1925): Hubbard. Fruit oval, tapering to curved necks at both ends, with a very hard rind and white seeds.
24. ↑  Robinson y Decker-Walters (1997[45]) p. 81:"Hubbard" produces a large, oval fruit that stores well and is of good quality. It was introduced by James Gregory of Marblehead, Massachusetts in 1856, but was probably originally brought to New England from South America in the eighteenth century. Cultivar selections have been made that produce orange, green or grey fruits."
25. ↑  Robinson y Decker-Walters (1997[45]) (...) Not all of the localized landraces of Cucurbita maxima that have evolved can be placed in the following informal classification scheme, which is based on Castetter (1925): Banana. Fruit long, pointed at both ends, with a soft rind and brown seeds. (...)
26. ↑  Robinson y Decker-Walters (1997[45]) p. 80: " (...) Not all of the localized landraces of Cucurbita maxima that have evolved can be placed in the following informal classification scheme, which is based on Castetter (1925): (...) Marrow. Fruit oval to pyriform, tapering quickly at the apex and gradually towards the base, with white seeds".
27. ↑  Robinson y Decker-Walters (1997[45]) p. 80: " (...) Not all of the localized landraces of Cucurbita maxima that have evolved can be placed in the following informal classification scheme, which is based on Castetter (1925): (...) Show. Fruit large, orange, with a soft rind and white seeds".
28. ↑  Robinson y Decker-Walters (1997[45]) p. 81-82: "Show pumpkins are grown for forage in India, where there is much diversity. In various countries, cultivars producing massive, orange fruits, such as 'Atlantic Giant' and 'Big Max', are cultivated for entry into contests for large fruits."
29. 1 2 3 4 5 6 7 8  Paris (1986[74]): "The bewildering array of forms of C. pepo and the lack of barriers to gene exchange among them have hampered recognition of genetic affinities and resulted in no completely satisfactory subspecific botanical, horticultural, or vernacular classification scheme. To quote L. H. Bailey (1929,[89] p. 91): "I hope we may find a way to use the English names with discrimination, and to this end I am in sympathy with the attempt to harmonize them". My objective is to propose a classification of the extant C. pepo cultivars grown for culinary purposes (squashes and pumpkins) that would simultaneously reflect genetic affinities and be consistent with both professional and popular terminology. Fruit shape as the basis for subspecific classification: Quantitatively inherited characteristics are better indicators of genetic affinities than simply inherited characteristis. Characteristics which are constant throughout development and over a wide range of environmental conditions and cultural practices are more useful tools for classification than characteristics which change during development or whose expression is strongly influenced by environmental or cultural factors. In addition, characteristics useful for classification must be those which are easily observed by those for whom the classification is intended. Fruit shape is the only characteristic of C. pepo that combines these features; it is quantitatively inherited (Sinnott 1935,[90] 1936[91]), is relatively constant over a wide range of conditions and during development (Sinnott 1932,[92] 1936,[91] Sinnott & Kaiser 1934[93]), and is easily observed by all those concerned with C. pepo, horticulturists and other scientists, growers, produce marketers and the general public alike. Other characteristics, such as fruit size, fruit color, fruit quality, foliage characteristics and allozyme variation, while often associated with particular fruit shapes and some aid in understanding genetic relationships, are not well suited for a universally acceptable classification scheme, as they are either simply inherited, strongly influenced by non-generic variation or developmental age, or not readily observable."
30. 1 2 3 4 5 6 7 8
31. ↑  El autor del nombre, Paris (1986,[74] con un criterio de clasificación que se podría resumir como de "tipos reconocibles en el mercado" muy cercano al criterio para clasificar variedades[cita 29]): "Cucurbita pepo Acorn Group (synonim Table Queen). Fruits shaped like a top, broad at stem end and coming to a point at blossom end, deeply furrowed. Cultivars include: Cucurbita pepo 'Table Queen', Cucurbita pepo 'Table King', Cucurbita pepo 'Mammoth Table Queen', Cucurbita pepo 'Royal Acorn', Cucurbita pepo 'Ebony', Cucurbita pepo 'Jersey Golden Acorn'. C. pepo L. var. turbinata ssp. nov. (new subspecific designation) for the top-shaped fruits." Si bien la descripción es inamovible,[cita 30] Robinson y Decker-Walters (1997[45]) la citan con ligeros cambios: p. 78: "For Cucurbita pepo, we will use the classification by Paris (1986), which is based primarily on fruit shape; his groupings of cultivares are: (...) Acorn. Fruit small, top-shaped, furrowed, pointed at the blossom end."
32. ↑  Robinson y Decker-Walters (1997[45]) p. 79: "'Table Queen', one of the few winter squash cultivars of Cucurbita pepo, was introduced in 1913 by the Iowa Seed Company. This acorn squash produces small, ribbed fruits which are often cut in half and baked. It is similar to a landrace grown by Native Americans before the Discovery. 'Table Queen' and its antecedents have a vining plant habit, but 'Table Ace' and other bush cultivars with fruit shape similar to 'Table Queen' have been bred."
33. ↑  Robinson y Decker-Walters (1997[45]) p. 80: "Three horticultural groupings of Cucurbita moschata cultivars are recognized in the commercial trade of North America: (..) Cheese. Fruit variable, but usually oblate with a buff-coloured rind."
34. ↑  Wang et al. (2011[97]). J. Brent. Loy, Chapter 4 "Breeding Squash and Pumpkins". p. 103: "The groupings listed below (JB Loy, unpubl. results) are based on current cultivar use in North America and practical grouping of squash for breeding purposes, but follows somewhat closely the classifications used by Whitaker and Davis (1962[98])" (...) p.106."Cucurbita moschata Variety Classes." (...) p. 107: Calabaza: Calabaza are ovoid squash, often with tan and green mottling, and low to moderate dry matter content (Daniel et al. 1995; Maynard et al. 2002), and are adapted to tropical regions. They are popular in parts of Florida, the Caribbean basin, and Central and South America.
35. ↑  Cucurbita Kabocha group, "un grupo de cultivares interespecíficos F1 (Cucurbita maxima x Cucurbita moschata)", página 1545 de la Enciclopedia Mansfeld (2001[99]).
36. ↑  Robinson y Decker-Walters (1997[45]) (...) Not all of the localized landraces of Cucurbita maxima that have evolved can be placed in the following informal classification scheme, which is based on Castetter (1925): (...) Delicious. Fruit turbinate, shallowly ribbed, with a hard rind and white seeds.
37. ↑  Paris (1989[73]): "Other cultivars, such as 'Delicata', are more or less unique and are not readily classifiable in any one modern group. 'Delicata' was first introduced by a seedsman in the USA in 1894 (Tapley et al. 1937[100]), but a fruit very much like those of this cultivar was illustrated by Naudin (1856[101])."
38. ↑  Backyardgardener: " 'Delicata' is an heirloom variety squash. The trailing vines bear heavy yields of 8-10 inch long, thin-skinned fruits with orange-yellow, sweet flesh. The vines can be trained up trellises. Does not store well, possibly owing to the thinness of its skin."
39. ↑  El autor del nombre, Paris (1986,[74] con un criterio de clasificación que se podría resumir como de "tipos reconocibles en el mercado" muy cercano al criterio para clasificar variedades[cita 29]): "1. Cucurbita pepo Pumpkin Group. Fruits spherical, oblate or oval, round or flattened at ends. Cultivars include: C. pepo 'Connecticut Field', C. pepo 'Jack O'Lantern', C. pepo 'Small Sugar', C. pepo 'Spookie'. C. pepo L. var. pepo Bailey." Si bien la descripción es inamovible,[cita 30] Robinson y Decker-Walters (1997[45]) p. 78: "For Cucurbita pepo, we will use the classification by Paris (1986), which is based primarily on fruit shape; his groupings of cultivares are: (...) Pumpkin: Fruit orange, round or oval."
40. ↑  Robinson y Decker-Walters (1997[45]) p. 77: "In the USA, the most familiar use of pumpkins of Cucurbita pepo is for Halloween jack-o'-lanterns. Every autumn, the orange, round or oval fruits are carved into grotesque faces and illuminated from within by candles".
41. ↑  Schultheis JR. 2006:[105] "Pumpkins are grown primarily for decorative/display purposes. The fruit are used to adorn the home and festivals and are one indicator that the autumn season has arrived. In addition, the primary use of pumpkins by US citizens is as jack o’lanterns. Jack o’lanterns are used for display or are carved at Halloween. The primary species used for jack o’lanterns is Cucurbita pepo. C. maxima and C. moschata are also used, but to a lesser extent."
42. ↑  Paris (1989[73]): "Pumpkins are consumed when the fruits are fully mature. Their fruit rinds are not lignified, enabling easy slicing of the fruits. This characteristic apparently was important to Native Americans, for it has been suggested (Kay et al. 1980,[106] Whitaker and Cutler 1965[107]) that it was common practice to slice the fruits into strips and then hang the strips to dry, for preservation of the flesh."
43. ↑  Robinson y Decker-Walters (1997[45]) p. 79: "'Connecticut Field' pumpkin has been grown in the USA since Colonial times and is still listed in some seed catalogues today."
44. ↑  Robinson y Decker-Walters (1997[45]) p. 79: "Miniature pumpkins of Cucurbita pepo (e.g. 'Jack Be Little', 'Munchkin', and 'Baby Bear'), with fruits looking like 'Jack O'Lantern' but much smaller, have become popular in recent years. They are used for decoration and are edible as well."
45. ↑  Robinson y Decker-Walters (1997[45]) p. 80: " (...) Not all of the localized landraces of Cucurbita maxima that have evolved can be placed in the following informal classification scheme, which is based on Castetter (1925): (...) Turban. Fruit turban-shaped as a result of fruit tissue at the blossom end not covered with receptacle tissue.".
46. ↑  Robinson y Decker-Walters (1997[45]). p. 81: "'Turk's Turban' is a turban squash with very colourful fruits, which are used for decoration. It is consumed as a winter squash".
47. ↑  Robinson y Decker-Walters (1997[45]) p. 79-80: "A single allele plus modifier genes in C. pepo inhibit formation of the seed coat. Pumpkin cultivars such as 'Lady Godiva' and 'Triple Treat' have been bred to have 'naked seeds' that are tasty, tender, and nutritious, being high in protein and oil content. Since the seed coat is maternal tissue, cross-pollination of a naked seeded cultivar will not affect that trait until the next generation."
48. ↑  Robinson y Decker-Walters (1997[45]) p. 79: "'Vegetable Spaghetti', an unusual member of this (Vegetable Marrow) group, is said to have originated in Manchuria and was introduced into North American commerce in 1936. When mature, the yellow, oval fruit can be cooked intact, after which, it is cut open to serve the thin strands of flesh resembling spaghetti."
49. ↑  Robinson y Decker-Walters (1997[45]) p. 79: "Scientists from Israel selected an orange hybrid cultivar called 'Orangetti' in 1986. In addition to having a higher concentration of carotenoids in the orange flesh, this cultivar differs from the viny 'Vegetable Spaghetti' by having a semi-bush habit."
50. ↑  El autor del nombre, Paris (1986,[74] con un criterio de clasificación que se podría resumir como de "tipos reconocibles en el mercado" muy cercano al criterio para clasificar variedades[cita 29]): "Cucurbita pepo Zucchini Group (synonym Courgette). Fruits long, cylindrical, with little or no taper, ratio of length to width approximating or exceeding 3.5. Cultivars include: Cucurbita pepo 'Black Beauty', Cucurbita pepo 'Black Zucchini', Cucurbita pepo 'Fordhook Zucchini'. C. pepo L. var. cylindrica ssp. nov." La descripción es inamovible,[cita 30] sin embargo Robinson y Decker-Walters (1997[45]) la citan ligeramente diferente, p. 78: "For Cucurbita pepo, we will use the classification by Paris (1986), which is based primarily on fruit shape; his groupings of cultivars are: (...) Zucchini. Fruit long, cylindrical, with little or no taper."
51. ↑  Robinson y Decker-Walters (1997[45]) p. 78: "Dark green zucchini-type cultivars (e.g. 'Black Zucchini', introduced in 1931) are the most popular summer squashes in the USA, but lighter green cultivars (e.g. 'Cousa') are preferred in the Middle East. (...) Althought most zucchinis have green rinds, scientists have recently selected types with the B allele for yellow rind (e.g. 'Burpee's Golden Zucchini')."
52. ↑  JB Loy en Wang et al. (ed. 2011[97]), Chapter 4, "Breeding Squash and Pumpkins". p.119 "The intensity and hues of orange color appear to be modulated by several modifying genes, and also by the B locus for precocious yellow fruit coloration (Shiffriss 1981). In summer squash and pumpkin, the B allele normally has to be homozygous to be expressed throughout the entire fruit, including partially into peduncle and perianth tissues. In other genetic backgrounds, such as spoon gourd, plants homozygous for the B gene display bicolor fruit coloration". (...) "The B gene has been incorporated into several ornamental cultivars of C. pepo, in most cases to produce a bicolor phenotype, but because it often has a pleiotropic effect on lowering starch content (Schaffer et al. 1986[110]), its use in edible cultivars has been largely limited to bicolor cultivars heterozygous for the B allele."
53. ↑  El autor del nombre, Paris (1986,[74] con un criterio de clasificación que se podría resumir como de "tipos reconocibles en el mercado" muy cercano al criterio para clasificar variedades[cita 29]): "Cucurbita pepo Cocozelle Group. Fruits of long, tapered, cylindrical shape, bulbous near blossom end. Length to broadest width ratio approximating or exceeding 3.5. Cultivars include: Cucurbita pepo 'Cocozelle'. C. pepo L. var. longa ssp. nov." La descripción es inamovible,[cita 30] Robinson y Decker-Walters (1997[45]) la citan así, p. 78: "For Cucurbita pepo, we will use the classification by Paris (1986), which is based primarily on fruit shape; his groupings of cultivars are: (...) Cocozelle. Fruit long, cylindrical, tapering away from the large blossom end, with a length to width ratio of 3.5 or more."
54. ↑  El autor del nombre, Paris (1986,[74] con un criterio de clasificación que se podría resumir como de "tipos reconocibles en el mercado" muy cercano al criterio para clasificar variedades[cita 29]): "Cucurbita pepo Vegetable Marrow Group. Fruits of short, tapered, cylindrical shape. Gradual taper from narrow at peduncle end to broad at stem and, ratio of lenght to broadest width ranging from 2.0 to 3.0. Cultivars include: Cucurbita pepo 'Beirut', Cucurbita pepo 'Sihi Lavan'. C. pepo L. var. fastigata ssp. nov. for the tapered shape of the fruits." La descripción es inamovible,[cita 30] Robinson y Decker-Walters (1997[45]) la citan en p. 78: "For C. pepo, we will use the classification by Paris (1986[74]), which is based primarily on fruit shape; his groupings of cultivares are: (...) Vegetable marrow. Fruit short, cylindrical, tapering from the broad blossom end to the narrow peduncle end."
55. ↑  Robinson y Decker-Walters (1997[45]) p. 79: "Vegetable marrows, which are grown in the UK and elsewhere, are used at all stages of maturity. 'Vegetable Spaghetti', an unusual member of this group (...)"
56. ↑  El autor del nombre, Paris (1986,[74] con un criterio de clasificación que se podría resumir como de "tipos reconocibles en el mercado" muy cercano al criterio para clasificar variedades[cita 29]): "Cucurbita pepo Crookneck Group. Fruits elongate with slim, long, slightly to very curved neck, distal half of fruit broad. Cultivars include: Cucurbita pepo 'Early Yellow Crookneck', Cucurbita pepo 'Golden Summer Crookneck'. C. pepo L. var. torticollis Alefeld." Si bien la descripción es inamovible,[cita 30] Robinson y Decker-Walters (1997[45]) p. 78:  "For C. pepo, we will use the classification by Paris (1986), which is based primarily on fruit shape; his groupings of cultivares are: (...) Crookneck. Fruit elongated with a curved neck."
57. ↑  Paris (1989[73]): "The crooknecks and the straightnecks are the only groups of cultivars (excluding some ornamental gourds) that, at least nowadays, are comprised mainly of forms having fruits that are both warted and yellow". (...) "Both the crooknecks and straightnecks are characterized by warted rinds (Hr, Wt) and yellow immature fruit color (Y), characteristics occurring in relatively few other culinary forms of C. pepo."
58. ↑  Paris (1989[73]): "The accounts of Sturtevant (Hedrick 1919[111]) and Tapley et al. (1937[100]) suggest that crooknecks existed long before 1828. This and other literature (Nuttall 1818[112]) would also suggest that the appearance of the crooknecks in recorded history was delayed because they were cultivated in interior regions of North America, which were inaccessible to early explorers. Thus, the possibility exists that this group is an ancient and separate line of domestication, like the pumpkins and the scallops. Unlike the other two groups, the crookneck was not widely distributed nor did it consist of a number of distinct variants. As crooknecks have been cultivated continuously in North America at least since 1828, it seems safe to assume that the modern crookneck cultivars are the direct descendants of those cultivated over 150 yr ago".
59. ↑  Paris (1989[73]): "The earliest use of the word crookneck for a form of C. pepo appears to be that referred to by Stustevant (Hedrick 1919[111]) and Tapley et al. (1937[100]), who stated that a cultivar by the name of 'Summer Crookneck' first appeared in a North American seed catalog as early as 1828."
60. ↑  Paris (1989[73]): "All modern forms of crookneck are of bush habit, but according to Tapley et al. (1937[100]), viney forms of crookneck were once common".
61. ↑  Paris (1989[73]): "Alefeld (1866[113]) assigned the Latin name C. pepo torticollis to the crooknecks".
62. ↑  El autor del nombre, Paris (1986,[74] con un criterio de clasificación que se podría resumir como de "tipos reconocibles en el mercado" muy cercano al criterio para clasificar variedades[cita 29]): "Cucurbita pepo Straightneck Group. Fruits cylindrical, with short, slightly constricted neck near stem end and distal half of fruit broad. Cultivars include: Cucurbita pepo 'Early Prolific Straightneck'. C. pepo L. var. recticollis ssp. nov." La descripción es inamovible,[cita 30] Robinson y Decker-Walters (1997[45]) la parafrasean en p. 78: "For C. pepo, we will use the classification by Paris (1986[74]), which is based primarily on fruit shape; his groupings of cultivares are: (...) Straightneck. Fruit cylindrical with a straight, slightly constricted neck."
63. ↑  Paris (1989[73]): "The lone cultivar of the straightneck type described by Tapley et al. (1937[100]) is 'Giant Summer Straighneck', reportedly a selection from 'Giant Crookneck' and introduced in 1896. In addition, the well-known cultivar 'Early Prolific Straightneck', introduced in 1896. In addition, the well-known cultivar 'Early Prolific Straightneck', introduced in 1938 by Ferry-Morse, was reportedly a selection from 'Summer Crookneck' (Minges 1972[114])".
64. ↑  Paris (1989[73]): "The origin of the straightnecks of today appears to be quite recent, American, and separate from the incipient form depicted by Tournefort (1700[115]). To the best of my knowledge, the straightnecks have been and are grown almost exclusively in North America."
65. ↑  The modern straightneck generally resemble the modern crooknecks with regard to foliage and plant characteristics.
66. ↑  El autor del nombre, Paris (1986,[74] con un criterio de clasificación que se podría resumir como de "tipos reconocibles en el mercado" muy cercano al criterio para clasificar variedades[cita 29]): "2. Cucurbita pepo Scallop Group. Synonym Patty Pan. Fruits flattened, almost disc-shaped, with wavy equatorial or nearly equatorial margins. Cultivars include: Cucurbita pepo 'Benning's Green Tint', Cucurbita pepo 'Golden Bush Scallop', Cucurbita pepo 'White Bush Scallop'. C. pepo L. var. clypeata Alefeld." Si bien la descripción es inamovible,[cita 30] Robinson y Decker-Walters (1997[45]) lo describieron de una forma parecida pero no idéntica: p. 78: "For C. pepo, we will use the classification by Paris (1986[74]), which is based primarily on fruit shape; his groupings of cultivares are: (...) Scallop. Fruit small, flattened, typically with scalloped edges."
67. ↑  Paris (1989[73]): "The scallops are grown for culinary use of their immature fruits. (...) The scallops are woody and inedible as mature fruits, but are firm and quite pleasant as young fruits".
68. ↑  Robinson y Decker-Walters (1997[45]) p. 79: "The fruit of 'White Bush Scallop' summer squash is similar to that depicted in anient European herbals. It differs from the medieval squash, however, by having a bush habit."
69. ↑  Robinson y Decker-Walters (1997[45]) p. 80: "Three horticultural groupings of C. moschata cultivars are recognized in the commercial trade of North America: (..) Crookneck. Fruit round at the blossom end with a long straight or curved neck."
70. ↑  Paris (1989[73]): "Some rare pumpkin (Cucurbita pepo Pumpkin Group) cultivars have lignified rinds and even warts. Expression of lignified rind is conditioned by the dominant gene Hr (hard rind) and of warts by the dominant gene Wt. Both Hr and Wt must be present for wartiness to develop (Schaffer et al. 1986[110]). Primitive forms from Mexico, exemplified by PIs 442315 and 442325, have smooth but thick lignified rinds; these forms may be representative of an earlier stage in evolution under domestication, an early offshoot, or a separate line of domestication from the pumpkin line. The South African cultivar 'Little Gem' is a miniature pumpkin having a smooth, thin, but lignified rind. 'Nantucket', a pumpkin cultivar of the 19th century (Burr 1863,[117] Goff 1888[118]), had warts. The reportedly very high quality of 'Little Gem' and 'Nantucket' indicates that these pumpkins are well advanced from primitive stocks. Their hard rinds would suggest that they were derived through hybridization between pumpkins and hard-rinded forms".
71. ↑  Backyardgardener:[119] "Cucurbita pepo 'Little Gem' has orange-sized fruit which turns a golden color when ripe. They can be difficult to grow outside the region in which they were developed. Baking hot, sandy soil, is generally a good bet for improving your crop. It is useful to have a cold frame to get the plants going early."
72. ↑  Kings seeds:[120] "Little Gem Rolet is a cricket ball size fruit with dark green skin. It is a very heavy cropper and is very early to mature with a good flavour. This squash has a high sugar content so caramelises beautifully when pan fried. Little Gem Rolet is quite popular in Europe, where it is more popular in Germany and known as a delicacy in expensive restaurants. "
73. ↑  "De cáscara dura color verde intenso y de pulpa amarillo anaranjada. Da frutos grandes de unos 10 kg de peso."[124]
74. ↑  "Zapallo criollo. Especie: Cucurbita pepo. Forma: Cilíndrico. Color cáscara: Verde oscuro. Color pulpa: Amarillo-naranja. Peso promedio del fruto: 10-15 kg. Conservación: 180 días. Observaciones: Pulpa fibrosa, cáscara gruesa". pág. 1[126]
75. ↑  Uruguay, "zapallo criollo",[122][123][124] o "zapallo de serrucho",[124][125] o "zapallo negro" .[125] Lo describen como cilíndrico, de cáscara verde oscura, gruesa, de buena conservación (180 días), de frutos de 10 o 10-15 kg, de pulpa amarillo anaranjada y fibrosa.[cita 73][cita 74] Hay fotos de diferentes estados de madurez del fruto (página 31[123]).
76. ↑  "Hasta la década de 1990 el consumo más importante a nivel del país era de zapallo criollo (Cucurbita pepo) alcanzando una superficie cercana a las 2400 has anuales. A partir de ese momento comenzó una sustitución muy importante del área plantada de criollo por el zapallo Kabutiá híbrido interespecifico entre Cucurbita maxima y Cucurbita moschata, plantándose en la actualidad alrededor del 75 % del área de zapallo con estos híbridos en la zona sur. Esta sustitución, que fue impulsada principalmente por los mayoristas que demandaban un zapallo más pequeño para comercializar en forma individual y no por tajadas, trajo como consecuencia una demanda de conocimientos técnicos referente al manejo del cultivo y conservación."[126]
77. ↑  Long (coordinación) 2003 p. 213-215: "La última especie a la que haremos referencia es Benincasa hispida, cuyo centro de origen parece ubicarse en Indochina-Indonesia (ref 84: AC Zeven y JM De Wet 1982). Sus frutos tiernos son comsumidos en China y la India como verdura y los maduros se destinan a la elaboración de dulces (ref 85: HL Chakravarty 1990; T Walters 1989). La cubierta cerosa de sus frutos es también utilizada para la elaboración de velas al menos en India (ref 86: Chakravarty 1990). Al igual que se mencionó para Luffa acutangula, el cultivo de Benincasa hispida en América es sumamente restringido y al parecer únicamente es practicado para y/o por los inmigrantes de origen asiático".
78. ↑  PROTA. Trichosanthes cucumerina.[140] "(Trichosanthes cucumerina). Adulterations and substitutes. The young fruits can be replaced by other cucurbits such as squash (Cucurbita pepo L.), bottle gourd (Lagenaria siceraria (Molina) Standl.) or ridged gourd (Luffa acutangula (L.) Roxb.)."
79. ↑  Long (coordinación) 2003 p. 214. "Momordica charantia debió ser introducida en América muy tempranamente, pues se encuentra ampliamente distribuida en los trópicos del Nuevo Mundo y ya puede considerarse como una planta verdaderamente naturalizada en estas regiones del mundo (ref. 80: JVA Dieterle, 1976; C Jeffrey (inédito); C Jeffrey y B Trujillo, 1983; R Lira, 1988). En contraste con la diversidad de usos y el manejo a que esta especie es sometida en su área de origen, en América es considerada en el mejor de los casos como una planta medicinal, y lo único que se consume ocasionalmente (principalmente por los niños de las comunidades campesinas) es la cubierta carnosa, roja y de sabor dulce de sus semillas."
80. ↑  Trichosanthes cucumerina en PROTA:[140] "Prospects. Trichosanthes cucumerina is a newly introduced crop of increasing importance in several parts of Africa, including Ghana and Nigeria, mainly for the red fruit pulp as a substitute for tomato sauce. There are no indications that the consumption of young snake gourd fruits will become of great importance in Africa.
81. ↑  Seedman, Gourd seed::[153] "Bajo "Unique, Rare Gourd Types": "RLP056 Wild Calabash (Lagenaria sphaerica). A pretty climber in the pumpkin family with rigid, palmate leaves and fragrant, white flowers followed by mottled green, spherical fruits. It produces a perennial, woody rootstock that puts out many slender, annual shoots that can reach to about 10 m long. It is found in a number of dry scrub and woodland habitats in tropical and southern Africa, including Madagascar and the Comores. It has a number of applications in traditional medicine and for religious purposes and makes a wonderful ornamental."
82. ↑  En la revisión del género de Baum (1995[66]): "The baobabs (Bobacaceae: Adansonia) are tropical trees native to Africa, Australia and Madagascar but dispersed widely by humans."
83. ↑  En la revisión del género de Baum (1995[66]) p.440: "...André Thevet (1558 in 1878:[155] 47) described an edible fruit from Cape Verde with kidney-shaped seeds. However, these sources were overlooked and European botanists came to know of Adansonia digitata through fruits carried by traders to Egypt." " Retoma en p.444: "DISPERSAL BIOLOGY. The pulp of baobab fruit is tasty and nutritious, being a particularly rich source of potassium tartrate, tartaric acid, and vitamin C (Greene 1932,[156] French 1944,[157] Carr 1955,[158] Nicol 1957,[159] Nour et al. 1980[160]). The seeds, while having a high lipid content (de Wildeman 1903,[161] Rey 1912[162]), are surrounded by a very though, thick testa."